# 신아시리아 제국
신아시리아 제국은 고대 아시리아 역사의 네 번째이자 마지막 시대이다. 아다드-니라리 2세의 즉위(기원전 911년)로 시작하여 기원전 9세기부터 7세기까지 고대 근동과 남캅카스, 북아프리카, 동지중해 일부를 지배하며 그 당시까지 역사상 가장 큰 제국이 되었다. 지정학적 지배력과 세계 정복에 기반한 이데올로기 때문에 신아시리아 제국은 역사상 최초의 세계 제국으로 묘사된다. 신바빌로니아인, 아케메네스인, 셀레우코스인을 포함한 고대 세계의 다른 제국들에게 문화적, 행정적, 군사적으로 영향을 미쳤다. 전성기에는 세계에서 가장 강력한 군사 강국이었으며 메소포타미아 전체, 레반트와 이집트뿐만 아니라 아나톨리아와 아라비아반도, 오늘날의 이란과 아르메니아 일부를 지배했다.
초기 신아시리아 왕들은 주로 중아시리아 제국(기원전 1365년~1050년)의 상당 부분이 기원전 11세기 후반에 상실되었기 때문에 북부 메소포타미아, 동부 아나톨리아, 레반트 대부분에 대한 아시리아의 통제를 회복하는 데 주력했다. 아슈르나시르팔 2세(r. 기원전 883년~859년)의 통치 아래 아시리아는 다시 한번 중동의 주요 세력이 되었으며, 논란의 여지 없이 북부를 제패했다. 아슈르나시르팔의 원정은 지중해까지 이르렀고, 제국의 수도를 전통적인 도시 아수르에서 더 중앙에 위치한 칼라(님루드)로 옮겼다. 제국은 아슈르나시르팔 2세의 후계자 샬마네세르 3세(r. 기원전 859년~824년) 아래에서 더욱 성장했지만, 그의 죽음 이후 "대재상들의 시대"라고 불리는 정체기에 들어섰다. 이 시기에는 정치 권력의 주요 행사는 저명한 장군과 관료들이었고 중앙 통제는 비정상적으로 약했다. 이 시대는 티글라트-필레세르 3세(r. 기원전 745년~727년)의 통치로 끝났고, 그는 다시 아시리아 왕권을 재확립하고 광범위한 정복을 통해 제국의 크기를 두 배 이상 늘렸다. 그의 가장 주목할 만한 정복은 남부의 바빌로니아와 레반트의 많은 지역이었다. 기원전 722년부터 제국이 멸망할 때까지 통치했던 사르곤 왕조 아래에서 아시리아는 전성기를 맞았다. 사르곤 왕조의 왕 센나케립(r. 기원전 705년~681년) 아래에서는 수도가 니네베로 옮겨졌고, 에사르하돈(r. 기원전 681년~669년) 아래에서는 이집트 정복을 통해 제국이 가장 넓은 범위에 도달했다. 권력의 절정에 달했음에도 불구하고, 제국은 기원전 7세기 후반에 바빌로니아 반란과 메디아의 침공으로 파괴되며 급속하고 폭력적인 몰락을 겪었다. 아시리아가 왜 그렇게 빨리 멸망할 수 있었는지에 대한 원인은 학자들 사이에서 계속 논의되고 있다.
신아시리아 제국의 전례 없는 성공은 팽창 능력뿐만 아니라, 그리고 아마 더 중요하게는, 정복된 땅을 효율적으로 행정 시스템에 통합하는 능력 때문이었다. 이러한 규모의 첫 제국으로서, 이 제국은 다양한 군사, 시민, 행정 혁신을 보였다. 군사적으로는 대규모 기병 사용과 새로운 공성전 기술이 중요한 혁신이었다. 신아시리아군이 처음 채택한 기술은 이후 수천 년 동안 전쟁에 사용되었다. 광활한 거리에 걸쳐 통신 문제를 해결하기 위해, 제국은 중계소와 잘 관리된 도로를 사용하는 정교한 국가 통신 시스템을 개발했다. 제국 내 공식 메시지의 통신 속도는 19세기까지 중동에서 능가되지 않았다. 제국은 또한 재정착 정책을 활용했는데, 정복된 땅의 일부 주민들이 아시리아 본토와 저개발 지역으로 재정착되었다. 이 정책은 지역 정체성을 해체하고 아시리아에서 개발된 농업 기술을 제국 전역에 도입하는 역할을 했다. 그 결과 근동의 문화적 다양성이 희석되었고, 이 지역의 민족언어적 구성이 영원히 바뀌었으며, 아람어가 지역 링구아 프랑카로 부상하는 데 기여했다. 아람어는 14세기까지 이 지위를 유지했다.
신아시리아 제국은 위대한 문화적 유산을 남겼다. 이 제국이 확립한 정치 구조는 그 뒤를 이은 후대 제국들의 모델이 되었고, 신아시리아 왕들이 선포한 보편적 통치 이데올로기는 translatio imperii의 개념을 통해 근세에 이르기까지 후대 제국들의 세계 정복에 대한 유사한 권리 사상에 영감을 주었다. 신아시리아 제국은 이후의 제국 후기와 그 이후 북부 메소포타미아의 후대 민속 및 문학 전통의 중요한 부분이 되었다. 유대교, 그리고 따라서 차례로 기독교와 이슬람교 또한 신아시리아 통치 시대에 깊은 영향을 받았다. 수많은 성경 이야기는 초기 아시리아 신화와 역사에 기반을 둔 것으로 보이며 초기 유대 신학에 대한 아시리아의 영향은 막대했다. 신아시리아 제국은 오늘날 군대의 과도한 잔혹성으로 주로 기억되지만, 아시리아인들은 역사상 다른 문명들과 비교했을 때 과도하게 잔인하지는 않았다.

## 배경

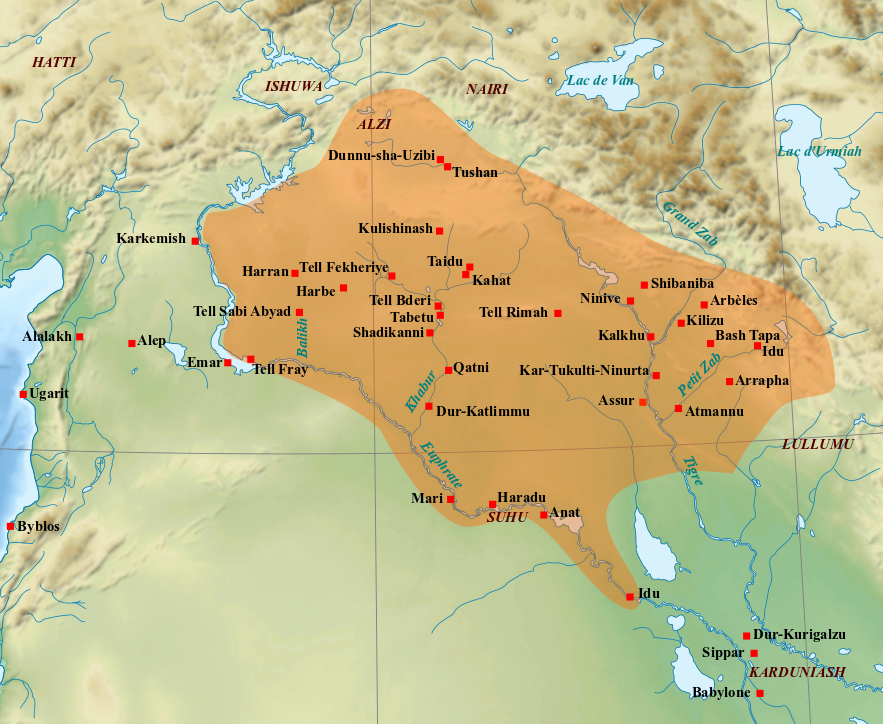
중아시리아 제국의 대략적인 지도 (기원전 13세기 전성기)

제국주의와 보편적이고 포괄적인 제국을 건설하려는 야망은 신아시리아 제국이 부상하기 전 고대 근동의 왕실 이데올로기에 오랫동안 확립되어왔다. 메소포타미아의 초기 왕조 시대( 기원전 2900년 – c. 2350년c.)에 이 지역의 다양한 도시 국가들의 수메르 통치자들은 제국을 건설하고 다른 도시 국가들과의 상대적인 우월한 위치를 얻기 위해 전쟁을 벌이곤 했다. 결국, 이러한 작은 갈등은 보편적인 통치를 달성하려는 일반적인 야망으로 발전했다. 이 시기에는 메소포타미아가 전 세계와 일치한다고 믿었기 때문에 전 세계를 지배하는 것이 불가능한 일은 아니었다. 가장 초기 메소포타미아 "세계 정복자" 중 한 명은 우루크의 왕 루갈자게시로, 그는 기원전 24세기에 하메소포타미아 전체를 정복했다. 최초의 위대한 메소포타미아 제국은 일반적으로 아카드 제국으로 간주되며, 아카드 사르곤에 의해 기원전 2334년경에 건국되었다.
아카드 제국 시대 이후 메소포타미아와 근동의 다른 지역에서는 수많은 제국주의 국가들이 흥망성쇠를 겪었다. 대부분의 초기 제국과 왕국은 일부 핵심 영토로 제한되었고, 대부분의 신민들은 중앙 정부의 권위를 명목상으로만 인정했다. 그럼에도 불구하고, 세계 지배에 대한 일반적인 욕망은 아카드 제국의 기억에 힘입어 "우주의 왕" 또는 "세계 사방의 왕"과 같은 칭호로 예시되며 수천 년 동안 메소포타미아 왕들의 왕실 이데올로기를 지배했다. 이 욕망은 한때 아카드 제국의 북부였던 지역을 통치했던 아시리아 왕들에게도 나타났다. 아시리아는 기원전 14세기에 중아시리아 제국이 부상하면서 첫 번째 전성기를 맞았는데, 이전에는 아수르 시를 중심으로 한 도시 국가에 불과했다. 아시리아의 왕 아다드-니라리(r. c.기원전 1305년~1274년) 시대부터 아시리아는 고대 근동의 강대국 중 하나가 되었고 투쿨티-닌우르타 1세(r. c.기원전 1243년~1207년) 통치 아래에서는 제국이 가장 넓은 범위에 도달했으며 메소포타미아의 지배적인 세력이 되었고, 한동안 남부의 바빌로니아까지 종속시켰다. 투쿨티-닌우르타의 암살 이후, 중아시리아 제국은 긴 쇠퇴기에 접어들었고, 점차 아시리아 본토 자체로 제한되었다. 이 쇠퇴기는 티글라트-필레세르 1세(r. 기원전 1114년~1076년)에 의해 중단되었고, 그는 다시 아시리아의 세력을 확장했지만, 그의 정복은 아시리아를 과도하게 확장시켰고 후계자들에 의해 유지될 수 없었다. 쇠퇴 추세는 마지막 중아시리아 왕인 아슈르-단 2세(r. 기원전 934년~912년)의 통치에서만 실질적으로 역전되었는데, 그는 북동쪽과 북서쪽으로 원정을 떠났다.

## 역사

### 아시리아 세력의 부활

#### 초기 재정복

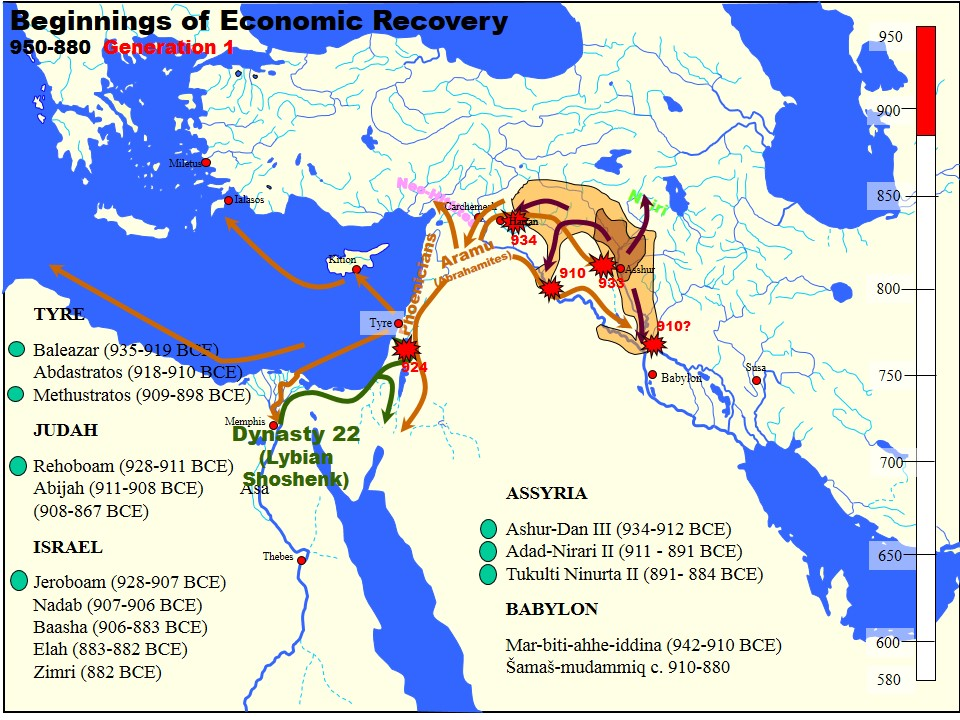
아슈르-단 2세(기원전 934년~912년), 아다드-니라리 2세(기원전 911년~891년) 및 투쿨티-닌우르타 2세(기원전 890년~884년) 통치 하의 아시리아 국경 및 원정

수십 년간의 군사 정복을 통해 초기 신아시리아 왕들은 오랜 쇠퇴기를 역전시키고 제국의 옛 영토를 되찾기 위해 노력했다. 과거에는 신아시리아 제국이 이전 아시리아 역사와 느슨하게만 연결된 완전히 새로운 현상으로 여겨지기도 했지만, 왕실 비문과 원정의 성격 및 범위에 대한 증거를 보면 초기 신아시리아 왕들이 주로 중아시리아 제국 전성기 당시 아시리아의 위상을 재확립하려고 노력했다는 것이 이제는 더 타당하다고 여겨진다. 두 제국이 별개의 실체라는 주장 또한 왕들의 혈통이 같은 연속적인 가계에 속했다는 점을 통해 반박될 수 있다. 팽창의 또 다른 정당성은 원정을 해방 전쟁으로, 즉 아시리아 영토 밖에 살던 아시리아인들을 새로운 외국 통치자들로부터 해방시키기 위한 전쟁으로 묘사하는 것이었다. 초기 신아시리아 제국 시기에 재정복된 수많은 유적지에서 발견된 물질적 증거는 중아시리아 제국 쇠퇴기 동안 아시리아 국경 밖에서도 아시리아 문화가 지속되었음을 보여준다. 초기 신아시리아의 재정복 노력은 주로 서쪽으로 하부르강까지의 지역에 집중되었다. 아슈르-단 2세의 첫 정복지 중 하나는 이 지역의 카트무후였는데, 그는 이곳을 완전히 합병하기보다는 봉신 왕국으로 만들었다. 이는 초기 신아시리아 왕들이 사용할 수 있는 자원이 매우 제한적이었고, 제국 재정복 프로젝트를 거의 처음부터 시작해야 했음을 시사한다. 이러한 맥락에서 초기 신아시리아 왕들 아래에서 이루어진 성공적인 팽창은 특별한 업적이었다. 중아시리아 시대 말기에 아슈르-단 2세 아래에서 시작되어 최초의 두 신아시리아 왕인 아다드-니라리 2세(r. 기원전 911년~891년)와 투쿨티-닌우르타 2세(r. 기원전 890년~884년)의 통치를 아우르는 아시리아 재정복의 초기 단계는 이 프로젝트의 느린 시작을 보였다. 아슈르-단의 노력은 주로 아다드-니라리와 투쿨티-닌우르타 아래에서 더 지속적인 작업의 길을 열어주었다.

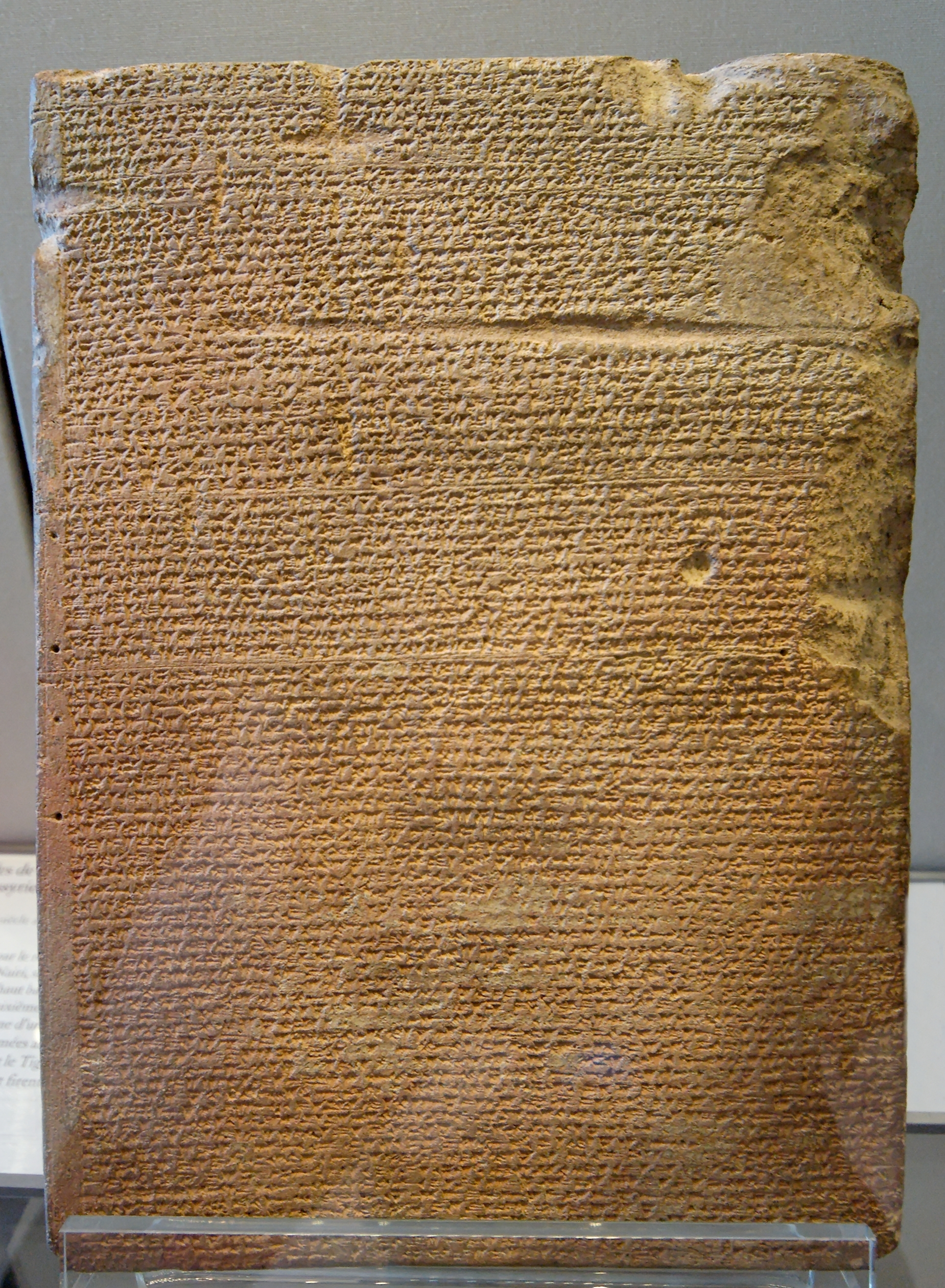
투쿨티-닌우르타 2세(기원전 890년~884년)의 연대기, 그의 원정 중 하나를 기록하고 있다

아다드-니라리의 정복 중 가장 전략적으로 중요한 원정은 하급 자브강 너머 남동쪽을 향한 전쟁이었다. 이 지역은 이전에 바빌로니아의 통치를 받았다. 아다드-니라리의 전쟁 중 하나는 아시리아군을 남서부 왕국 엘람의 국경에 가까운 데르 도시까지 진격시켰다. 아다드-니라리는 아시리아 본토에서 멀리 떨어진 이 지역들을 제국에 통합하지는 못했지만, 아라파 도시(오늘날의 키르쿠크)를 확보했다. 아라파는 후대에 수많은 아시리아 동방 원정의 출발점이 되었다. 아다드-니라리의 권력을 입증하는 것은 그가 나부-슈마-우킨 1세(r. 기원전 900년~887년) 바빌로니아 왕과 국경 협정을 체결했고, 양국 왕들이 서로의 딸과 결혼함으로써 이를 공고히 했다는 점이다. 아다드-니라리는 또한 아슈르-단의 서부 지역 노력을 계속했다. 그의 전쟁에서 그는 수많은 서부 소왕국들을 격파했다. 구자나와 같은 몇몇 소국들은 봉신이 되었고, 니시비스와 같은 다른 지역들은 친아시리아 꼭두각시 왕들의 통치를 받았다. 이 지역에서 성공적인 전쟁을 치른 후, 아다드-니라리는 하부르 강과 유프라테스 강을 따라 긴 행군을 감행하며 군사적 저항 없이 모든 지역 통치자들에게서 조공을 걷었다. 전쟁 외에도 그는 중요한 건설 프로젝트를 수행했다. 니네베와 신자르 사이에 위치하며  기원전 1000년c.경 파괴된 아프쿠 시는 재건되어 중요한 행정 중심지가 되었다.
비록 짧은 기간 동안 통치했지만, 아다드-니라리의 아들 투쿨티-닌우르타는 아버지의 정책을 이어갔다. 기원전 885년, 투쿨티-닌우르타는 아버지의 유프라테스강과 하부르강을 따라 행군을 반복했지만, 이번에는 반대 방향으로, 남쪽의 두르-쿠리갈주에서 시작하여 북쪽으로 여행하며 조공을 거두었다. 이 행군 중에 투쿨티-닌우르타에게 조공을 바친 남부 도시들 중 일부는 역사적으로 바빌론과 더 밀접하게 연관되어 있었다. 군사적인 측면에서 투쿨티-닌우르타는 동부의 작은 국가들과도 싸워 이 방향으로 아시리아의 통제력을 강화하는 것을 목표로 했다. 그가 물리친 지역 중에는 키루리, 후부시키아, 길자누가 있었다. 후대에 길자누는 종종 아시리아에 말을 공급했다.

#### 근동 지배

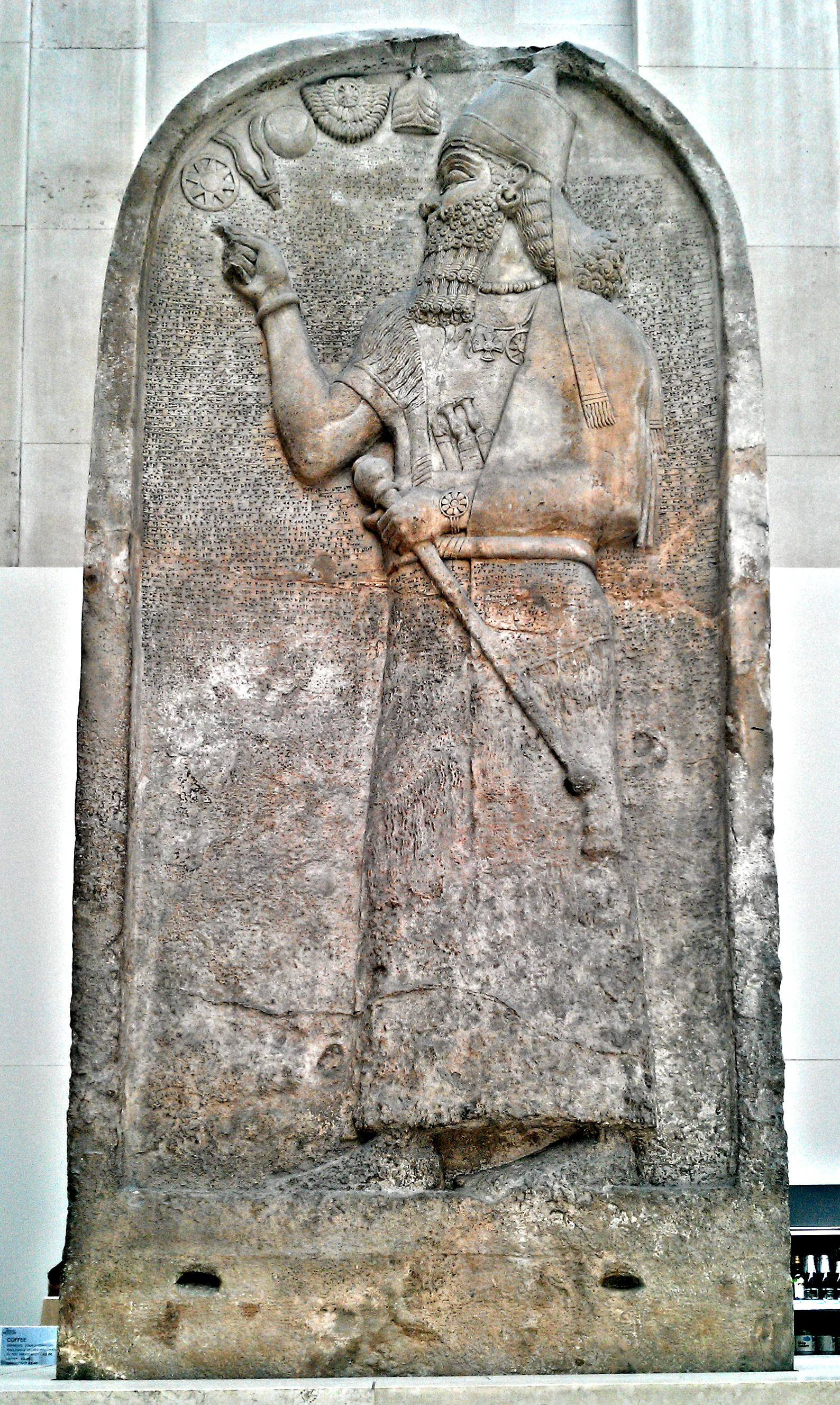
아슈르나시르팔 2세(기원전 883년~859년)의 석비

아시리아의 재정복 2단계는 투쿨티-닌우르타의 아들이자 후계자인 아슈르나시르팔 2세(r. 기원전 883년~859년)의 통치 시대에 시작되었다. 그의 통치 하에 아시리아는 근동의 지배적인 정치 세력으로 부상했지만, 아직은 후대 수세기 동안의 완전한 지배력에 필적할 만한 힘을 얻지는 못했다. 성격적으로 아슈르나시르팔은 복잡한 인물이었다. 그는 끊임없는 전사였고 아시리아 역사상 가장 잔인한 왕 중 한 명이었지만, 또한 백성들을 보살피고, 백성들의 번영과 안녕을 증진시키기 위해 노력했으며, 위기 시에는 광범위한 물 저장고와 식량 창고를 건설한 것으로 기록되어 있다. 전임자들의 성공적인 원정 덕분에 아슈르나시르팔은 아시리아의 지배력을 재확립하는 데 사용할 수 있는 인상적인 자원을 물려받았다. 아슈르나시르팔의 첫 원정은 기원전 883년에 티그리스강 북쪽의 반란 도시인 수루와 텔라에 대한 것이었다. 텔라에서는 코, 귀, 손가락, 사지를 자르고, 눈을 파내고, 신체관통형과 참수를 감독하는 등 잔인하게 시민들을 탄압했다.
아슈르나시르팔은 재위 말기에 동부 자그로스산맥의 자무아 왕국에 대한 세 차례의 전쟁, 북부의 나이리와 우라르투에 대한 반복적인 원정, 그리고 가장 두드러지게 서부의 아람 및 신히타이트 왕국들과의 거의 끊임없는 충돌을 벌였다. 아람인과 신히타이트인들은 아슈르나시르팔이 왕위에 오를 무렵 아시리아의 압력에 대응하여 잘 조직된 왕국으로 발전했을 가능성이 있다. 아슈르나시르팔의 가장 끈질긴 적 중 한 명은 비트 아디니라는 도시나 지역을 다스렸던 아람 왕 벤하닷 2세였다. 벤하닷의 군대는 하부르강과 유프라테스강을 여러 차례 돌파했고, 수년간의 전쟁 끝에 그는 마침내 아슈르나시르팔을 자신의 주권자로 받아들였다. 벤하닷의 패배는 아슈르-벨-칼라(r. 기원전 1073년~1056년) 시대 이후 2세기 만에 아시리아군이 유프라테스강 서쪽으로 더 진격할 기회를 얻었다는 점에서 매우 중요했다. 아슈르나시르팔은 이 기회를 활용했다. 그의 아홉 번째 원정에서 그는 레바논으로 행군한 다음 지중해 연안까지 진격했다. 이 시점에서 그들 중 일부만이 제국에 공식적으로 통합되었지만, 카르케미시와 파티나를 포함하여 많은 왕국들이 공격을 피하기 위해 아슈르나시르팔에게 조공을 바쳤으며, 시돈, 비블로스, 티레, 아르와드와 같은 페니키아 도시들도 마찬가지였다. 아슈르나시르팔의 왕실 비문은 그와 그의 군대가 지중해의 물에 무기를 상징적으로 씻었다고 자랑스럽게 선포한다.
전임자들의 원정과 자신의 전쟁을 통해 거둔 조공과 전리품으로 아슈르나시르팔은 아수르, 니네베, 발라와트와 같은 도시에서 여러 대규모 건설 프로젝트를 추진했다. 가장 인상적이고 중요한 프로젝트는 아시리아 본토의 티그리스 강 동쪽에 위치한 폐허가 된 도시 님루드의 복원이었다. 기원전 879년, 아슈르나시르팔은 님루드를 제국의 새로운 수도로 삼고 수천 명의 노동자를 고용하여 도시 안에 새로운 요새, 궁전, 신전을 건설했다. 새로운 수도 건설로 인해 여전히 제국의 종교 중심지였던 아수르는 순전히 의례적인 도시가 되었다. 길이 7.5km(4.6마일)의 거대한 성벽, 궁전, 신전, 왕실 사무실 및 다양한 주거용 건물 외에도 아슈르나시르팔은 광범위한 원정에서 가져온 외래 식물로 채워진 식물원과 동물원을 설립했으며, 이는 아마도 역사상 최초의 대규모 동물원일 것이다. 아슈르나시르팔의 비문은 수도를 변경한 동기를 제시하지 않는다. 현대 학자들은 그가 고대 수도에 흔적을 남길 공간이 거의 없어 아수르에 환멸을 느꼈거나, 님루드가 지역 무역 네트워크에서 중요한 위치를 차지했거나, 님루드가 제국 내에서 더 중앙에 위치했거나, 아슈르나시르팔이 아수르의 영향력 있는 대가족들로부터 더 큰 독립을 원했기 때문일 수 있다고 제안했다. 기원전 864년에 님루드에서의 작업을 완료한 것을 기념하기 위해 아슈르나시르팔은 대규모 축제를 열었다. 일부 학자들은 이를 세계 역사상 가장 위대한 파티 중 하나로 묘사하기도 했다. 이 행사에는 새로운 수도의 시민 16,000명과 외국 고위 인사 5,000명을 포함하여 총 69,574명의 손님이 참석했으며 10일 동안 지속되었다. 아슈르나시르팔의 비문에는 음식과 음료로 비둘기 10,000마리, 맥주 10,000병, 와인 10,000통 등 셀 수 없이 많은 품목이 기록되어 있다.
아슈르나시르팔의 공격적인 군사 정책은 그의 아들 샬마네세르 3세(r. 기원전 859년~824년)에 의해 이어졌으며, 그의 통치 기간 동안 아시리아 영토는 상당히 확장되었다. 샬마네세르의 통치 기간 동안 서쪽의 하부르강과 유프라테스강을 따라 있는 지역들은 아시리아의 통제 하에 통합되었다. 비트 아디니의 아후니는 수년간 저항했지만, 결국 기원전 857년 겨울에서 856년 겨울 사이에 샬마네세르에게 항복했다. 다음 해 여름에 샬마네세르가 그 도시를 방문했을 때, 그는 그 도시를 카르-살마누아샤레드("샬마네세르의 요새")로 개명하고 상당수의 아시리아인들을 그곳에 정착시켰으며, 이를 새로운 지방의 행정 중심지로 만들었고, 투르타누(총사령관)의 지배하에 두었다. 샬마네세르는 또한 "대재상"이라고 불리는 다른 강력한 관리들을 제국의 다른 취약한 지방과 지역의 책임자로 임명했다. 이 시점에서 아시리아의 가장 강력하고 위협적인 적은 북쪽의 우라르투였다. 아시리아인들의 발자취를 따라, 우라르투 행정부, 문화, 문자 체계, 종교는 아시리아의 것들을 밀접하게 따랐다. 우라르투 왕들도 아시리아 왕들과 매우 유사한 독재자들이었다. 아시리아인들도 우라르투에서 영감을 얻었다. 예를 들어, 샬마네세르가 도입한 아시리아의 관개 기술과 기병대는 우라르투와의 접촉에서 유래했을 수 있다. 우라르투와 아시리아 왕들이 추진한 제국주의적 팽창주의는 토로스산맥으로 분리되어 있었음에도 불구하고 양국 간에 빈번한 군사적 충돌을 야기했다. 기원전 856년에 샬마네세르는 아시리아 역사상 가장 야심찬 군사 작전 중 하나를 수행했는데, 산악 지형을 통과하여 유프라테스강의 근원까지 행군한 다음 서쪽에서 우라르투를 공격했다. 우라르투의 왕 아라무는 샬마네세르의 군대가 우라르투의 수도 아르자시쿤을 약탈하고 우라르투 본토를 황폐화시킨 다음 오늘날의 서부 이란으로 진격한 후 아시리아의 아르빌로 돌아오자 도망칠 수밖에 없었다.

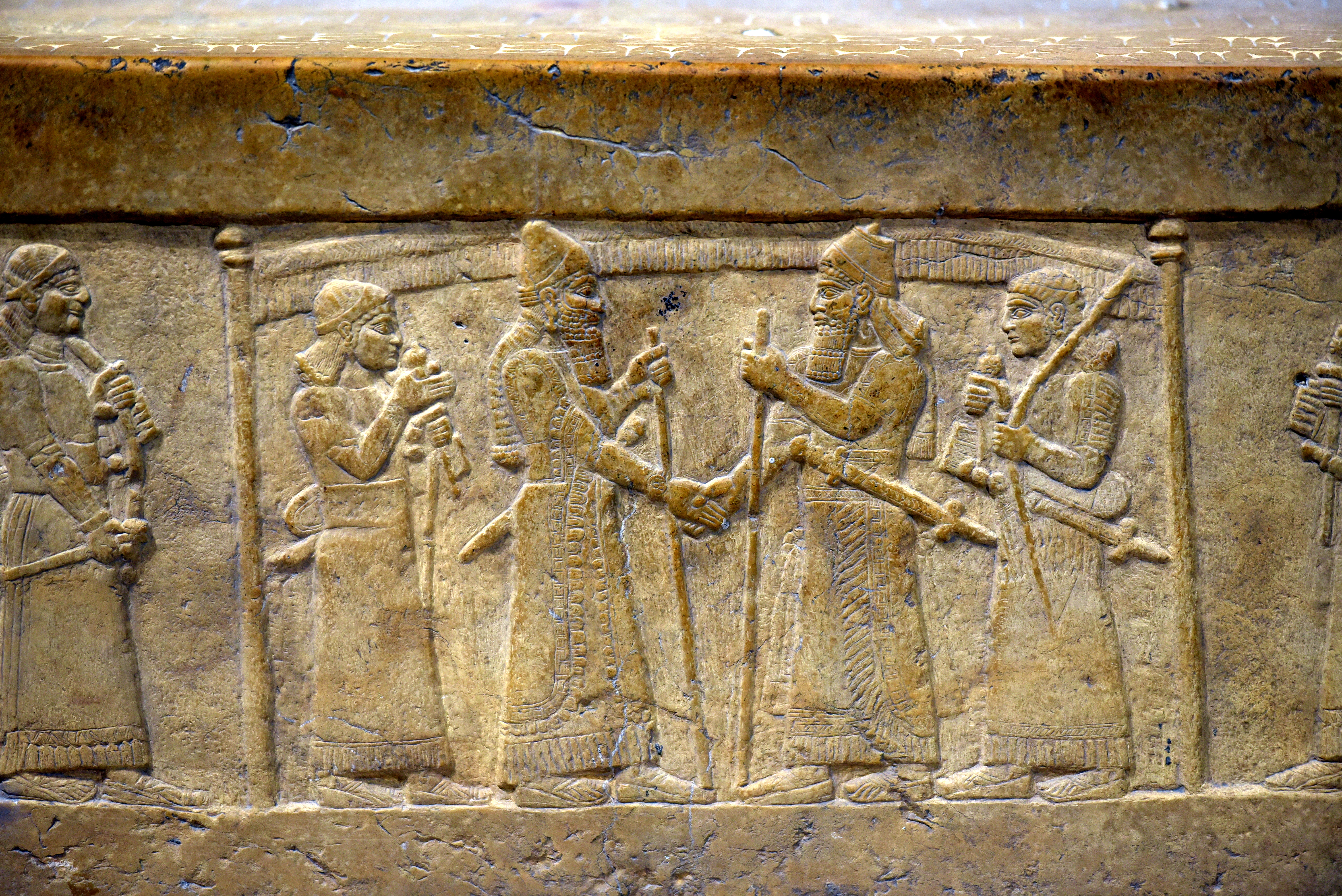
샬마네세르 3세(오른쪽)가 바빌로니아 왕 마르둑-자키르-슈미 1세(왼쪽)와 악수하는 모습

샬마네세르의 우라르투에 대한 인상적인 원정은 북시리아의 많은 작은 국가들을 그에게 조공을 바치게 했지만, 그는 그 상황을 완전히 활용할 수 없었다. 기원전 853년에 시리아의 텔 카르카르에 서부 국가들의 대규모 연합군이 아시리아의 팽창에 맞서 싸우기 위해 모였다. 이 연합군은 역사적으로 입증된 최초의 이스라엘 및 아랍 통치자들을 포함한 다양한 민족의 많은 왕들로 구성되었고, 아람 다마스쿠스의 왕 벤하닷 2세가 이끌었다. 샬마네세르는 그 연합군이 형성된 같은 해에 교전했다. 아시리아 기록은 그가 이어진 카르카르 전투에서 큰 승리를 거두었다고 주장하지만, 실질적인 정치적 또는 영토적 이득이 없었기 때문에 그 전투는 결론이 나지 않았을 가능성이 더 높다. 카르카르 이후, 샬마네세르는 남부에 많은 초점을 맞추었고 기원전 851년에서 850년 사이에 바빌로니아 왕 마르둑-자키르-슈미 1세가 그의 형제 마르둑-벨-우샤티의 반란을 진압하는 것을 도왔다. 반란을 진압한 후, 샬마네세르는 바빌론의 도시들을 방문하고 메소포타미아 남부의 칼데아인들과 싸워 마르둑-자키르-슈미를 더욱 도왔다. 바빌로니아 문화는 아시리아에서 크게 높이 평가되었기 때문에, 샬마네세르는 바빌로니아 왕과의 동맹을 자랑스럽게 여겼다. 유명한 현존하는 예술 작품은 두 통치자가 악수하는 모습을 보여준다. 840년대와 830년대에 샬마네세르는 다시 시리아에서 원정을 벌였고, 기원전 841년에 벤하닷의 죽음으로 그에 대항하는 연합이 무너진 후 많은 서부 국가들로부터 조공을 받는 데 성공했다. 아시리아군은 다마스쿠스 자체를 세 번이나 점령하려 했지만 성공하지 못했다. 샬마네세르가 시리아에서 아시리아의 통치를 제대로 확립하지 못한 것은 그의 적극적인 원정으로 제국이 너무 빨리 과도하게 확장된 결과였다. 830년대에 그의 군대는 아나톨리아의 킬리키아까지 진출했으며, 기원전 836년에는 샬마네세르가 후부슈나(오늘날의 에레글리 근처)에 도달했는데, 이는 아시리아군이 도달한 가장 서쪽 지역 중 하나였다. 샬마네세르의 정복은 광범위하고 근동의 다른 왕들 사이에 공포를 불러일으켰지만, 그는 새로운 영토를 안정시키고 통합할 수단이 부족했고, 많은 지역에서 제국의 통제력은 여전히 불안정했다.

### 대재상들의 시대

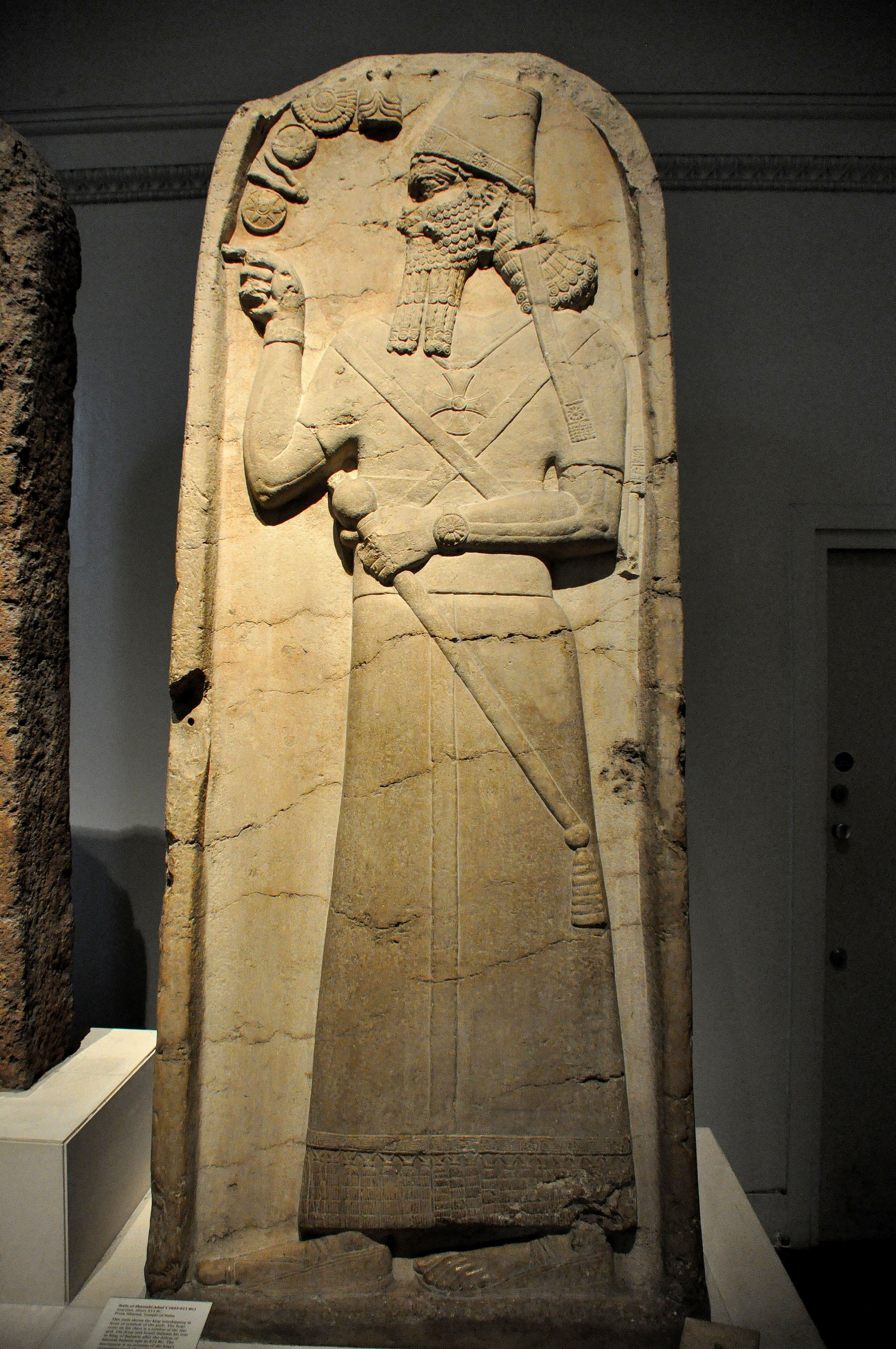
샴시-아다드 5세(기원전 824년~811년)의 석비

샬마네세르 통치 후반기에 우라르투는 다시 강력한 적수로 부상했다. 아시리아인들이 기원전 830년에 그들을 상대로 원정을 벌였지만, 재건된 왕국이 가하는 위협을 완전히 무력화하지 못했다. 대부분의 아시리아 원정과 달리, 기원전 830년 우라르투 원정은 왕이 아닌 오랜 기간 봉직한 저명한 다이얀-아슈르가 이끌었다. 이는 샬마네세르가 매우 나이가 많아 더 이상 강력한 지도자 역할을 제대로 수행할 수 없었을 뿐만 아니라, 아시리아 관리 중에서는 전례 없이 강력해진 다이얀-아슈르가 문서에 이름이 거의 언급되지 않았다는 점을 시사한다. 후년에도 다이얀-아슈르는 왕들을 대신하여 추가 원정을 이끌었다. 샬마네세르의 마지막 해는 그의 아들 중 한 명인 아슈르-다닌-팔이 왕위를 차지하려 반란을 일으키면서 국내 위기로 점철되었다. 아마도 동생인 샴시-아다드가 자신 대신 후계자로 지명되었기 때문일 것이다. 기원전 824년에 샬마네세르가 죽었을 때, 아슈르-다닌-팔은 여전히 반란 중이었고, 특히 옛 수도인 아수르를 포함한 상당수의 국가의 지지를 받았다. 샴시-아다드는 샴시-아다드 5세로 왕위에 올랐는데, 아마도 처음에는 미성년자였고 다이얀-아슈르의 꼭두각시였을 것이다. 다이얀-아슈르는 내전 초기에 사망했지만, 샴시-아다드는 결국 바빌로니아 왕 마르둑-자키르-슈미 1세 또는 그의 후계자인 마르둑-발라수-이크비의 도움으로 승리한 것으로 보인다.
샴시-아다드 5세의 즉위는 신아시리아 역사의 새로운 시대, 때때로 "대재상들의 시대"라고 불리는 시대를 열었다. 이 시기는 이전과 이후 시대에 비해 왕실 비문의 수가 훨씬 적고, 다이얀-아슈르와 같은 아시리아의 대재상들, 그리고 다른 저명한 장군과 관리들이 지배적인 정치 행위자였으며, 왕들은 훨씬 적은 권력과 영향력을 행사했다는 특징을 가진다. 이러한 권력 변화의 결과는 여전히 논쟁 중이지만, 대재상들의 시대는 종종 쇠퇴기로 특징지어진다. 아시리아는 이 시기를 대체로 무사히 견뎌냈지만, 영토 확장은 거의 없었거나 전혀 없었으며, 중앙 권력은 비정상적으로 약화되었다. 그러나 많은 대재상들이 제국 전역의 자신의 영지에서 더 강력한 군사적, 경제적 구조와 제도를 발전시키는 기회를 가졌기 때문에 일부 발전은 제국의 장수에 긍정적인 영향을 미쳤다. 샴시-아다드의 초기 원정은 일련의 우라르투 요새와 서부 이란을 겨냥했으며 범위가 매우 제한적이었다. 한 원정은 왕 자신이 아닌 최고 환관 (rab ša-rēši)이 이끌었는데, 이는 샴시-아다드 통치 아래에서 만들어진 직책이었다. 샴시-아다드의 초기 통치 대부분은 비교적 성공적이지 못했다. 왕의 세 번째 원정은 자그로스산맥 지역의 작은 국가들에 대한 것으로, 아시리아의 패배였을 가능성이 있으며, 북시리아의 많은 작은 왕국들은 아시리아에 조공을 바치는 것을 중단했다. 기원전 817년 또는 816년에 아시리아 본토 내의 틸레에서 왕에 대한 반란이 일어났다.

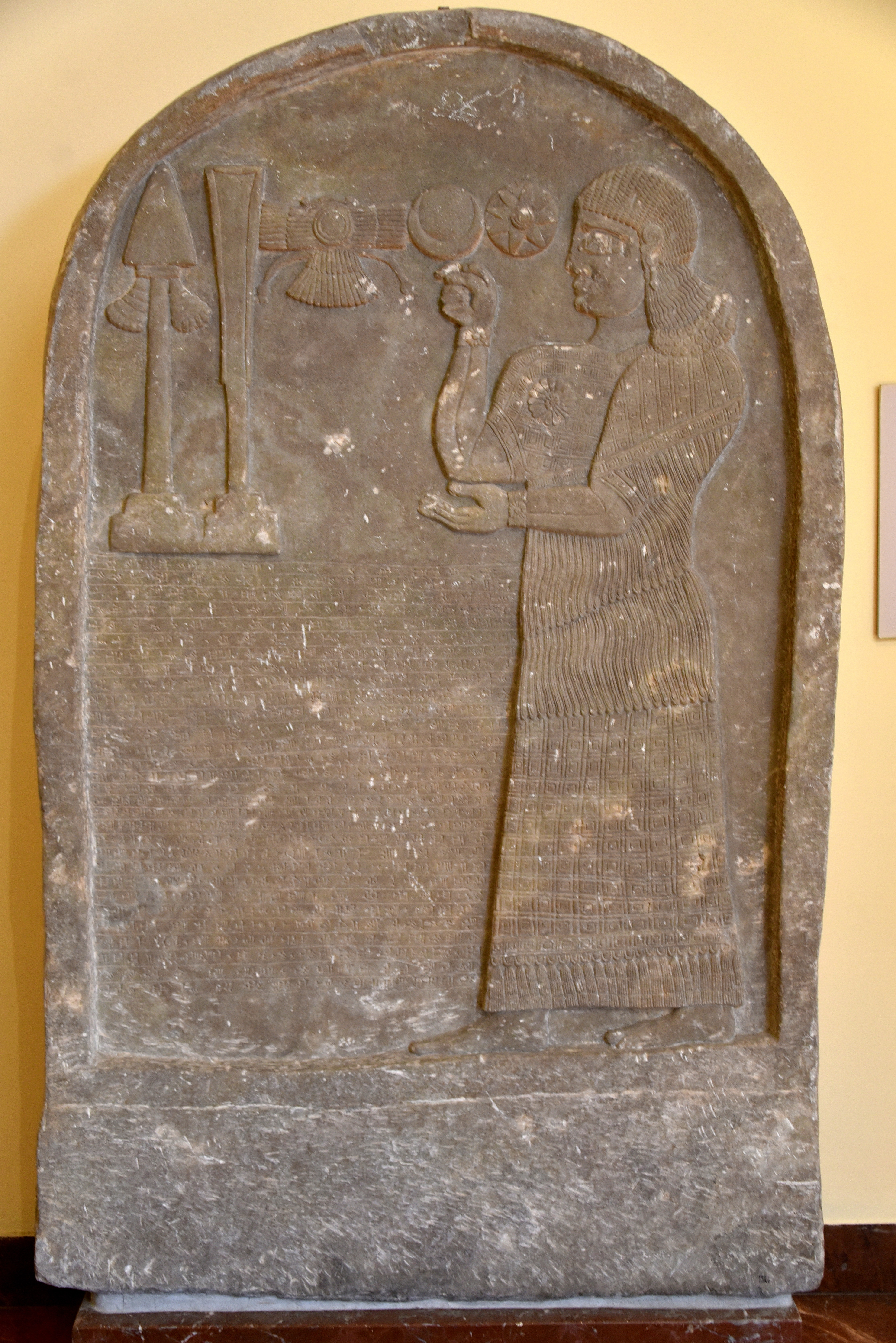
샬마네세르 4세(기원전 783년~773년) 통치 시기에 만들어진 궁정 전령 벨-하란-벨리-우수르의 석비

기원전 815년부터 샴시-아다드의 운이 바뀌었다. 통치 마지막 몇 년 동안 그는 주로 바빌로니아의 마르둑-발라수-이크비에 대항하는 데 힘썼다. 기원전 813년, 그는 마르둑-발라수-이크비를 물리치고 그를 포로로 아시리아로 끌고 갔다. 1년 후 그는 마르둑-발라수-이크비의 후계자 바바-아하-이디나를 물리치고 북부 바빌로니아의 여러 영토를 합병했다. 샴시-아다드의 승리 이후 남부 메소포타미아는 혼란에 빠졌다. 바빌로니아는 명목상 아시리아의 통제 하에 들어갔지만, 샴시-아다드는 고대 바빌로니아의 칭호인 "수메르와 아카드의 왕"을 취하고 일반적인 "바빌론의 왕"은 취하지 않았다. 아시리아의 아마도 다소 약화된 상태 때문에 그는 승리를 완전히 활용할 수 없었고 바빌로니아 왕위는 수년간 공석으로 남아 있었다.
샴시-아다드의 아들 아다드-니라리 3세(r. 기원전 811년~783년)는 기원전 811년에 아버지의 죽음 당시 아마도 매우 어렸을 것이며, 그의 초기 통치 기간 동안 실제 정치 권력은 아마도 네르갈-일라이와 아다드-니라리의 어머니 샴무라마트가 행사했을 것이다. 샴무라마트는 아시리아 역사상 가장 강력한 여성 중 한 명이었고 아마도 한동안 섭정 역할을 했을 것이다. 그녀는 시리아의 쿰무흐에 대한 군사 작전에 참여한 것으로 기록되어 있으며, 이는 고대 아시리아 여성 중 유일하게 알려진 사례이다. 또한 그녀는 자신의 아들과 함께 아시리아 영토를 확장한 공로로 비문에 기록되어 있는데, 이는 보통 왕실의 특권이었다. 샴무라마트의 죽음 이후, 아다드-니라리는 네르갈-에레쉬와 같은 다른 인물들에게 계속 지배되었다. 제한된 단독 권위에도 불구하고, 아다드-니라리의 통치 기간 동안 몇 가지 군사적 성공이 있었고, 아시리아군은 서부 이란에서 최소 13번 원정을 벌였다. 이제는 거의 자치 상태가 된 서부 영토는 네 번만 공격을 받았지만, 아다드-니라리는 아람 다마스쿠스를 격파하는 데 성공했다. 기원전 790년, 아다드-니라리는 아시리아-바빌로니아 국경 지역에 살던 아람 부족들에 대한 첫 아시리아 원정을 감행했다.  기원전 787년c., 아다드-니라리는 새로운 샴시-일루를 임명했다. 샴시-일루는 약 40년 동안 이 직책을 맡았으며, 그 기간 대부분 동안 아시리아에서 가장 강력한 정치 행위자였을 가능성이 높다.
아다드-니라리의 죽음(기원전 783년) 이후, 그의 세 아들이 차례로 통치했다: 샬마네세르 4세(r. 기원전 783년~773년), 아슈르-단 3세(r. 기원전 773년~755년), 아슈르-니라리 5세(r. 기원전 755년~745년). 이들의 통치 기간은 아시리아 왕실 권력의 최저점이었던 것으로 보이며, 현존하는 왕실 비문의 수가 현저히 적다. 샬마네세르 4세 통치 기간 동안, 샴시-일루는 왕의 비문에서 왕의 이름을 전혀 언급하지 않고, 대신 자신만의 이름으로 공식 건물 비문을 의뢰할 권리를 주장할 정도로 대담해졌다. 샴시-일루의 지휘 아래 아시리아 군대는 주로 우라르투에 집중하기 시작했다. 기원전 774년, 샴시-일루는 우라르투의 아르기슈티 1세에 대항하여 중요한 승리를 거두었지만, 우라르투가 결정적으로 패배한 것은 아니었다. 그러나 서부에서는 중요한 성공이 있었다. 샴시-일루는 기원전 773년에 다마스쿠스를 점령하고 도시로부터 왕에게 조공을 확보했다. 샬마네세르 시대에 왕실 특권을 행사한 또 다른 관리는 궁정 전령 벨-하란-벨리-우수르였다. 그는 자신의 이름을 딴 도시인 두르-벨-하란-벨리-우수르를 세웠고, 석비에서 자신이, 왕이 아닌 자신이 그 도시에 대한 면세 혜택을 확립했다고 주장했다. 아슈르-단 3세의 통치에 관한 정보는 거의 남아 있지 않지만, 특히 어려웠던 시기임은 분명하다. 그의 통치 대부분은 반란을 진압하는 데 보냈다. 이 반란들은 아마도 아시리아를 휩쓴 역병과 기원전 763년 6월 15일 부르-사가레 일식의 결과였을 것이다. 역병과 일식 모두 아시리아 백성들에게 신들이 아슈르-단의 통치에 대한 신성한 지지를 철회한 것으로 해석되었을 수 있다. 아슈르-단의 형제 아슈르-니라리 5세 통치 아래에서 아시리아가 다시 안정되었음에도 불구하고, 그는 비교적 무능했던 것으로 보인다. 아슈르-니라리는 10년 통치 기간 중 3년 동안만 원정을 벌였으며, 어떤 건설 프로젝트도 수행한 기록이 없다. 영향력 있는 샴시-일루는 아슈르-니라리의 통치 기간 중 어느 시점에 사망했다. 아슈르-니라리 휘하의 아시리아 군대는 기원전 754년에 북서 시리아의 아르파드에 대항하여 성공을 거두었지만, 우라르투의 사르두리 2세에 대항한 중요한 전투에서는 패배했다.

### 활성화와 부상

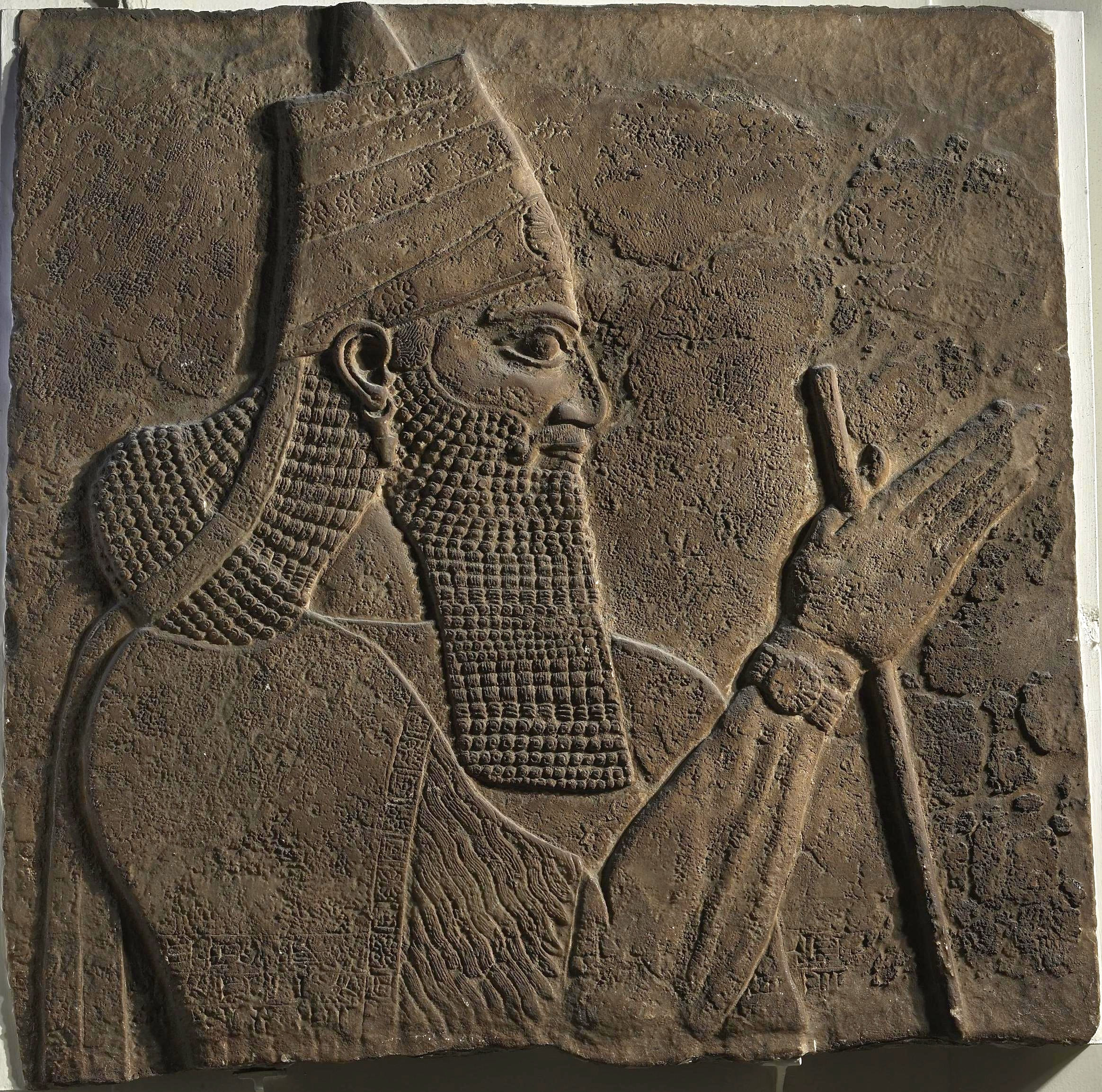
티글라트-필레세르 3세(기원전 745년~727년)를 묘사한 부분 부조

기원전 745년에 아슈르-니라리의 뒤를 이어 티글라트-필레세르 3세(r. 기원전 745년~727년)가 즉위했는데, 그는 아마도 아다드-니라리 3세의 또 다른 아들일 것이다. 티글라트-필레세르가 왕위에 오르게 된 경위는 명확하지 않으며, 현존하는 증거가 너무 부족하여 확실한 결론을 내릴 수 없다. 몇 가지 증거는 그가 아슈르-니라리로부터 왕위를 찬탈했다는 것을 시사하는 것으로 일반적으로 해석되어 왔다.
- 기원전 746/745년에 님루드에서 반란이 일어났고,[52][53]
- 고대 아시리아 문헌들이 티글라트-필레세르의 혈통에 대해 상충되는 정보를 제공하며,
- 티글라트-필레세르가 자신의 비문에서 왕위 계승을 자신의 왕족 혈통(아시리아 왕들이 일반적으로 하던 방식)이 아닌 순전히 신성한 선택에만 돌리고,[52]
- 그의 즉위가 다시 풍부한 사료의 출현과 함께 신아시리아 역사의 완전히 새로운 시대를 열었다는 점이다.[49]

이전 왕들의 정복은 인상적이었지만, 아시리아가 통합된 제국으로 완전히 부상하는 데는 거의 기여하지 못했다. 정복을 목표로 한 원정(단순한 계절별 조공 징수가 아닌)과 군대를 효율적으로 조직하고 왕국을 중앙집권화하기 위한 개혁을 통해 티글라트-필레세르는 아시리아 "제국주의" 단계의 첫 번째 진정한 시작자로 여겨지기도 한다. 티글라트-필레세르는 바빌로니아 연대기와 히브리어 성경에 언급된 가장 초기 아시리아 왕으로, 따라서 그의 통치에 대한 중요한 외부 관점이 존재하는 가장 이른 왕이다.
초기에 티글라트-필레세르는 이전에 강력했던 대재상들의 영향력을 약화시켰다. 그는 그들의 영토를 왕이 임명한 지방 총독의 통치 아래 더 작은 지방으로 나누고, 자신들의 이름으로 공식 건물 비문을 의뢰할 권리를 철회했다. 샴시-일루는 기록말살형을 당한 것으로 보이며, 그의 이름과 칭호는 일부 비문에서 지워졌다.

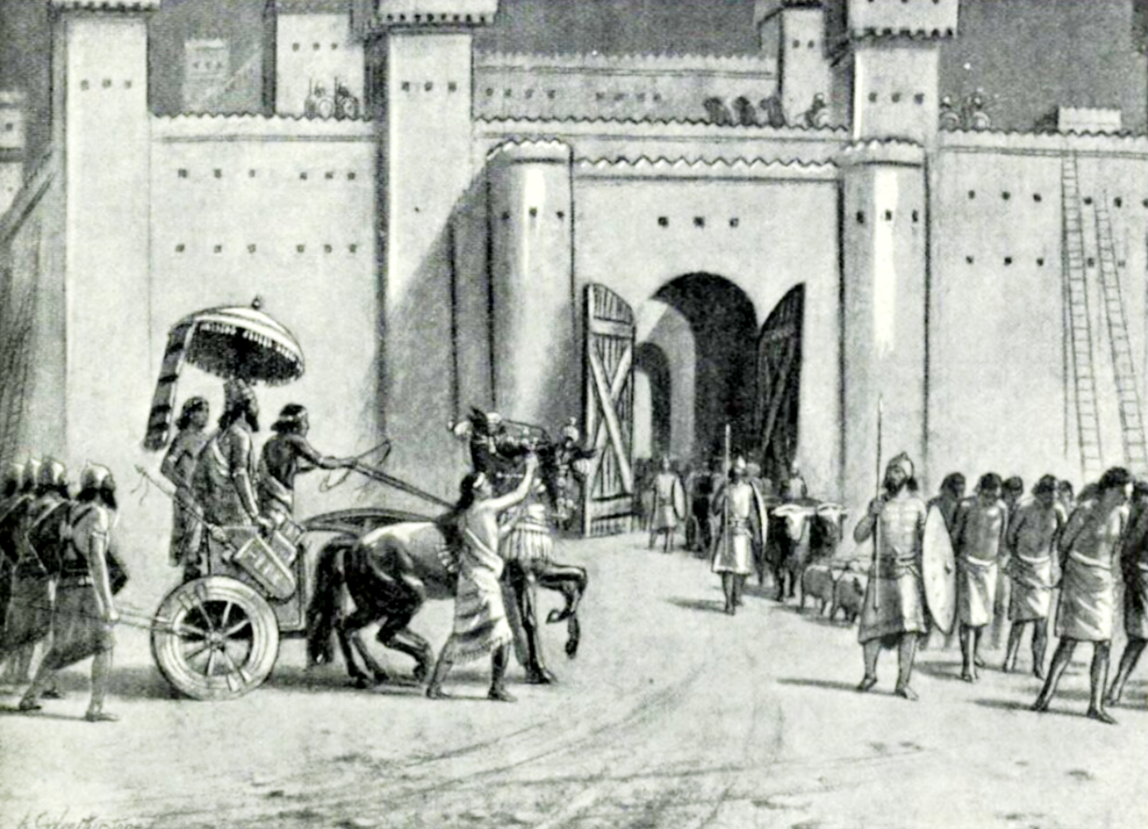
티글라트-필레세르 3세의 다마스쿠스 점령을 묘사한 20세기 삽화

18년 동안의 통치 기간 동안 티글라트-필레세르는 모든 방향으로 원정을 벌였다. 왕위에 오른 첫해부터 티글라트-필레세르는 나보나사르 바빌로니아 왕과 전쟁을 벌여 티그리스강 동쪽의 영토를 정복했다. 그 이듬해, 티글라트-필레세르는 자그로스산맥 주변 지역에서 성공적인 원정을 벌였고, 그곳에 두 개의 새로운 아시리아 지방을 만들었다. 기원전 743년부터 739년까지, 티글라트-필레세르는 북쪽의 여전히 강력한 우라르투와 끊임없이 불복종하는 북시리아 도시들에 관심을 집중했다. 두 목표에 대한 원정은 모두 엄청난 성공을 거두었다. 기원전 743년, 우라르투의 사르두리 2세는 전투에서 패배하여 거의 죽을 뻔했으며, 기원전 740년에는 시리아의 전략적 요충지 아르파드가 3년간의 공성전 끝에 정복되었다. 가장 가까운 위협들을 처리한 티글라트-필레세르는 이제 아시리아의 확고한 통치 아래에 들어선 적이 없었던 지역들에 집중하기 시작했다. 기원전 738년, 신히타이트 국가인 파틴과 하타리카, 그리고 페니키아 도시 수무르가 정복되었고, 기원전 734년에는 아시리아군이 레반트를 가로질러 이집트 국경까지 행군하여 암몬, 에돔, 모압, 유다와 같은 여러 국가들을 강제로 조공을 바치고 아시리아의 봉신이 되도록 만들었다. 기원전 732년, 아시리아인들은 다마스쿠스와 트란스요르단 및 갈릴래아의 많은 부분을 점령했다. 티글라트-필레세르의 정복은 그 범위 외에도 그가 재정착 정책을 대규모로 시행했다는 점에서 주목할 만하다. 그는 수만 명, 아니 수십만 명의 외국인들을 아시리아 본토와 멀리 떨어진 저개발 지방에 정착시켰다.

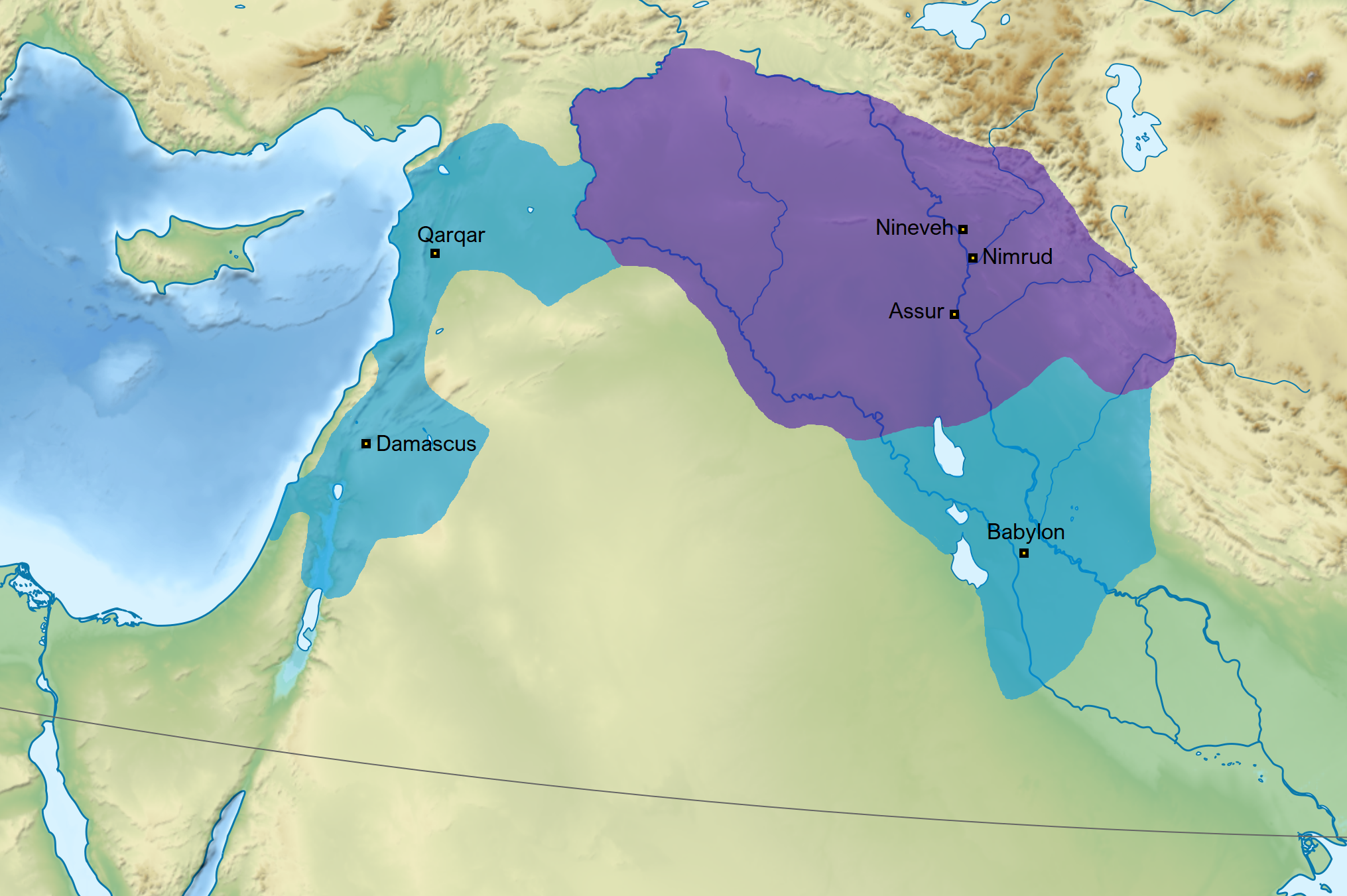
티글라트-필레세르 통치 시작(보라색)과 끝(파란색)의 신아시리아 제국

통치 후반에 티글라트-필레세르는 바빌론으로 시선을 돌렸다. 오랫동안 남부의 정치 상황은 극도로 불안정했으며, 도시의 전통적인 도시 엘리트, 시골의 아람 부족, 남부의 칼데아 군벌들 사이에 갈등이 있었다. 기원전 732년, 칼데아 군벌 나부-무킨-제리가 바빌론을 점령하고 왕이 되었는데, 티글라트-필레세르는 이를 바빌로니아를 침공하는 구실로 삼았다. 기원전 729년, 그는 바빌론을 점령하고 나부-무킨-제리를 물리치는 데 성공하여 "아시리아의 왕"과 함께 "바빌론의 왕"이라는 칭호를 얻었다. 바빌로니아 백성들이 그를 통치자로 받아들이려는 의지를 높이기 위해 티글라트-필레세르는 바빌로니아의 국가 신인 마르두크를 기리는 전통적인 아키투 (새해) 축제에 두 번 참여했다. 바빌로니아에 대한 통제는 남부의 남아있는 칼데아 요새들에 대한 원정을 통해 확보되었다. 기원전 727년에 그가 사망할 무렵, 티글라트-필레세르는 제국의 영토를 두 배 이상 늘렸다. 티글라트-필레세르의 봉신 국가를 통한 통치 대신 직접 통치 정책은 아시리아 국가와 경제에 중요한 변화를 가져왔다. 조공 대신, 제국은 지방 총독이 징수하는 세금에 더 의존하게 되었는데, 이는 행정 비용을 증가시켰지만 군사 개입의 필요성을 줄이기도 했다.
티글라트-필레세르는 그의 아들 울룰라유가 뒤를 이었고, 그는 왕위명으로 샬마네세르 5세(r. 기원전 727년~722년)를 사용했다. 샬마네세르의 짧은 통치 기간 동안 왕실 비문이나 다른 기록이 거의 남아 있지 않지만, 제국은 그의 통치 아래 대체로 안정적이었던 것으로 보인다. 샬마네세르는 몇 가지 지속적인 업적을 달성했다. 그는 아마도 사마리아를 정복하여 고대 북이스라엘 왕국을 종식시킨 아시리아 왕이었을 것이며, 또한 북시리아와 킬리키아의 영토를 합병한 것으로 보인다.

### 제국의 절정

#### 사르곤 2세와 센나케립

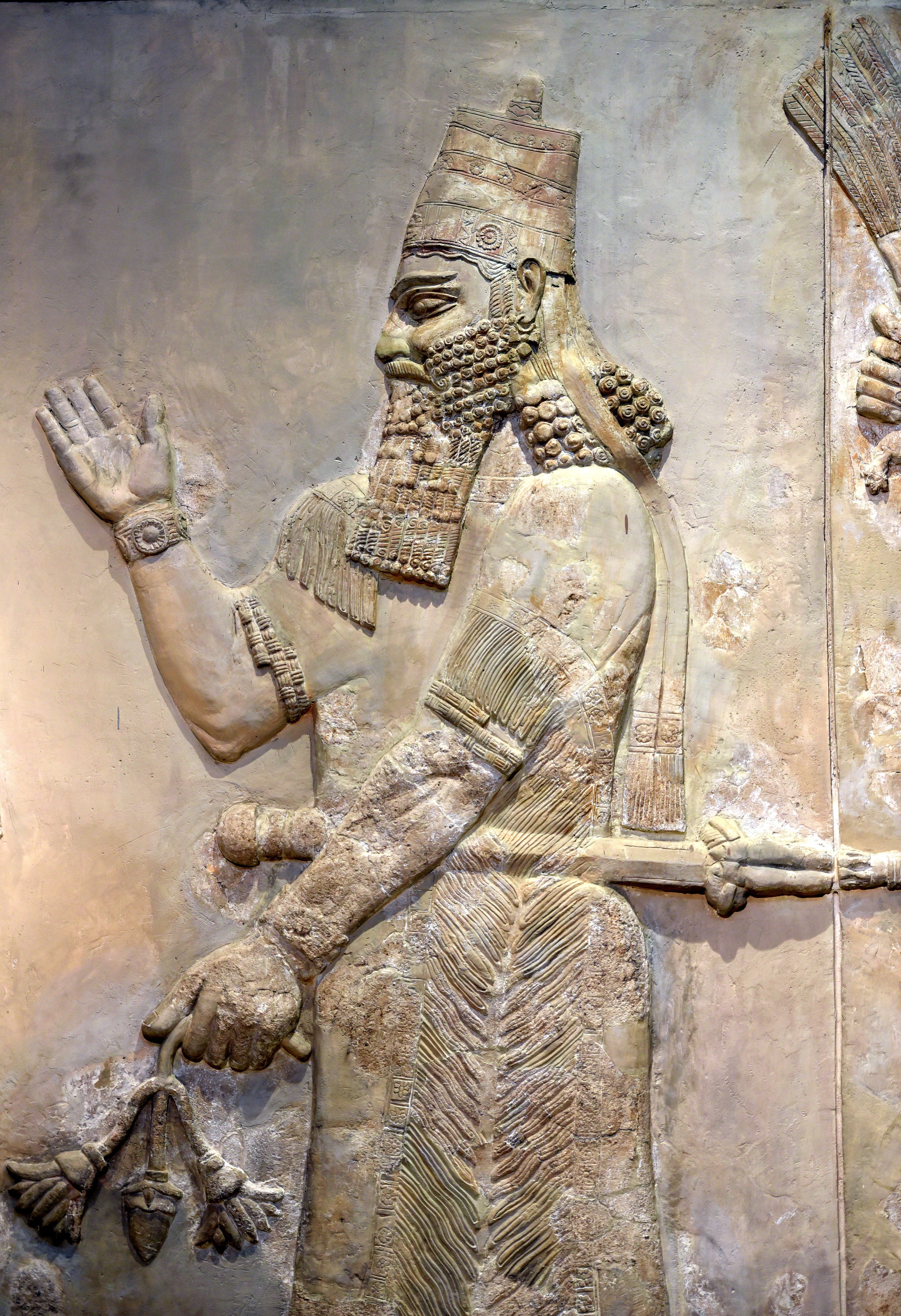
사르곤 왕조의 시조인 사르곤 2세를 묘사한 부조

샬마네세르의 뒤를 이은 사르곤 2세(r. 기원전 722년~705년)는 모든 면에서 궁정 쿠데타로 전임자를 폐위시킨 찬탈자였을 가능성이 높다. 티글라트-필레세르 이전의 왕들처럼 사르곤은 자신의 비문에서 이전 왕들에 대한 언급을 하지 않고, 대신 자신의 즉위를 순전히 신성한 선택에 돌렸다. 대부분의 학자들은 아시리아 왕명표에 있는 사르곤이 티글라트-필레세르의 아들이자 샬마네세르의 형제였다는 주장을 받아들이지만, 그는 정당한 왕위 계승자로는 믿어지지 않는다. 그가 이전 왕실 혈통과 완전히 무관했을 가능성도 있는데, 이 경우 샬마네세르 5세는 거의 천 년 동안 이어진 아다사이드 왕조의 마지막 왕이 된다. 사르곤의 권력 장악, 즉 사르곤 왕조의 창건은 상당한 내부 불안을 야기한 것은 분명하다. 사르곤은 자신의 비문에서 6,300명의 "유죄 아시리아인"을 추방했다고 주장하는데, 이는 아마도 그의 즉위에 반대한 본토 아시리아인들이었을 것이다. 제국의 여러 주변 지역도 반란을 일으켜 독립을 되찾았다. 가장 중요한 반란은 칼데아 군벌 마르둑-아플라-이디나 2세의 성공적인 봉기였는데, 그는 바빌론을 장악하여 바빌로니아의 독립을 회복하고 후반-니카시 1세 엘람 왕과 동맹을 맺었다.

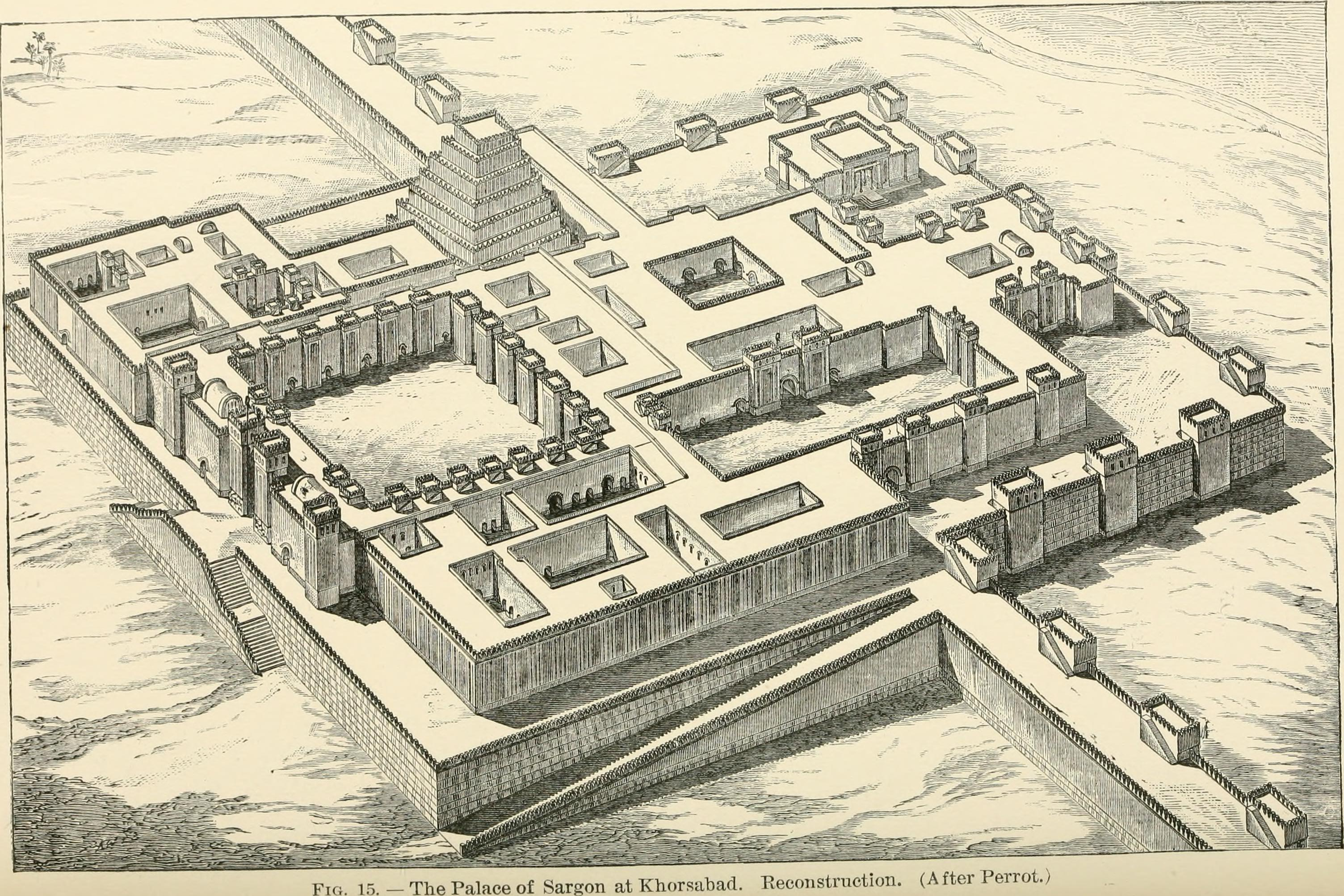
두르샤루킨에 있는 사르곤 2세 궁전의 20세기 재건 모델

사르곤은 초기에 마르둑-아플라-이디나를 축출하려 했으나, 마르둑-아플라-이디나를 지지하는 아람 부족들을 공격하고 엘람인들과 싸우기 위해 진군했음에도 불구하고 초기에는 성공하지 못했으며, 기원전 720년 엘람인들은 데르에서 사르곤의 군대를 물리쳤다. 사르곤의 초기 통치는 서부에서 더 성공적이었다. 그곳에서는 하마스의 야우-비디가 이끄는 또 다른 움직임이 시미라, 다마스쿠스, 사마리아, 아르파드의 지원을 받아 독립을 되찾으려 했고, 티글라트-필레세르 아래에서 지역에 부과된 정교한 지방 시스템을 파괴하겠다고 위협했다. 사르곤이 기원전 720년에 동부에서 원정을 벌이는 동안, 그의 장군들은 야우-비디와 다른 사람들을 물리쳤다. 사르곤은 동서 양쪽에 계속 집중하여 아나톨리아의 시누흐투와 서부 이란의 만나야에 대항하여 성공적으로 전쟁을 벌였다. 기원전 717년, 사르곤은 카르케미시 시를 탈환하고 도시의 상당한 은 보물을 확보했다. 아마도 이 자금의 확보가 사르곤으로 하여금 같은 해에 자신의 이름을 딴 또 다른 새로운 수도인 두르샤루킨("사르곤 요새") 건설을 시작하도록 영감을 주었을 것이다. 1세기 이상 전 아슈르나시르팔의 님루드 프로젝트와 달리, 사르곤은 단순히 기존 도시를 확장하는 것이 아니라 완전히 새로운 도시를 처음부터 건설했다. 아마도 동기는 사르곤이 초기 음모 이후 님루드에서 안전하다고 느끼지 못했기 때문일 것이다. 건설 작업이 진행됨에 따라 사르곤은 군사 작전을 계속하여 그의 통치 기간 동안 아시리아의 지정학적 지배력과 영향력이 크게 확장되었다. 기원전 716년에서 713년 사이에만 사르곤은 우라르투, 메디아, 아랍 부족들, 그리고 동부 지중해의 이오니아 해적들과 싸웠다. 중요한 승리는 기원전 714년의 우라르투 원정으로, 이 원정에서 우라르투의 왕 루사스 1세가 패배했고, 우라르투 본토의 많은 부분이 약탈당했다.
기원전 709년, 사르곤은 이아(Ia') 지역, 즉 이아드나나(Iadnana) 또는 아트나나(Atnana) 지역에서 7명의 왕을 상대로 승리했다. 이아(Ia')는 키프로스를 가리키는 아시리아 이름으로 추정되며, 일부 학자들은 후자가 '다나오이인의 섬' 또는 그리스를 의미할 수 있다고 제안한다. 사르곤의 코르사바드 궁전에는 이아(Ia') 지역에 대한 다른 비문들이 있다. 이로써 키프로스는 아시리아 제국에 흡수되었고, 이 승리는 오늘날의 라르나카 근처에서 발견된 석비로 기념되었다.
통치 후반에 사르곤은 다시 바빌론에 관심을 돌렸다. 이때 바빌론과 엘람의 동맹은 사라졌다. 기원전 710년 사르곤이 남쪽으로 진격했을 때, 그는 거의 저항을 받지 않았다. 마르둑-아플라-이디나가 그의 칼데아 부족의 거점인 두르-야킨으로 도피한 후, 바빌론 시민들은 기꺼이 사르곤에게 바빌론의 문을 열어주었다. 사르곤이 마르둑-아플라-이디나와 오랜 협상 끝에 평화를 맺고, 마르둑-아플라-이디나와 그의 가족이 두르-야킨의 성벽을 해체할 수 있도록 엘람으로 도피할 권리를 얻은 후에도 상황은 다소 불확실했다. 기원전 710년에서 707년 사이에 사르곤은 바빌론에 거주하며 외국 대표단을 맞이하고 아키투 축제와 같은 지역 전통에 참여했다. 센나케립(r. 기원전 705년~681년)과 손자 에사르하돈(r. 기원전 681년~669년)과 같은 일부 후대 아시리아 왕들은 사르곤의 친바빌로니아적 경향을 다소 의심스럽게 여겼다. 기원전 707년, 사르곤은 님루드로 돌아왔고, 기원전 706년에는 두르샤루킨이 제국의 새로운 수도로 취임되었다. 사르곤은 자신의 새로운 도시를 오래 즐기지 못했다. 기원전 705년 그는 아나톨리아의 타발을 겨냥한 마지막 원정을 시작했다. 아시리아인들에게 충격적이게도 사르곤은 이 원정에서 전투 중 사망했고, 군대는 그의 시신을 수습할 수 없었다.

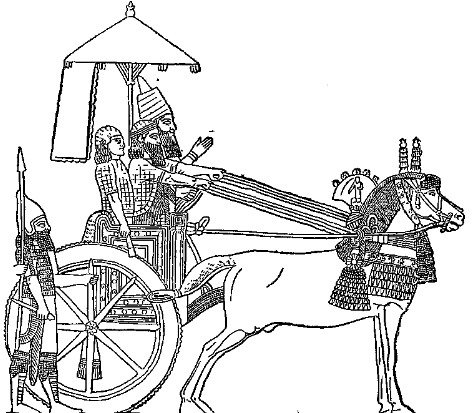
센나케립(기원전 705년~681년)이 전차를 타고 원정하는 모습을 묘사한 부조의 선화

아버지의 죽음 방식과 그 신학적 함의에 충격과 두려움을 느낀 사르곤의 아들 센나케립은 자신을 아버지와 거리를 두었다. 센나케립은 자신의 비문에서 사르곤을 전혀 언급하지 않았고, 두르샤루킨을 버리고 이전 왕세자의 거주지였던 니네베로 수도를 옮겼다. 그가 착수한 첫 건설 프로젝트 중 하나는 죽음의 신 네르갈에게 헌정된 신전을 복원하는 것이었는데, 이는 아마도 아버지의 운명에 대한 걱정 때문이었을 것이다. 사르곤의 죽음에 불안해했던 것은 센나케립과 아시리아의 엘리트들만이 아니었다. 신학적 함의는 제국 주변의 일부 정복 지역들이 다시 독립을 주장하게 만들었다. 가장 두드러진 것은 레반트의 여러 봉신국들이 조공을 중단했고, 사르곤에 의해 폐위되었던 마르둑-아플라-이디나 2세는 엘람의 도움으로 바빌론을 다시 차지했다.
센나케립은 즉위하자마자 수많은 적들과 직면했고, 그들을 모두 물리치는 데 수년이 걸렸다. 기원전 704년에 그는 관리들이 이끄는 아시리아군을 아나톨리아로 보내 사르곤의 죽음에 대한 복수를 하게 했고, 같은 해 말에는 남부에서 마르둑-아플라-이디나와 전쟁을 시작했다. 거의 2년 동안 바빌로니아와 싸운 끝에 센나케립은 바빌로니아를 탈환하는 데 성공했지만, 마르둑-아플라-이디나는 다시 엘람으로 도피했고, 아시리아 궁정에서 자란 바빌로니아 귀족 벨-입니가 바빌론의 봉신왕으로 세워졌다. 기원전 701년, 센나케립은 자신의 통치 기간 중 가장 유명한 원정인 레반트 침공을 감행하여 그곳 국가들이 다시 조공을 바치도록 강요했다. 이 분쟁은 아시리아 비문뿐만 아니라 고전 문헌과 히브리어 성경에도 상세히 기록된 최초의 아시리아 전쟁이다. 아시리아 기록은 성경 기록과 다소 다르다. 아시리아 비문은 이 원정을 조공을 되찾고 일부 국가를 완전히 합병했으며, 센나케립이 이 지역에서 이집트의 야망을 저지하는 데 성공한 엄청난 성공으로 묘사하는 반면, 성경은 센나케립이 예루살렘 밖에서 엄청난 패배를 겪었다고 묘사한다. 유다 왕(예루살렘을 다스리던) 히즈키야가 원정 후 센나케립에게 막대한 조공을 바쳤기 때문에, 현대 학자들은 신학적 우려에 의해 동기 부여된 성경 기록이 심하게 왜곡되었으며, 센나케립이 원정 목표를 달성하고 이 지역에 아시리아의 권위를 다시 확립하는 데 성공했다고 보는 경향이 더 높다.

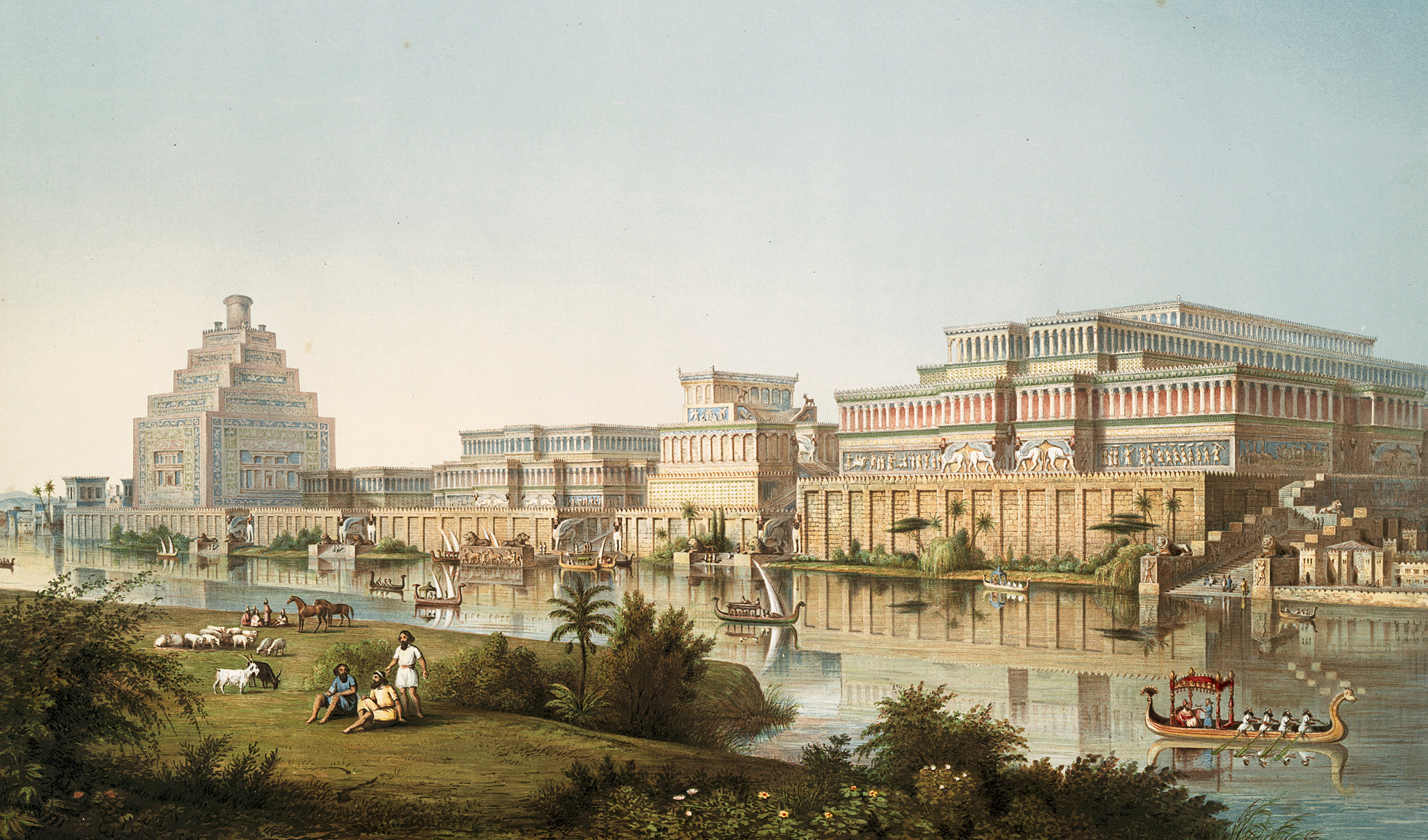
센나케립 통치 아래 수도가 된 니네베의 19세기 재건

벨-입니의 바빌로니아 봉신 통치 기간은 오래가지 못했으며, 그는 마르둑-아플라-이디나와 또 다른 칼데아 군벌인 무셰지브-마르둑의 지속적인 반대에 부딪혔고, 그들은 스스로 권력을 장악하기를 바랐다. 기원전 700년, 센나케립은 다시 바빌로니아를 침공하여 마르둑-아플라-이디나와 무셰지브-마르둑을 쫓아냈다. 더 강력한 권위를 가진 봉신 통치자가 필요했던 그는 자신의 장남인 아슈르-나딘-슈미를 바빌론 왕위에 앉혔다. 몇 년 동안 내부는 평화를 되찾았고, 센나케립은 몇 차례의 소규모 원정으로 군대를 바쁘게 움직였다. 이 시기 센나케립은 주로 건설 프로젝트에 집중했다. 기원전 699년에서 695년 사이에 그는 니네베를 야심차게 재건하고 개조했는데, 그 중에는 새로운 거대한 궁전인 남서 궁전과 길이 12km(7.5마일), 높이 25m(82피트)의 거대한 성벽을 건설했다. 남서 궁전 근처에 건설된 대규모 공원이 후대의 전설적인 바빌론의 공중 정원의 영감이 되었을 수도 있다. 센나케립이 니네베를 수도로 선택한 것은 그가 왕세자 시절부터 그 도시에서 오래 살았다는 점뿐만 아니라, 확립된 도로 및 무역 시스템의 중요한 거점이었고 티그리스 강을 가로지르는 중요한 여울 근처에 위치했기 때문일 것이다.

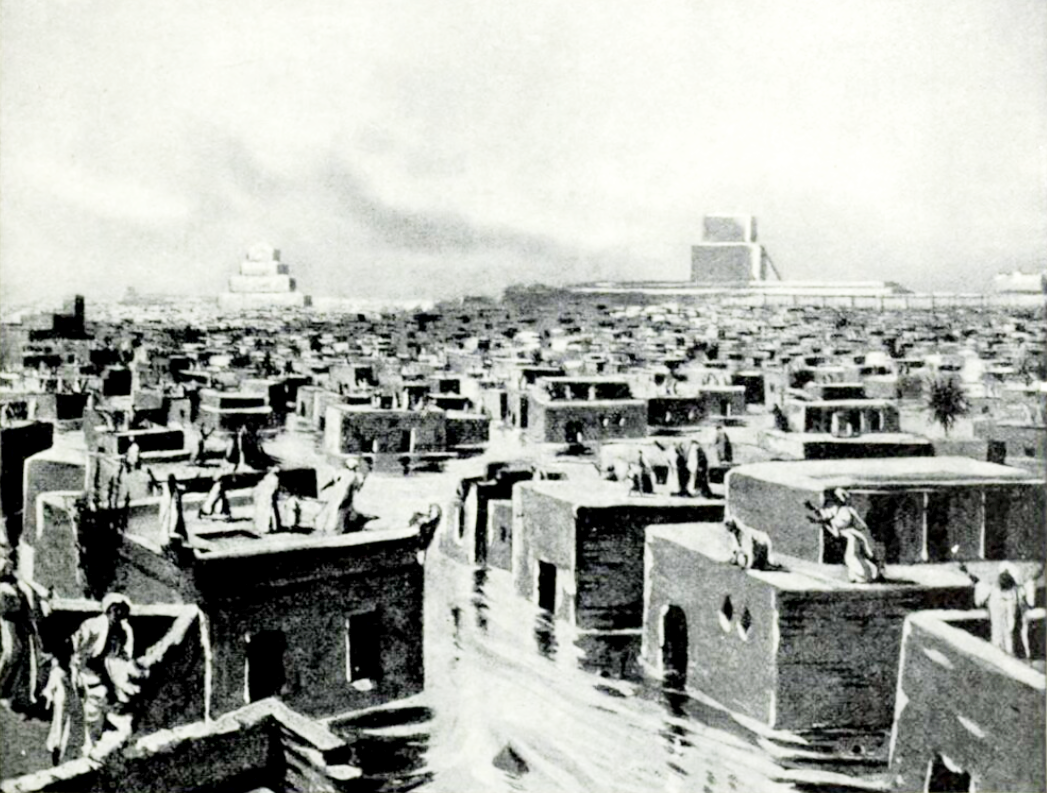
센나케립의 바빌론 파괴를 묘사한 20세기 삽화

기원전 694년, 센나케립은 엘람을 침공하여 마르둑-아플라-이디나와 그의 지지자들을 뿌리 뽑는 것을 명시적인 목표로 삼았다. 센나케립은 페니키아와 그리스 조선공들이 건조한 함대를 이끌고 페르시아만을 건너 수많은 엘람 도시들을 점령하고 약탈했다. 그러나 아시리아 군대가 상륙하기 전에 마르둑-아플라-이디나가 자연사했으므로 센나케립은 그에게 복수할 수 없었고, 이 원정은 오히려 바빌로니아의 반아시리아 파벌 및 엘람인들과의 분쟁을 크게 확대시켰다. 엘람 왕 할루슈-인슈슈이나크는 아시리아인들이 자신의 영토에서 바쁜 동안 바빌로니아로 진군하여 센나케립에게 복수했다. 이 원정 중에 아슈르-나딘-슈미는 어떤 수단으로든 포로로 잡혀 엘람으로 끌려갔고, 그곳에서 아마도 처형되었을 것이다. 그 대신 엘람인과 바빌로니아인들은 바빌로니아 귀족 네르갈-우셰지브를 바빌론 왕으로 세웠다. 센나케립은 몇 달 후 네르갈-우셰지브를 전투에서 물리치고 사로잡았지만, 전쟁은 칼데아 군벌 무셰지브-마르둑이 기원전 693년 말 바빌론을 장악하고 칼데아인, 아람인, 아랍인, 엘람인으로 구성된 대규모 연합군을 모아 아시리아의 보복에 저항하면서 계속되었다. 일련의 전투 끝에 센나케립은 마침내 기원전 689년 바빌론을 탈환했다. 무셰지브-마르둑은 붙잡혔고 바빌론은 거의 완전히 파괴되었다. 이는 바빌로니아의 정치적 정체성을 말살하려는 시도였다.
센나케립 통치 말기는 제국 내에서는 비교적 평화로웠지만, 왕실 내부에서 문제가 발생하기 시작했다. 센나케립의 다음 장남인 아르다-물리수가 아슈르-나딘-슈미가 사망한 후 후계자가 되었지만, 기원전 684년경 동생 에사르하돈이 대신 후계자로 선포되었다. 아마도 센나케립은 후대에 점점 더 두드러지고 강력해진 에사르하돈의 어머니 나키아의 영향을 받았을 것이다. 실망한 아르다-물리수와 그의 지지자들은 센나케립에게 그를 후계자로 복권시키라고 압력을 가했다. 그들은 에사르하돈을 자신의 안전을 위해 서부로 추방하는 데 성공했지만, 센나케립은 아르다-물리수를 다시는 후계자로 받아들이지 않았다. 기원전 681년 말, 아르다-물리수는 니네베의 한 신전에서 아버지를 살해했다. 시역 때문에 아르다-물리수는 이전의 지지를 일부 잃었고, 에사르하돈이 군대를 이끌고 돌아오기 전까지 대관식을 치르지 못했다. 센나케립이 살해된 지 불과 두 달 후, 에사르하돈은 니네베를 점령하고 왕이 되었고, 아르다-물리수와 그의 지지자들은 제국에서 도피했다.

#### 에사르하돈과 아슈르바니팔

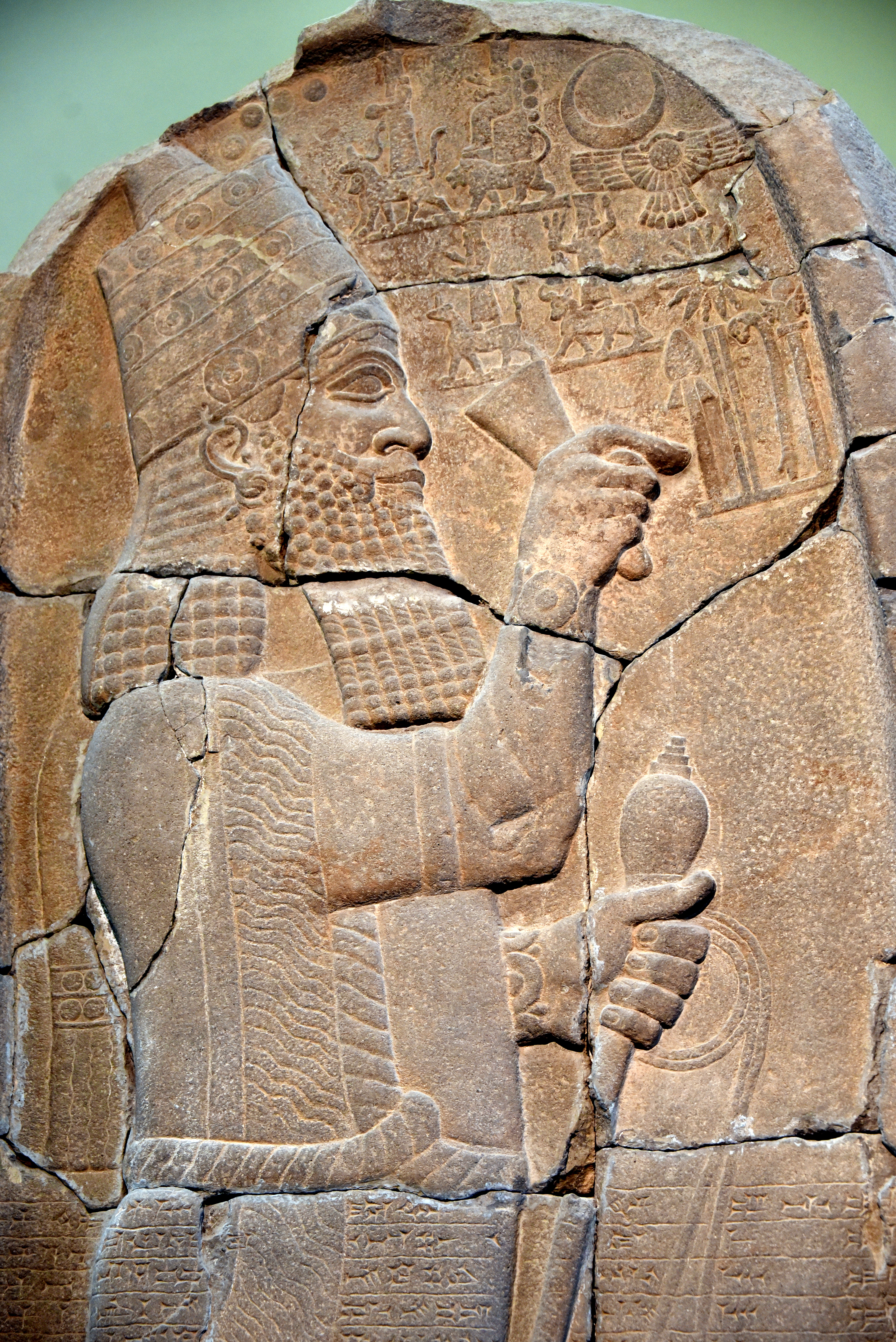
에사르하돈(기원전 681년~669년)의 승전비에 묘사된 모습

에사르하돈은 제국 북부와 남부 사이에 새롭고 지속적인 세력 균형을 확립하고자 했다. 그리하여 그는 남부의 바빌론을 재건했는데, 센나케립의 도시 파괴를 과도하게 잔인하다고 보았기 때문이다. 그러나 그는 아시리아의 사원과 제사를 소홀히 하지 않도록 신경 썼다. 에사르하돈은 깊은 고뇌에 시달리던 사람이었다. 왕위에 오르는 과정이 순탄치 않았기 때문에 그는 자신의 관리들과 가족 구성원들을 깊이 불신했다. 이는 또한 그의 통치 기간 동안 여성의 영향력이 증가하는 부수적인 효과를 가져왔는데, 그는 여성들을 더 신뢰했다. 에사르하돈의 어머니 나키아, 그의 왕비 에샤라-함마트, 그리고 그의 딸 세루아-에테라트는 모두 이전 아시리아 역사상 대부분의 여성들보다 더 강력하고 두드러진 인물이었다. 왕은 또한 자주 아프고 병약했으며, 우울증을 앓았던 것으로 보이는데, 이는 그의 왕비와 여러 자녀의 죽음 이후 심화되었다.
육체적, 정신적 건강에도 불구하고, 에사르하돈은 많은 성공적인 군사 원정을 이끌었는데, 그 중 일부는 이전의 어떤 왕보다 아시리아 본토에서 더 멀리까지 나아갔다. 그는 제국 북서부를 괴롭히던 킴메르족을 물리쳤고, 아나톨리아의 쿤두와 시수 도시를 정복했으며, 페니키아 도시 시돈을 정복하여 카르-아슈르-아후-이디나("에사르하돈 요새")로 개명했다. 자그로스산맥에서 메디아인들과 싸운 후, 에사르하돈은 이전의 어떤 왕보다 동쪽으로 더 멀리 원정을 벌였으며, 아시리아의 엘람 정복에서 오늘날의 이란 카비르 사막까지 이르렀다. 에사르하돈은 또한 동부 아라비아반도를 침공하여 다란을 포함한 많은 도시들을 정복했다.
에사르하돈의 가장 위대한 군사적 업적은 기원전 671년의 아시리아의 이집트 정복이었다. 그는 이미 기원전 674년에 이집트를 정복하려 했지만 그때는 격퇴당했다. 여러 아랍 부족의 물류 지원을 통해 기원전 671년의 침공은 중앙 시나이반도를 통과하는 어려운 경로를 택하여 이집트군을 기습했다. 타하르카 파라오와의 세 차례의 대규모 전투 끝에 에사르하돈은 이집트 수도인 멤피스를 점령했다. 타하르카는 남쪽으로 누비아로 도피했고, 에사르하돈은 대부분의 지역 총독들을 그대로 두었지만, 그들을 감독하기 위해 일부 대표자들을 남겼다. 이집트 정복은 위대한 문화적 명성을 가진 땅을 에사르하돈의 통치하에 두었을 뿐만 아니라, 신아시리아 제국을 가장 넓은 범위까지 확장시켰다.
아시리아 역사상 가장 성공적인 왕 중 한 명이었음에도 불구하고, 에사르하돈은 자신의 통치에 대한 수많은 음모에 직면했다. 아마도 왕이 병으로 고통받는 것이 신들이 그의 통치에 대한 신성한 지지를 철회한 것으로 해석될 수 있었기 때문일 것이다. 이집트 원정 시기 전후로 아시리아 본토 내에서 에사르하돈에 대한 최소 세 차례의 대규모 반란이 있었다. 니네베에서는 수석 환관 아슈르-나시르가 바빌로니아 포로의 예언에 따라 에사르하돈을 대신하여 왕이 될 것이라고 예언되었고, 하란의 여예언자는 에사르하돈과 그의 혈통이 "파괴"되고 사시라는 이름의 찬탈자가 왕이 될 것이라고 선포했다. 그리고 아수르에서는 지역 총독이 무덤에서 아이가 일어나 그에게 지팡이를 건네주는 예언적인 꿈을 꾼 후 음모를 꾸몄다. 잘 발달된 첩자와 정보원 네트워크를 통해 에사르하돈은 이 모든 쿠데타 시도를 밝혀냈고, 기원전 670년에는 수많은 고위 관리들을 처형했다. 기원전 672년, 에사르하돈은 그의 어린 아들 아슈르바니팔(r. 기원전 669년~631년)이 아시리아를 계승하고, 장남 샤마시-슈마-우킨은 바빌론을 통치할 것이라고 선포했다. 자신의 죽음 이후 왕위 계승이 자신의 즉위보다 순조롭게 진행되도록 하기 위해 에사르하돈은 제국 내의 모든 사람, 즉 저명한 관리뿐만 아니라 멀리 떨어진 봉신 통치자와 왕실 가족 구성원들에게 후계자들에게 충성 맹세를 하고 그 합의를 존중하도록 강요했다. 기원전 669년 이집트 원정을 다시 떠나던 중 에사르하돈이 병으로 사망했을 때, 그의 어머니 나키아 또한 아슈르바니팔에게 비슷한 충성 맹세를 강요했으며, 아슈르바니팔은 아무런 사건 없이 왕이 되었다. 1년 후, 아슈르바니팔은 샤마시-슈마-우킨이 (대부분 의례적인) 바빌론 왕으로 즉위하는 것을 감독했다.

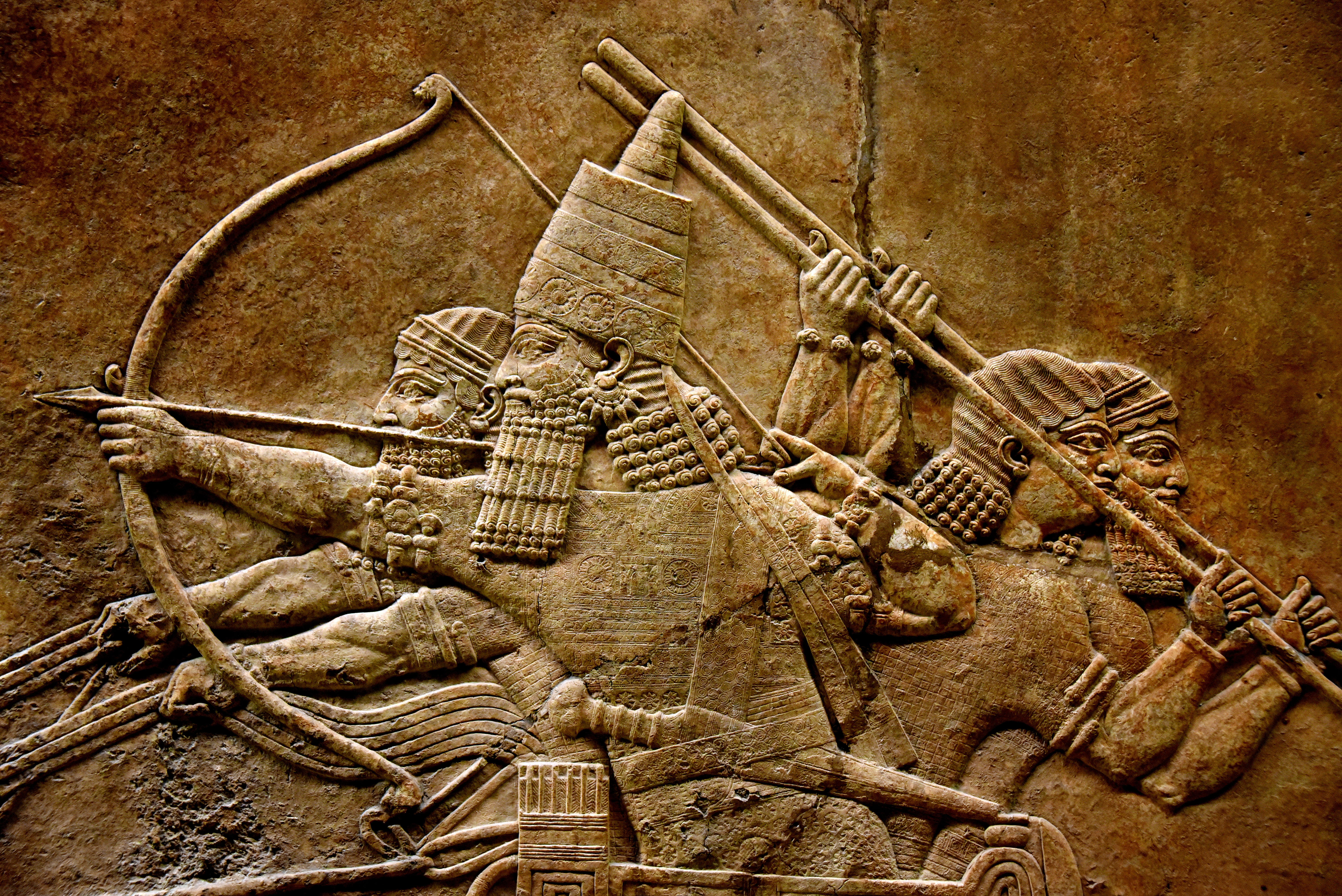
아슈르바니팔(기원전 669년~631년)이 전차에 타고 활을 든 모습의 부조

아슈르바니팔은 종종 아시리아의 마지막 위대한 왕으로 여겨진다. 그의 통치 기간 동안 아시리아 군대는 근동의 모든 방향으로 마지막으로 행군했다. 기원전 667년과 664년에 아슈르바니팔은 반아시리아 봉기의 여파로 이집트를 침공했다. 타하르카 파라오와 그의 조카 탄타마니는 모두 패배했고, 아슈르바니팔은 남부 이집트의 수도인 테베를 점령했으며, 그곳에서 엄청난 양의 약탈된 전리품이 아시리아로 보내졌다. 기원전 664년, 긴 평화 기간 이후, 엘람 왕 우르타크가 바빌로니아를 기습 침공하여 적대 행위가 재개되었다. 10년간의 결론 없는 원정 끝에, 기원전 653년에 엘람 왕 테움만은 울라이강 근처 전투에서 패배하여 붙잡히고 처형되었다. 테움만의 머리는 니네베로 가져와 대중에게 전시되었다. 그러나 엘람 자체는 여전히 패배하지 않았으며 한동안 아시리아에 대항하여 계속 활동했다.

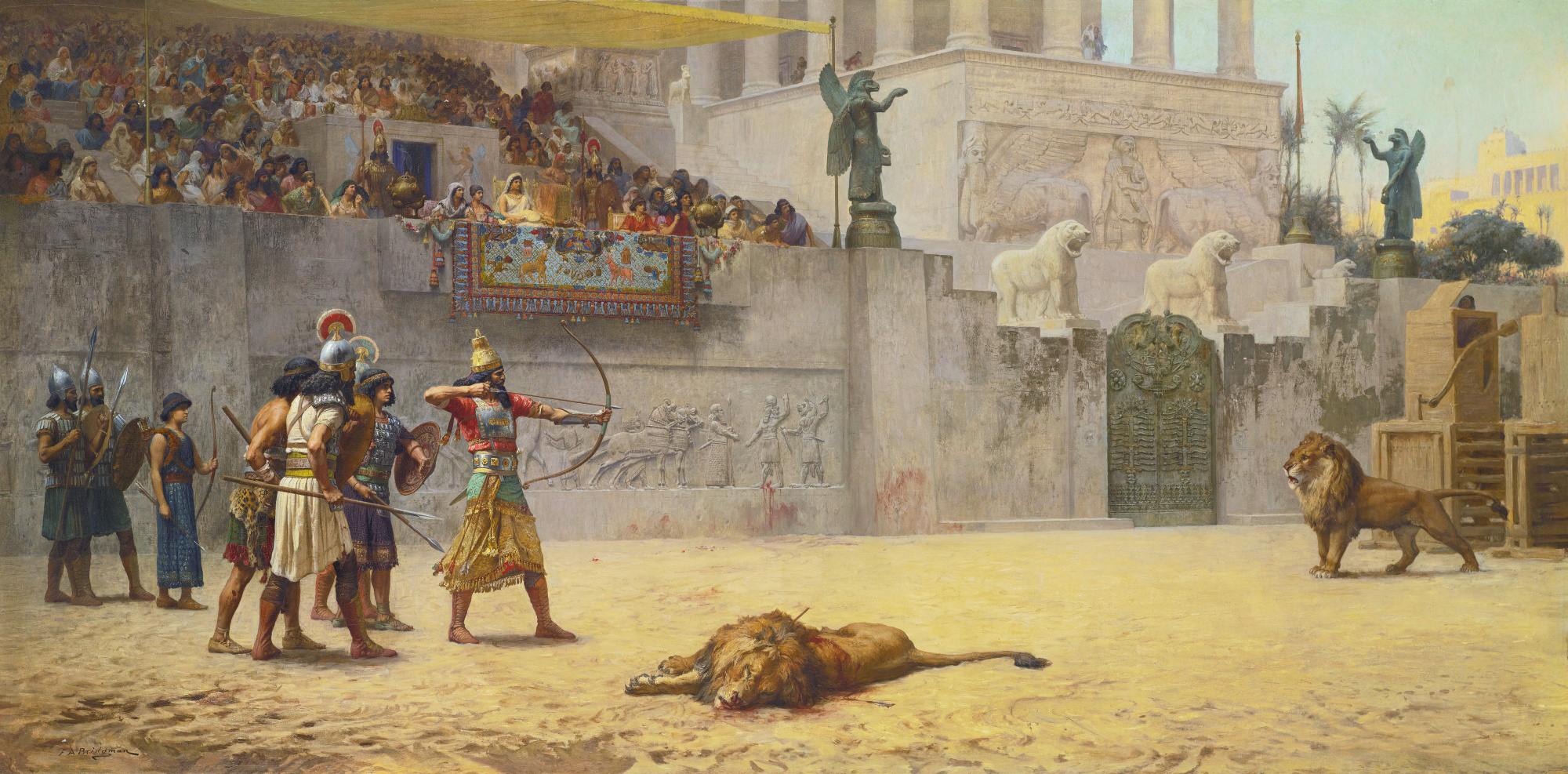
프레더릭 아서 브리지먼의 《아시리아 왕의 유흥》 (1876)

아슈르바니팔 통치 초기에 점점 커지는 문제 중 하나는 아슈르바니팔과 그의 형 샤마시-슈마-우킨 간의 불화였다. 에사르하돈의 문서들은 샤마시-슈마-우킨이 바빌로니아 전체를 상속받을 의도였음을 시사하지만, 그는 바빌론 인근 지역만을 통제했던 것으로 보이며, 다른 많은 바빌로니아 도시들은 그를 무시하고 아슈르바니팔을 자신들의 왕으로 여겼던 것으로 보인다. 시간이 흐르면서 샤마시-슈마-우킨은 형의 지나친 통제에 분개하게 된 것으로 보이며 기원전 652년, 여러 엘람 왕들의 도움을 받아 반란을 일으켰다. 이 전쟁은 샤마시-슈마-우킨에게 비참하게 끝났다. 기원전 648년, 아슈르바니팔은 긴 포위전 끝에 바빌론을 함락시키고 도시를 황폐화시켰다. 샤마시-슈마-우킨은 궁전에서 분신자살했을 수도 있다. 아슈르바니팔은 그를 칸달라누라는 꼭두각시 통치자로 바빌론 왕위에 앉혔고, 이어서 엘람으로 진격했다. 엘람의 수도인 수사는 함락되어 황폐화되었고, 수많은 엘람 포로들이 니네베로 끌려와 고문당하고 굴욕을 당했다. 아슈르바니팔은 엘람을 신아시리아 제국에 합병하거나 통합하지 않고, 대신 방치하고 무방비 상태로 두었다. 다음 수십 년 동안 페르시아인들이 이 지역으로 이주하여 폐허가 된 엘람의 요새들을 자신들의 용도로 재건했다.
아슈르바니팔의 비문은 아시리아를 모든 세계를 지배하는 논란의 여지가 없는 신성한 헤게몬으로 묘사하지만, 그의 통치 기간 동안 제국에는 균열이 생기기 시작했다. 기원전 656년 이후 어느 시점에, 제국은 이집트에 대한 통제권을 상실했으며, 이집트는 이집트 제26왕조의 창시자인 파라오 프삼티크 1세의 손에 넘어갔다. 이집트의 독립은 서서히 이루어졌고 관계는 평화로웠다. 프삼티크는 원래 아슈르바니팔에 의해 봉신으로서 이집트를 부여받았고, 아시리아군이 다른 곳에 주둔하는 동안, 이 지역은 서서히 아슈르바니팔의 손에서 벗어났다. 아슈르바니팔은 여러 아랍 부족에 대해 수많은 원정을 감행했지만, 그들의 영토에 대한 통치를 확고히 하는 데 실패했고 아시리아의 자원을 낭비했다. 아마도 가장 중요하게는, 샤마시-슈마-우킨을 물리친 후 바빌론을 황폐화시킨 것은 남부 메소포타미아에서 반아시리아 감정을 부추겼고, 이는 그의 죽음 직후에 비참한 결과를 초래할 것이다. 아슈르바니팔의 통치 기간 동안 왕과 제국의 전통적인 엘리트 사이의 단절이 심화된 것으로 보인다. 환관들은 그의 시대에 전례 없이 강력해져서 넓은 토지와 수많은 면세 혜택을 받았다.

### 제국의 붕괴와 몰락

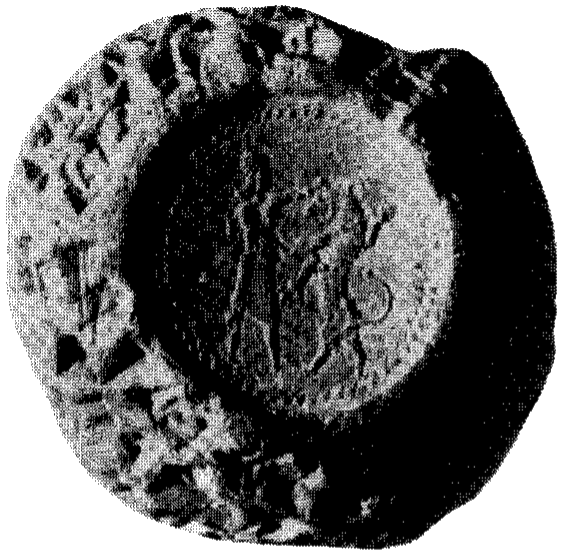
환관 신-슈무-리시르(기원전 626년)의 것일 가능성이 있는 인장 인상

아슈르바니팔이 기원전 631년에 사망한 후, 왕위는 그의 아들 아슈르-에틸-일라니에게 계승되었다. 일부 역사가들은 아슈르-에틸-일라니가 즉위 당시 미성년자였다는 주장을 제기했지만, 그의 짧은 통치 기간 동안 자녀가 있었다는 점을 감안할 때 이는 가능성이 낮다. 아슈르-에틸-일라니는 아버지의 정당한 후계자였음에도 불구하고, 수석 환관 신-슈무-리시르의 도움으로 상당한 반대에도 불구하고 즉위한 것으로 보인다. 나부-리흐투-우수르라는 이름의 아시리아 관리는 왕위를 찬탈하려 시도했으나, 그의 음모는 신-슈무-리시르에 의해 신속히 진압되었다. 아슈르바니팔의 죽음 무렵 니네베의 발굴된 유적에서 화재 피해의 증거가 발견된 것으로 보아, 이 음모는 수도 자체 내에서 폭력과 불안을 야기했을 수도 있다. 그의 전임자들과 비교하여 아슈르-에틸-일라니는 비교적 무능한 통치자였던 것으로 보인다. 어떤 군사 작전 기록도 알려져 있지 않으며, 님루드에 있는 그의 궁전은 이전 왕들의 궁전보다 훨씬 작았다. 그의 통치 기간 동안 정부가 거의 전적으로 신-슈무-리시르에 의해 운영되었을 가능성이 있다. 단 4년의 통치 후, 아슈르-에틸-일라니는 627년에 불분명한 상황에서 사망했으며, 그의 형제인 신샤리시쿤이 뒤를 이었다. 역사적으로 종종 근거 없이 신샤리시쿤이 아슈르-에틸-일라니와 왕위를 놓고 싸웠다고 가정되어 왔다. 아슈르-에틸-일라니의 죽음의 정확한 경위는 알려져 있지 않지만, 신샤리시쿤이 형의 갑작스러운 죽음 이후 정당한 상속 외에 다른 방법으로 왕위에 올랐음을 시사하는 증거는 없다.
신샤리시쿤의 즉위는 도전받지 않았다. 그가 왕위에 오르자마자 신-슈무-리시르는 반란을 일으켜 왕위를 주장하려 했지만, 어떤 계보적 주장도 없었고, 아시리아 역사상 유일하게 그렇게 한 환관이었다. 신-슈무-리시르는 니푸르와 바빌론 자체를 포함한 바빌로니아의 여러 주요 도시를 성공적으로 점령했지만, 3개월 만에 신샤리시쿤에게 패배했다. 이 승리는 신샤리시쿤의 문제를 해결하는 데 거의 도움이 되지 않았다. 오랫동안 통치했던 바빌로니아 봉신 왕 칸달라누 또한 기원전 627년에 사망했다. 급속한 정권 교체와 내부 불안은 바빌로니아인들이 아시리아의 지배를 벗어나 독립을 되찾으려는 희망을 부추겼고, 이 운동은 우루크의 저명한 정치 가문의 일원이었을 가능성이 높은 나보폴라사르를 신속히 지도자로 선포했다. 신-슈무-리시르의 패배 몇 달 후, 나보폴라사르와 그의 동맹군이 니푸르와 바빌론을 모두 점령했지만, 아시리아의 대응은 신속했고 니푸르는 기원전 626년 10월에 탈환되었다. 그러나 신샤리시쿤의 바빌론과 우루크 탈환 시도는 실패했고, 그 여파로 나보폴라사르는 기원전 626년 11월 22일/23일에 공식적으로 바빌론의 왕으로 즉위하여 바빌로니아를 독립 왕국으로 회복시켰다.
나보폴라사르의 즉위 이후 몇 년 동안 바빌로니아는 아시리아군과 바빌로니아군 사이의 잔혹한 전쟁터가 되었다. 도시들은 종종 반복적으로 주인이 바뀌었지만, 바빌로니아인들은 서서히 그러나 확실히 신샤리시쿤의 군대를 남부에서 몰아냈다. 신샤리시쿤의 개인적인 지휘 아래, 나보폴라사르에 대한 아시리아의 원정은 처음에는 성공적으로 보였다. 기원전 625년에 시파르가 탈환되었고, 나보폴라사르는 니푸르를 점령하는 데 실패했으며, 기원전 623년에는 아시리아인들이 나보폴라사르의 조상 도시인 우루크를 탈환했다. 신샤리시쿤은 제국 서부 영토에서 이름이 알려지지 않은 찬탈자가 기원전 622년에 반란을 일으켜 니네베로 진군하여 수도를 점령하지 않았다면 궁극적으로 승리했을 것이다. 이 찬탈자는 신샤리시쿤에 의해 단 100일 만에 패배했지만, 아시리아군의 부재로 인해 나보폴라사르의 군대는 기원전 622년~620년에 바빌로니아 전체를 점령할 수 있었다. 이러한 손실에도 불구하고, 아시리아인들이 나보폴라사르의 바빌로니아 통합이 일시적인 불편함이 아닌 중요한 사건이라고 의심할 이유는 거의 없었다. 이전 바빌로니아 봉기에서 바빌로니아인들은 때때로 일시적으로 우위를 점하기도 했다.

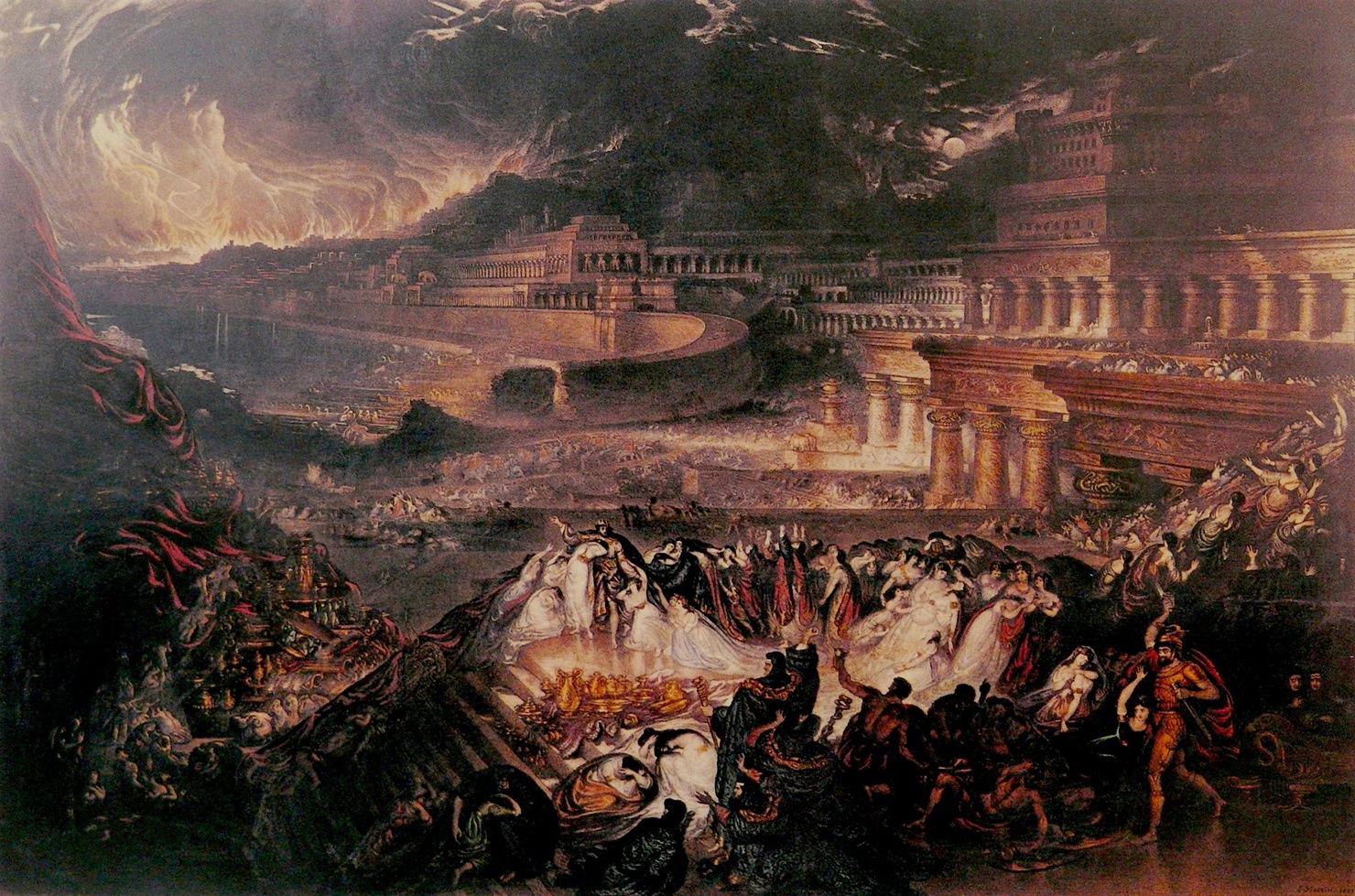
존 마틴의 《니네베의 함락》 (1829)

더욱 경각심을 불러일으킨 것은 기원전 616년에 나보폴라사르가 아시리아 본토에 처음으로 침입하여 국경 도시 몇 곳을 점령하고 지역 아시리아 수비대를 격파한 것이었다. 아시리아 본토는 500년 동안 침략당한 적이 없었으며 이 사건은 상황이 심각하여 신샤리시쿤의 가장 가까운 동맹국인 이집트의 프삼티크 1세가 아시리아 편에 서서 분쟁에 개입하게 되었다는 것을 보여주었다. 프삼티크는 아마도 아시리아가 자신의 성장하는 제국과 동부의 바빌로니아 및 다른 세력들 사이의 완충 지대로 남아 있는 것에 주로 관심이 있었을 것이다. 기원전 615년 5월, 나보폴라사르는 여전히 아시리아의 종교적, 의례적 중심지이자 이제는 제국의 가장 남쪽에 남아있는 도시인 아수르를 공격했다. 신샤리시쿤은 나보폴라사르의 공격을 물리치고 한동안 옛 도시를 지켜냈다. 메디아 제국이 분쟁에 개입하지 않았다면 나보폴라사르가 지속적인 승리를 거둘 수 있었을지는 의심스럽다. 여러 부족으로 오랫동안 분열되어 있었고 종종 아시리아 군사 원정의 대상이었던 메디아인들은 키악사레스 왕 아래에서 통일되었다. 기원전 615년 말 또는 기원전 614년, 키악사레스와 그의 군대는 아시리아로 진입하여 신샤리시쿤에 대한 원정을 준비하기 위해 아라파 도시 주변 지역을 정복했다. 아시리아-메디아 관계를 다루는 이전의 많은 자료들이 존재하지만, 키악사레스의 침공 직전 기간의 자료는 보존되어 있지 않으므로 갑작스러운 공격의 정치적 배경과 이유는 알려져 있지 않다. 아마도 바빌로니아와 아시리아 간의 전쟁이 메디아의 경제를 혼란시키고 직접적인 개입을 촉발했을 수도 있다. 기원전 614년 7월 또는 8월, 메디아인들은 님루드와 니네베를 모두 공격하여 아수르를 점령했고, 이는 고대 도시가 잔인하게 약탈되고 주민들이 학살되는 결과를 초래했다. 나보폴라사르는 약탈 후에 아수르에 도착하여 키악사레스와 만나 동맹을 맺었다. 아수르의 함락은 아시리아의 사기에 치명적이었을 것이다. 불과 2년 후인 기원전 612년, 두 달간의 포위 공격 끝에 메디아인과 바빌로니아인들은 니네베를 점령했으며, 신샤리시쿤은 도시 방어 중 사망했다. 도시 점령 후에는 광범위한 약탈과 파괴가 이어졌고, 이는 사실상 아시리아 제국의 종말을 의미했다.

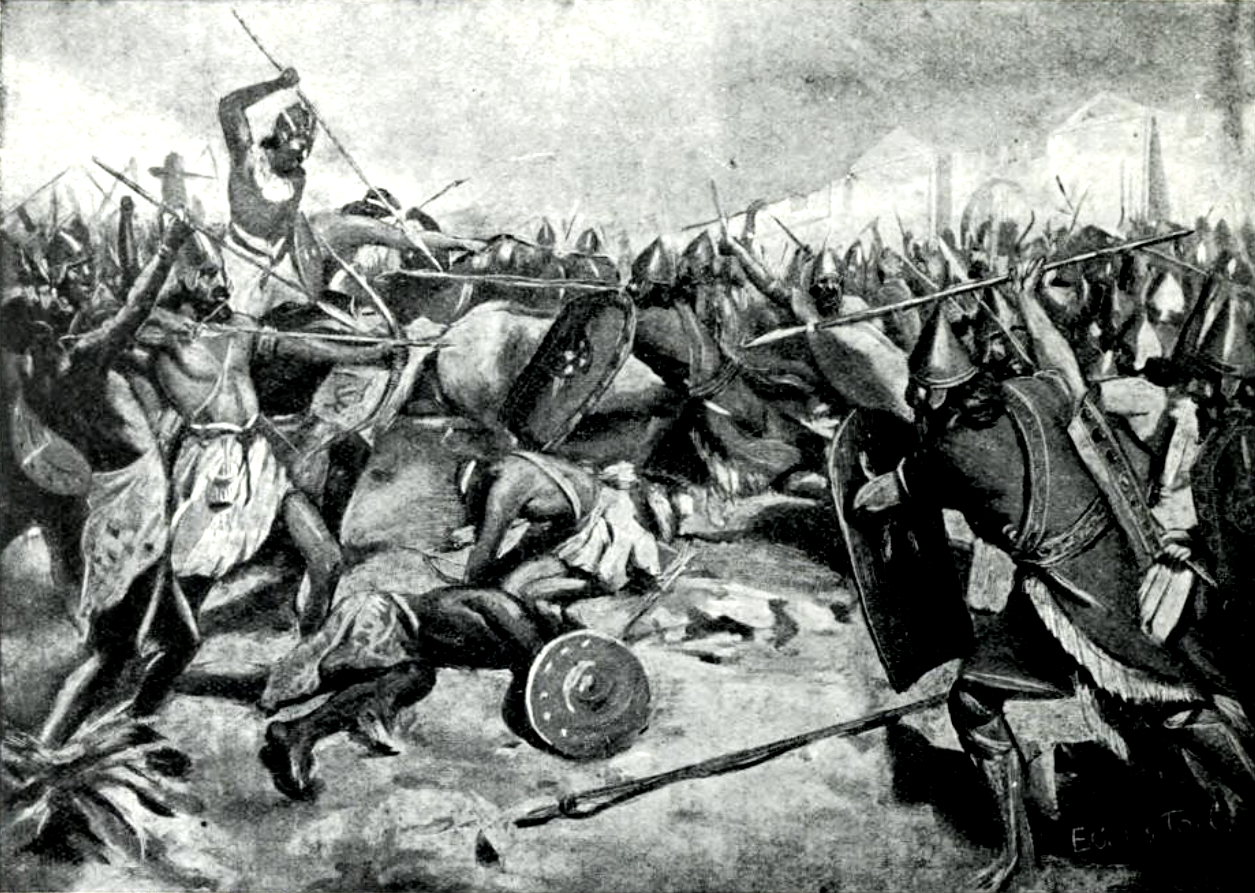
카르케미시 전투를 묘사한 20세기 삽화

니네베 함락 후, 아시리아의 장군이자 왕자, 아마도 신샤리시쿤의 아들이었을 그가 아시리아군 잔당을 이끌고 서쪽의 하란에 자리를 잡았다. 그 왕자는 왕위명으로 아슈르-우발리트 2세를 택했는데, 이는 그 어원("아슈르가 살려냈다")이 아시리아가 궁극적으로 승리할 것임을 시사하고, 아슈르-우발리트(기원전 14세기 아시리아 통치자로 "왕"(šar)이라는 칭호를 처음 채택한)의 이름을 연상시킨다는 점에서 매우 의식적인 선택이었을 것이다. 아수르를 잃었기 때문에 아슈르-우발리트는 전통적인 아시리아 대관식을 치를 수 없었고, 따라서 공식적으로는 "왕세자"라는 칭호로 통치했지만, 바빌로니아 문헌들은 그를 새로운 아시리아 왕으로 여겼다. 하란에서의 아슈르-우발리트의 통치는 기원전 610년 말 또는 609년 초에 바빌로니아와 메디아인들에 의해 도시가 점령될 때까지 지속되었다. 3개월 후, 아슈르-우발리트와 이집트인들의 도시 탈환 시도는 비참하게 실패했고, 아슈르-우발리트는 기록에서 사라져 그의 최종 운명은 알려지지 않았다. 아시리아군의 잔당은 기원전 605년 카르케미시 전투에서 참패할 때까지 이집트군과 함께 바빌로니아인들과 계속 싸웠다. 비록 아시리아 문화는 그 이후의 제국 후기와 그 이후에도 지속되었지만, 기원전 609년 하란에서의 아슈르-우발리트의 최종 패배는 고대 아시리아 왕조와 국가로서의 아시리아의 종말을 의미했다.

## 아시리아 몰락의 원인

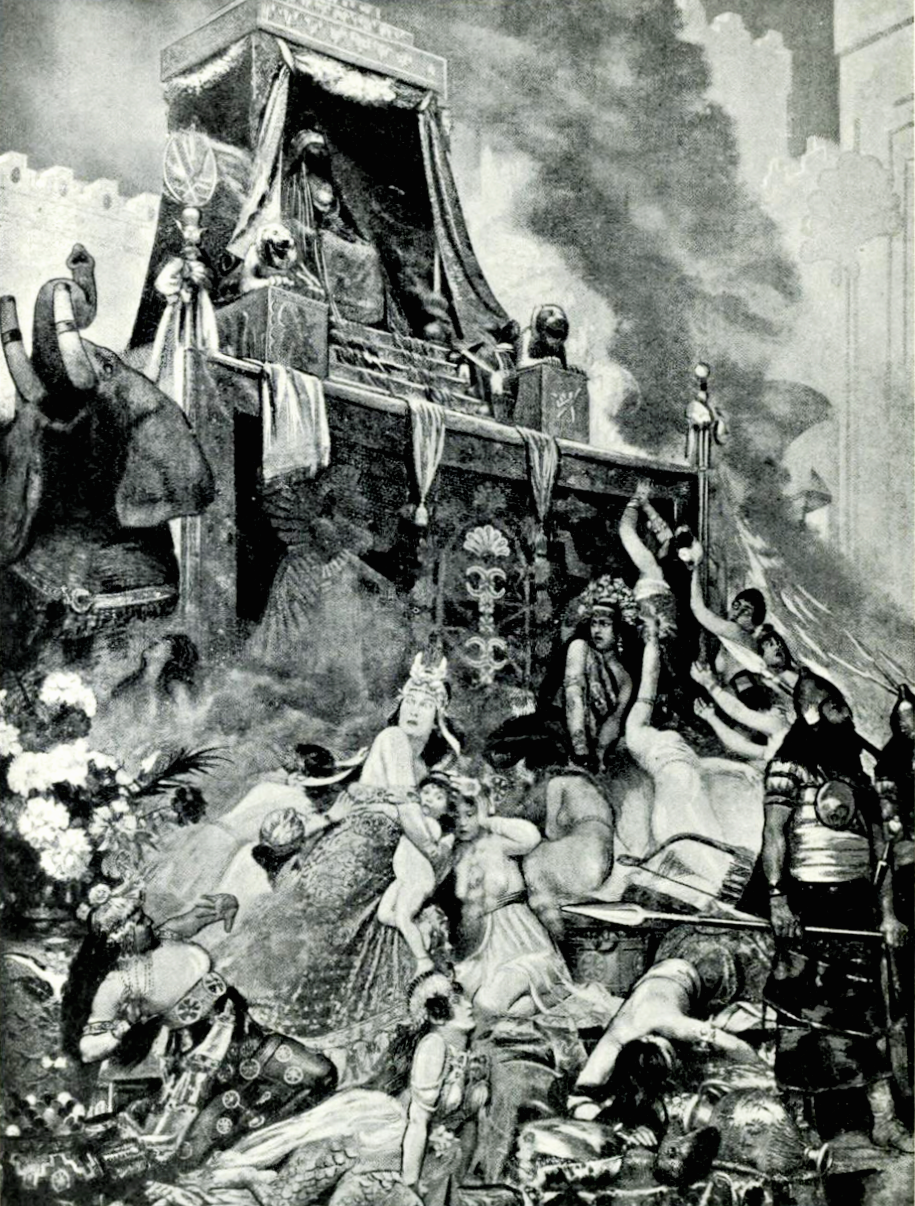
니네베의 함락을 묘사한 20세기 삽화

아시리아의 몰락은 신속하고 극적이며 예상치 못한 것이었다. 오늘날까지 현대 학자들은 제국의 급격하고 폭력적인 몰락을 야기한 요인들을 계속해서 연구하고 있다. 일반적으로 언급되는 가능한 설명 중 하나는 나보폴라사르의 부상 직전에 발생한 불안과 내전이다. 이러한 내전은 정통성 위기를 야기했을 수 있으며, 아시리아 엘리트 구성원들은 아시리아 왕과의 연결이 점점 더 단절된다고 느꼈을 수 있다. 그러나 언급된 바와 같이 아슈르-에틸-일라니와 신샤리시쿤이 서로 전쟁을 벌였다는 증거는 없으며, 아시리아 관리들의 다른 봉기들—아슈르-에틸-일라니 즉위 당시의 불안, 신-슈무-리시르의 반란, 기원전 622년 찬탈자에 의한 니네베 점령—은 비교적 신속하게 처리되었다. 따라서 장기간의 내전이 제국의 몰락의 원인이었을 가능성은 낮다.
또 다른 제안된 설명은 아시리아 통치가 심각한 구조적 취약점을 겪었다는 것이다. 가장 중요하게도, 아시리아는 정복한 지역에 질서와 분쟁 없는 자유 외에는 거의 제공할 것이 없었던 것으로 보인다. 정복된 지역은 주로 공포와 테러를 통해 통제되었으며, 이는 현지 주민들을 소외시켰다. 따라서 제국이 공격을 받을 때 아시리아 본토 밖의 사람들은 충성심을 유지할 이유가 거의 없었을 수 있다. 추가적인 설명은 후기 아시리아 왕들의 행동과 정책에 있을 수 있다. 에사르하돈의 통치 아래 많은 경험 많고 유능한 관리들과 장군들이 왕의 편집증의 결과로 죽임을 당했고, 아슈르바니팔 아래에서는 많은 이들이 환관들에게 자리를 잃었다. 일부 역사가들은 아슈르바니팔을 "무책임하고 방종한 왕"으로 간주하기도 했는데, 그는 어느 시점에 자신의 수석 음악가를 연호로 임명했기 때문이다. 비록 신샤리시쿤에게 비난을 돌리기 쉽겠지만, 그가 무능한 통치자였음을 시사하는 증거는 없다. 아시리아 본토는 수세기 동안 침략당한 적이 없었기 때문에 방어 계획이 존재하지 않았고, 신샤리시쿤은 유능한 군사 지도자였으며 잘 확립된 메소포타미아 군사 전술을 사용했다. 일반적인 전쟁이었다면 신샤리시쿤은 승리했을 수도 있지만, 그는 수적으로 우세하고 자신의 나라를 정복하기보다는 파괴하려는 적에 대항하여 방어적인 입장을 취할 준비가 전혀 되어 있지 않았다.
또 다른 가능한 요인은 환경 문제였다. 신아시리아 제국 전성기 동안 아시리아 본토의 급격한 인구 증가는 심각한 가뭄으로 이어져 바빌로니아와 같은 인근 지역보다 아시리아에 훨씬 더 큰 영향을 미쳤을 수 있다. 이러한 인구 통계학적 및 기후 관련 효과의 심각성을 결정하는 것은 불가능하다.
아시리아 붕괴의 큰 이유는 아시리아가 처음 남부 메소포타미아를 정복한 이래로 아시리아 왕들을 괴롭혔던 "바빌로니아 문제"를 해결하지 못한 것이었다. 사르곤 왕조의 왕들이 남부의 끊임없는 반란을 다양한 방식으로 해결하려 노력했음에도 불구하고; 센나케립의 바빌론 파괴와 에사르하돈의 복원에도 불구하고, 반란과 봉기는 계속해서 흔했다. 이는 바빌론이 다른 정복 지역보다 대체로 더 관대하게 대우받았음에도 불구하고였다. 예를 들어, 바빌로니아는 아시리아에 직접적으로 합병되지 않고, 임명된 봉신 왕이나 동군연합을 통해 아시리아 왕이 통치하는 완전한 왕국으로 보존되었다. 아시리아인들이 바빌로니아인들에게 베풀었다고 생각했던 특권에도 불구하고, 바빌론은 정치 문제에 수동적으로 남아있기를 거부했는데, 아마도 바빌로니아인들은 때때로 도시에 방문했을 뿐인 아시리아 왕들이 바빌로니아 왕의 전통적인 종교적 의무를 수행하지 못한다고 보았을 수 있기 때문일 것이다. 아시리아에서 바빌로니아 문화에 대한 강한 존경심은 때때로 증오로 변하여, 반란 이후 아시리아 왕들로부터 바빌론이 여러 잔혹한 보복 행위를 겪게 되었다. 나보폴라사르의 반란은 아시리아에 대한 바빌로니아 봉기의 오랜 계보 중 마지막이었으며, 신샤리시쿤이 수년간 노력했음에도 불구하고 이를 막지 못한 것은 그의 제국을 파멸시켰다. 이러한 동시다발적인 요인들에도 불구하고, 바빌로니아인들과 메디아인들 사이의 예상치 못한 동맹이 봉인되지 않았다면 제국은 살아남았을 수도 있다.

## 정부

### 왕권과 왕실 이데올로기
센나케립, 위대한 왕, 강력한 왕, 우주의 왕, 아시리아의 왕, 세계 사방의 왕; 위대한 신들의 총아; 현명하고 교활한 자; 모든 왕자들 중 으뜸가는 강한 영웅; 불순종하는 자를 삼키는 불꽃, 악인을 천둥번개로 치는 자.— 센나케립(r. 705–681 BC)의 왕실 칭호 중 발췌문

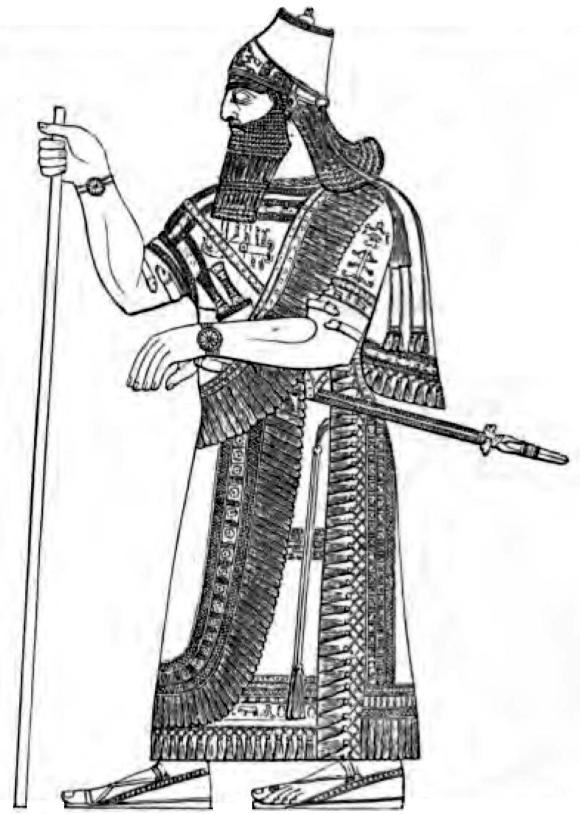
님루드에서 발견된 신아시리아 왕을 묘사한 부조의 선화

중아시리아 및 신아시리아 시대의 아시리아 왕 대관식을 묘사한 문서에는 왕이 아시리아의 국가 신인 아슈르의 명령에 따라 "아슈르의 땅을 넓히고" "자신의 발 밑에 땅을 확장"하도록 기록되어 있다. 아시리아인들은 자신들의 제국을 아슈르가 인간 대리인을 통해 감독하고 통치하는 세상의 일부로 보았다. 그들의 이데올로기에서 아시리아 외부의 영역은 혼돈으로 특징지어졌으며, 그곳 사람들은 낯선 문화적 관습과 이상한 언어를 사용하는 미개인으로 여겨졌다. 지형 또한 낯설었고, 아시리아 자체에서는 발견되지 않는 바다, 거대한 산맥, 거대한 사막과 같은 환경을 포함했다. "외부 영역"의 존재 자체는 아시리아 내의 우주 질서에 대한 위협으로 간주되었고, 따라서 아슈르의 영역을 확장하고 이러한 낯선 땅들을 통합하여 혼돈을 문명으로 전환하는 것이 왕의 의무였다.
왕의 지위는 고대 아시리아에서 다른 모든 사람 위에 자연스러운 것으로 여겨졌다. 왕은 신적인 존재는 아니었지만, 아슈르 신이 지상에 임명한 대리인으로 간주되었기 때문이다. 따라서 그의 권력은 인류 중 그의 독특한 위치에서 비롯되었으며, 아시리아를 궁극적으로 전 세계로 확장할 의무는 착취적인 제국주의가 아니라 도덕적이고 인도적인, 그리고 필요한 의무로 여겨졌다. 왕들의 권력은 거의 무한했지만, 전통과 의무로부터 자유롭지는 않았다. 왕들은 매년 "세계 사방"에 아슈르의 통치와 문명을 전파하기 위해 원정을 벌일 의무가 있었고, 만약 왕이 원정을 떠나지 않으면 그들의 정당성은 심각하게 훼손되었다. 원정은 일반적으로 적이 아슈르에 대해 어떤 종류의 (실제적이든 조작된 것이든) 모욕을 가했을 때 정당화되었다. 아시리아군의 압도적인 힘은 무적이라는 생각을 심어주기 위해 사용되었고, 이는 아시리아 왕의 통치를 더욱 정당화시켰다. 왕은 또한 아슈르의 제사와 아시리아 사제단을 지원하는 다양한 의식을 수행할 책임이 있었다.
아시리아 왕의 통치와 행동은 신성하게 승인된 것으로 여겨졌기 때문에, 전쟁 시 아시리아의 주권에 대한 저항은 신의 뜻에 대한 저항으로 간주되어 처벌받을 만한 것으로 여겨졌다. 아시리아에 반란을 일으킨 민족과 국가들은 신성한 세계 질서에 대한 범죄자로 간주되었다.
아시리아 왕의 정당성은 왕이 아슈르 신에 의해 선택되었고 자신의 직책에 독특하게 적합하다는 사상에 대한 제국 엘리트, 그리고 덜하지만 일반 대중의 수용에 달려 있었다. 신아시리아 왕들과 그들의 왕실에서는 다양한 정당화 방법이 사용되었다. 신아시리아 제국의 새로운 혁신으로 보이는 일반적인 방법 중 하나는 왕 자신의 개인적인 역사를 연대기 형태로 조작하고 체계화하는 것이었다. 이러한 유형의 문헌은 왕의 통치 기간 동안의 사건, 특히 군사적 업적을 기록함으로써 왕의 정당성을 뒷받침하기 위해 만들어졌다고 여겨진다. 연대기는 서기들에 의해 복사되어 제국 전역에 선전 목적으로 배포되어 왕의 권력에 대한 인식을 높였다. 많은 경우, 역사적 정보는 신전이나 다른 건물에도 새겨졌다. 왕들은 또한 계보적 정당성을 활용했다. 과거 왕실과의 실제적인 (그리고 경우에 따라서는 조작되었을 수도 있는) 연결은 독특성과 진정성을 확립했는데, 이는 군주를 아슈르를 대신하여 문명을 창조하고 확장할 책임이 있는 위대한 조상들의 후손으로 확립했기 때문이다. 거의 모든 신아시리아 왕들은 자신들의 비문에서 왕실 혈통을 강조했다. 계보적 자격은 직접적인 계보적 혈통에 속하지 않는 찬탈자들에게는 문제가 되었다. 찬탈자로 일반적으로 여겨지는 두 신아시리아 왕인 티글라트-필레세르 3세와 사르곤 2세는 대부분 자신의 비문에서 계보적 연결을 언급하지 않고, 대신 직접적인 신성한 임명에 의존했다. 이 두 왕은 여러 비문에서 아슈르가 "내 이름을 불렀다"거나 "나를 왕좌에 앉혔다"고 주장했다.

### 신아시리아 왕비들

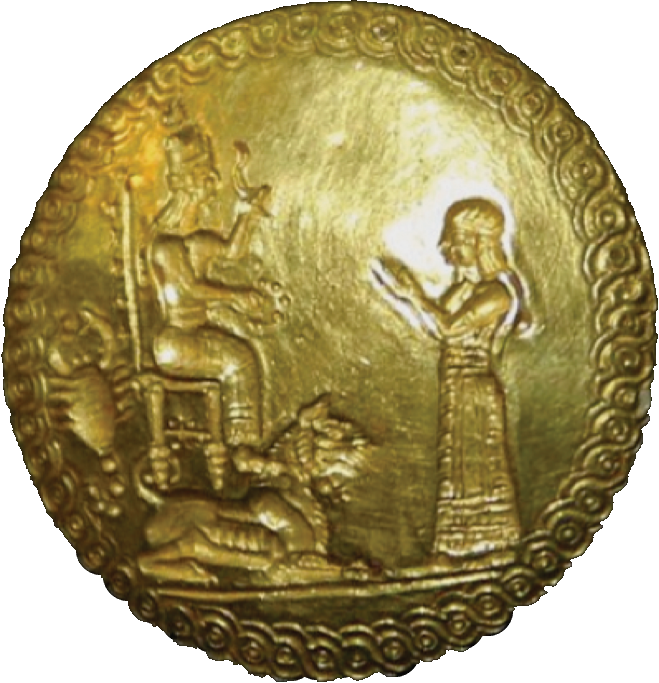
샬마네세르 4세(BC)의 왕비 하마의 인장

신아시리아 제국의 왕비들은 issi ekalli라고 불렸는데, 이는 sēgallu로 축약될 수 있으며, 두 용어 모두 "궁전의 여인"을 의미했다. "왕"(šarru)이라는 단어의 여성형은 šarratu였지만, 이 용어는 여신이나 스스로 통치하는 외국 왕국의 여왕에게만 적용되었다. 아시리아 왕비들은 스스로 통치하지 않았기 때문에 아시리아인들은 그들을 šarratu라고 부르지 않았다. 용어의 차이가 반드시 외국 여왕들이 (종종 신아시리아 제국보다 훨씬 작은 영토를 통치했지만) 아시리아 왕비들보다 더 높은 지위를 가졌다고 의미하는 것은 아니다. 문서와 물건에 왕비를 나타내기 위해 자주 사용된 상징은 전갈이었다.
왕비들은 왕실의 다른 여성 및 남성 구성원들과 마찬가지로 궁극적으로 왕과의 관계에서 권력과 영향력을 얻었지만, 그들은 정치적 권력 없이 움직이는 꼭두각시는 아니었다. 왕비들은 재정 문제에 대해 자신들의 의견을 가졌고, 이상적으로는 왕위 계승자를 생산해야 했지만, 종종 매우 높은 수준의 정부에서 다른 여러 의무와 책임을 가졌다. 왕비들은 종교 활동을 조직하고, 신들에게 선물을 바치고, 사원을 재정적으로 지원하는 데 관여했다. 그들은 자신들의 상당한 재정 자원을 관리했는데, 이는 그들의 가정과 활동에 관한 현존하는 문서뿐만 아니라 님루드 왕비들의 무덤에서 발견된 보물로도 입증된다. 사르곤 왕조 시대에는 왕비에게 종속된 군대가 창설되었다. 이러한 부대들은 왕비를 위한 의장대가 아니라, 지휘관, 보병과 전차 부대를 포함했으며, 때로는 다른 부대와 함께 군사 작전에 참여하기도 했다.
신아시리아 왕비 중 가장 강력했던 인물은 샴시-아다드 5세의 왕비인 샴무라마트로, 그녀는 아들 아다드-니라리 3세의 초기 통치 기간에 섭정으로 통치했을 수 있으며 군사 작전에 참여하기도 했다. 에사르하돈의 어머니 나키아도 강력했지만, 그녀가 왕비의 지위를 가졌는지는 확실하지 않다. 나키아는 신아시리아 시대에 가장 잘 문서화된 여성으로, 아마도 아시리아 역사상 가장 영향력 있는 여성으로 센나케립, 에사르하돈, 아슈르바니팔의 통치 기간 동안 정치에 영향을 미쳤다.

### 엘리트와 행정
신아시리아 제국의 전례 없는 성공은 아시리아가 영토를 확장하는 능력뿐만 아니라, 어쩌면 더 중요하게는 정복된 땅을 효율적으로 행정 시스템에 통합하는 능력 덕분이었다. 아시리아인들의 사고방식에는 강한 질서감이 있었으며, 신아시리아인들은 때때로 "고대 근동의 프로이센인"이라고 불리기도 했다. 이러한 질서감은 신아시리아 사회의 다양한 부분에서 나타났는데, 신아시리아 문자의 더 정사각형적이고 규칙적인 형태, 그리고 일련의 지방으로 나뉜 신아시리아 제국의 조직화된 행정 체계가 그 예이다. 권력의 잘 조직된 계층을 통해 질서를 부과한다는 생각은 신아시리아 왕들이 팽창주의를 정당화하는 데 사용한 근거 중 하나였다. 사르곤 2세는 자신의 비문에서 자신이 정복한 일부 아랍 부족들이 이전에 "어떤 감독관이나 지휘관도 알지 못했다"고 명시적으로 지적했다.
신아시리아 왕실 비문에서 새로운 지방의 설치는 일반적으로 "나는 (땅을) 아시리아 국경에 합병했다"(ana miṣir māt Aššur utirra) 또는 "나는 재조직했다"(ana eššūti aṣbat)라고 표현되었다. 기존 지방에 땅이 추가될 경우, 이는 일반적으로 "나는 X 지방에 (땅을) 추가했다"(ina muhhi pīhat X uraddi)라고 표현되었다. 지방 행정의 최상위에는 지방 총독(bēl pīhāti 또는 šaknu)이 있었다. 다음 서열은 아마도 "대리인"으로 번역되는 šaniu("둘째"라는 의미)였을 것이며, 계층의 최하위에는 하나 이상의 마을이나 기타 정착지를 담당하고 주로 노동과 물품 형태로 세금을 징수하는 임무를 가진 촌장(rab ālāni)이 있었다. 지방 총독은 건설, 세금 징수, 보안 등 지방 행정의 다양한 측면을 직접 담당했다. 보안 문제는 주로 국경 지방에서만 중요했는데, 이 지방의 총독들은 국경 너머의 적들에 대한 정보를 수집할 책임도 있었다. 이를 위해 광범위한 정보원 또는 스파이(daiālu) 네트워크가 고용되어 관리들에게 외국에서 발생하는 사건과 개발에 대한 정보를 제공했다.

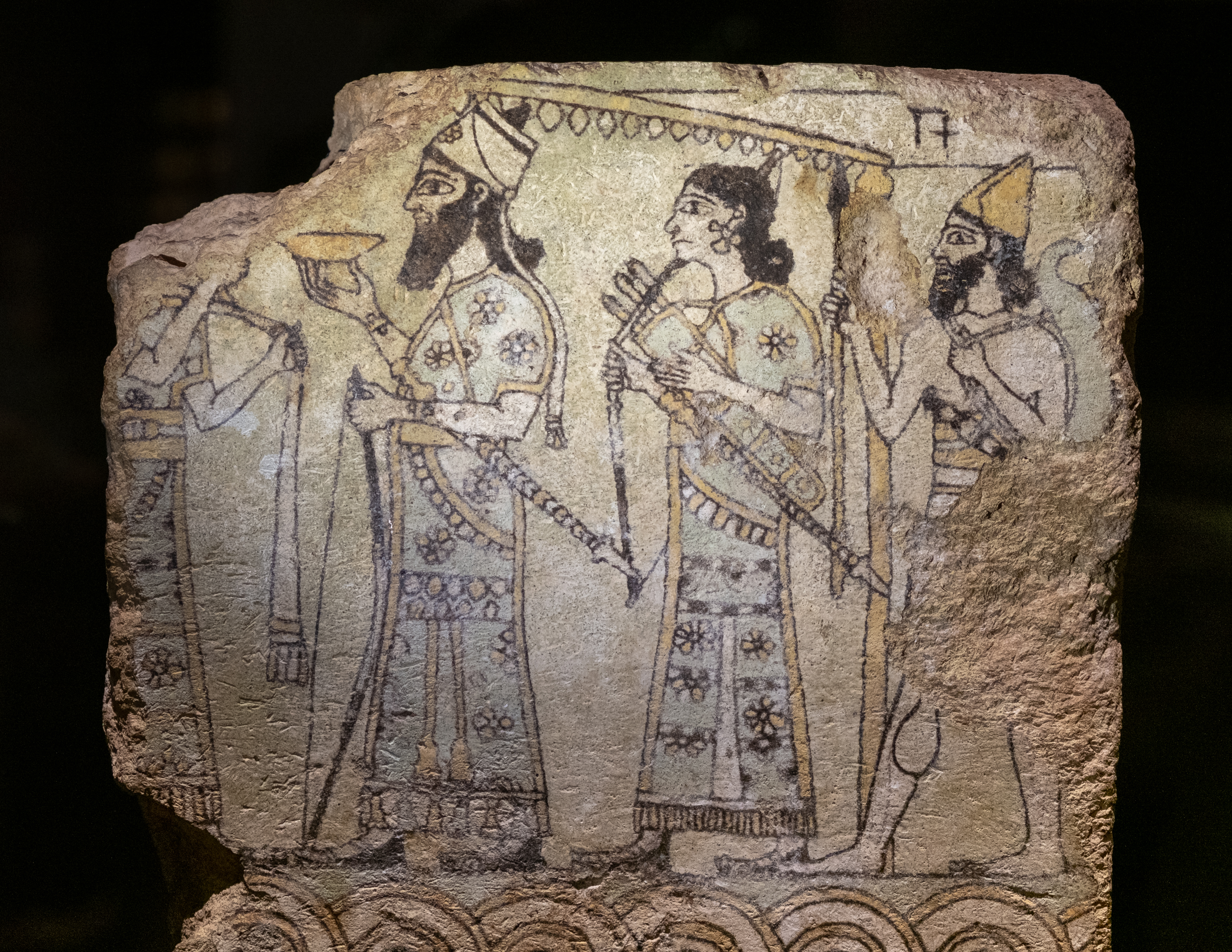
님루드에서 발견된 신아시리아 왕을 묘사한 유약 타일, 수행원과 함께

지방 총독들은 또한 신전에, 특히 아수르의 아슈르 신전에 제물을 바칠 책임이 있었다. 제국 전역에서 수입을 이렇게 모으는 것은 이윤을 얻는 방법일 뿐만 아니라, 제국 전역의 엘리트들을 아시리아 본토의 종교 기관과 연결하는 방법이기도 했다. 왕실 행정부는 왕에게 직접 책임이 있는 관리들(qēpu, 보통 "왕실 대표"로 번역됨) 시스템을 통해 제국 전역의 기관과 개별 관리들을 면밀히 주시했다. 통제는 제국의 작은 정착지, 즉 마을과 도시에 낮은 등급의 관리들을 정기적으로 배치함으로써 지역적으로 유지되었다. 역역 관리들(ša bēt-kūdini)은 강제 노동자들이 수행한 노동과 남아 있는 시간을 기록했고, 촌장들은 지방 행정관들에게 자신들의 지방에 있는 정착지들의 상황을 알렸다. 신아시리아 제국이 성장하고 시간이 지남에 따라, 많은 외국 피지배 민족들이 아시리아 행정에 통합되었으며, 제국 후기에는 비아시리아 출신의 고위 관리들이 점점 더 많아졌다.
신아시리아 제국의 내부 엘리트에는 "대재상"과 "학자"라는 두 가지 주요 집단이 있었다. "대재상"은 현대 역사가들이 행정부에서 가장 높은 7개의 직책을 묶은 것으로, 마센누(재무관), 나기르 에칼리(궁전 전령), 랍 샤케(수석 잔대관), 랍 샤-레시(수석 관료/환관), 사르틴누(수석 판사), 숙칼루(대재상), 투르타누(총사령관)이다. 이러한 직책 중 일부는 적어도 때로는 왕실 구성원이 차지했다는 증거가 있다. 마센누, 나기르 에칼리, 랍 샤케, 투르타누의 네 직책은 중요한 지방의 총독으로도 봉사하여 지방 세입과 행정을 통제했던 것으로 기록되어 있다. 모든 대재상들은 아시리아군과 깊이 연관되어 있었으며, 각자 상당한 수의 병력을 통제했고, 종종 넓고 면세되는 영지를 소유했다. 이러한 영지들은 제국 전역에 흩어져 있었는데, 이는 아마도 지방 당국의 권력을 분산시키고 내부 엘리트의 개인적인 이익을 제국 전체의 복지에 연결시키기 위함이었을 것이다. "학자"는 '움마니'라고 불렸으며, 서기관술, 의학, 퇴마술, 점술, 점성술을 포함한 다양한 분야에 특화된 여러 사람들을 포함했다. 그들의 역할은 주로 징조를 해석하여 왕을 보호하고, 조언하며, 인도하는 것이었는데, 이는 왕의 의례적 순수성을 유지하고 악으로부터 왕을 보호하는 역할을 했다. 그들이 어떻게 훈련되었는지는 알려져 있지 않지만, 그들은 메소포타미아 학문, 과학, 지혜에 매우 능통했음에 틀림없다.

### 국가 통신

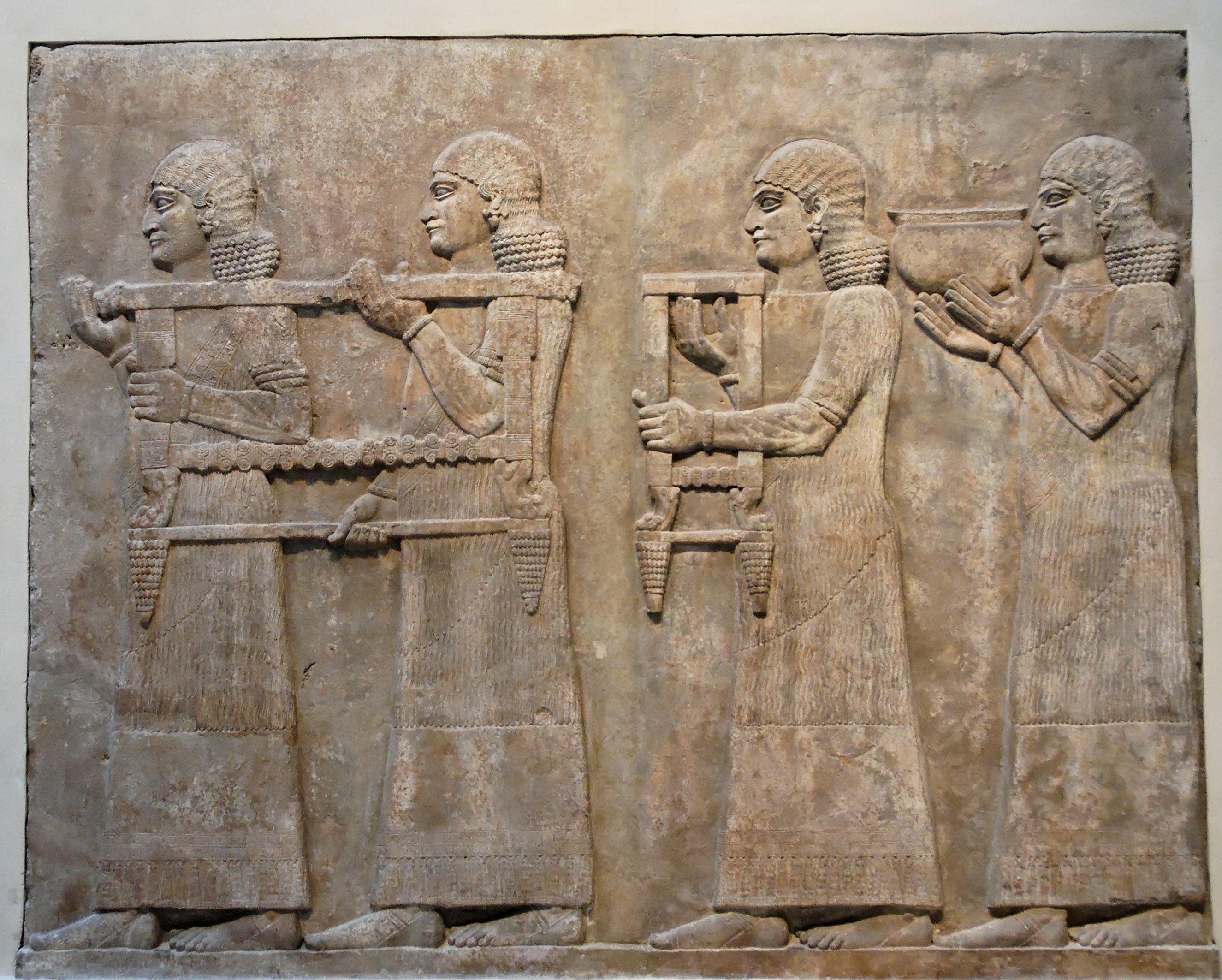
전쟁에서 얻은 전리품을 운반하는 환관을 묘사한 신아시리아 부조

전례 없는 규모의 제국을 통치하는 데 따른 난제를 해결하기 위해 신아시리아 제국은 아마도 샬마네세르 3세 시대에 처음으로 정교한 국가 통신 시스템을 개발했다. 이 시스템의 사용은 고위 관리가 보낸 메시지로 제한되었고, 그들의 메시지에는 권한을 나타내는 인장이 찍혀 있었다. 이러한 인장이 없는 메시지는 통신 시스템을 통해 보낼 수 없었다.
카렌 래드너의 추정에 따르면, 서부 국경 지방 쿠웨에서 아시리아 본토까지, 다리 없는 많은 강을 건너는 700km(430마일) 거리의 메시지는 5일 이내에 도착할 수 있었다. 이러한 통신 속도는 신아시리아 제국이 부상하기 전에는 전례가 없었으며, 신아시리아 제국이 멸망한 지 거의 2천5백 년 후인 1865년에 오스만 제국이 전신을 도입할 때까지 중동에서는 능가되지 않았다. 제국 궁정과 지방 관리들 간의 빠른 통신은 신아시리아 제국의 결속에 중요한 기여 요인이었으며, 지정학적 지배력을 위한 길을 닦는 중요한 혁신이었다.
아시리아 정부는 장거리 국가 전령으로 오직 노새만을 사용했는데, 이는 노새의 힘, 강인함, 낮은 유지 보수 비용 때문이었다. 아시리아는 이러한 목적으로 노새를 사용한 최초의 문명이었다. 전령이 두 마리의 노새를 타고 가는 것이 일반적이었는데, 이는 노새의 피로도를 조절하고, 한 마리가 다리를 절게 되어 전령이 고립되는 것을 방지할 수 있었다. 메시지는 신뢰할 수 있는 특사나 일련의 역마를 통해 전달되었다. 아시리아인들이 발명한 역마 시스템(kalliu)은 필요할 때 훨씬 빠른 속도를 가능하게 했으며, 각 역마는 여행 경로의 일부만을 담당하고, 신선한 노새 한 쌍을 가진 다음 역마가 편지를 전달받는 역참에서 끝났다. 운송 및 장거리 여행을 용이하게 하기 위해 신아시리아 제국은 제국의 모든 부분을 연결하는 광대한 도로 시스템을 건설하고 유지했다. "왕의 길"(hūl šarri)이라고 불리는 이 도로는 원래 원정 중 군대가 사용했던 경로에서 발전했을 수 있으며, 지속적으로 확장되었다. 도로 확장의 가장 큰 단계는 샬마네세르 3세와 티글라트-필레세르 3세의 통치 기간 사이에 일어났다.

## 군사

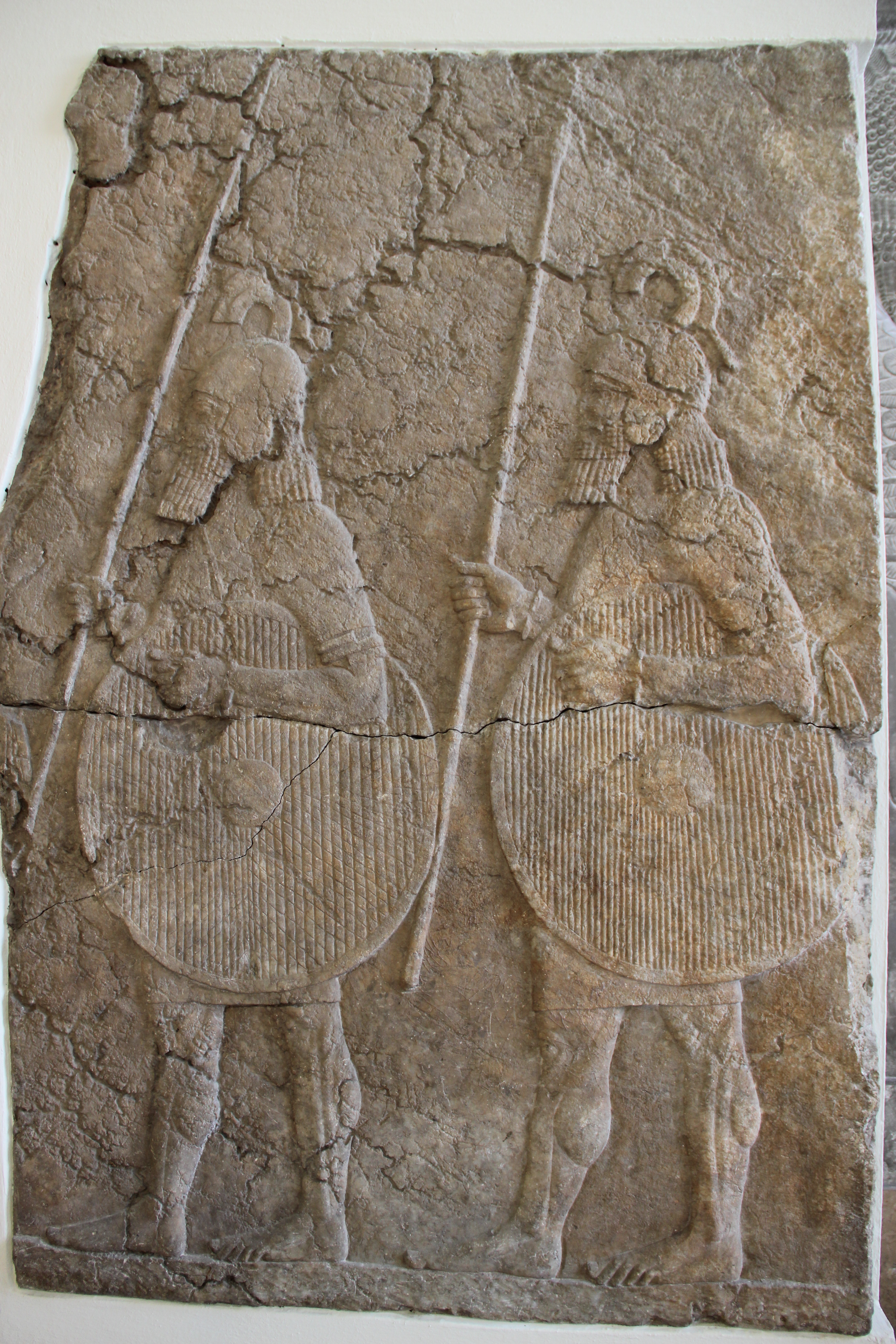
센나케립의 니네베 궁전 부조에 묘사된 두 아시리아 창병

신아시리아 제국 전성기에는 아시리아군이 세계 역사상 가장 강력한 군대였다. 신아시리아군의 병력은 수십만 명에 달했을 것으로 추정된다. 아시리아인들은 특히 기병과 공성전에 관한 혁신적인 사용과 전략을 개척했으며, 이는 이후 수천 년 동안 전쟁에 사용될 것이다. 상세한 왕실 기록과 병사 및 전투 장면의 상세한 부조 묘사 덕분에 신아시리아군의 장비와 조직은 비교적 잘 이해되고 있다. 군대 내부 및 부대 간 통신은 빠르고 효율적이었다. 제국의 효율적인 국가 통신 방식을 사용하여 메시지는 먼 거리에 걸쳐 매우 빠르게 전송될 수 있었다. 연막탄을 사용하여 군대 내에서 메시지를 전달할 수도 있었다.
원정 시 군대는 상징적으로 두 신의 지휘를 받았다. 지휘관의 좌우에는 네르갈과 아다드 신의 깃발이 게양되었다. 지휘관은 보통 왕이었지만, 다른 관리들도 아시리아군을 전쟁으로 이끌도록 임명될 수 있었다. 이러한 관리들에는 가족 구성원(예: 아다드-니라리 3세의 어머니 샴무라마트와 사르곤 2세의 형제 신-아후-우수르) 또는 영향력 있는 장군 및 궁정 신하들(예: 투르타누인 다이얀-아슈르와 샴시-일루)이 포함되었다. 군대는 주로 지방 총독이 병력을 징집하여 구성되었다. 지방 총독은 때때로 독자적으로 원정을 이끌고 외국 통치자들과 협상할 수도 있었다. 사르곤 왕조 시대에는 군대의 지휘 체계에 일부 개혁이 이루어진 것으로 보인다. 투르타누 직책은 둘로 나뉘었고, 특정 군대 연대(각각의 토지 소유권 포함)가 왕의 직접 지휘에서 왕세자와 왕비의 지휘로 이전된 것으로 보인다. 신아시리아군은 이전 중아시리아군의 진화형으로, 선임자의 전사 윤리, 전차 경험 및 징집 제도를 계승했다. 신아시리아 시대의 가장 중요한 두 가지 새로운 발전은 기병의 대규모 도입과 갑옷 및 무기에 철의 채택이었다.
중아시리아 군대는 전적으로 징집병으로 구성되었지만, 신아시리아 제국에서는 "왕의 부대"(kiṣir šarri)라고 불리는 중앙 상비군이 설립되었다. 왕을 밀접하게 수행하는 것은 또한 "왕실 경호대"(ša qurubte)였는데, 일부는 보병에서 차출되었다. 군대는 아마도 1,000명의 병사로 구성된 '키스루'로 세분되었고, 대부분은 보병(zūk, zukkû 또는 raksūte)이었을 것이다. 보병은 경보병, 중보병, 중갑보병의 세 가지 유형으로 나뉘었다. 경보병은 전투 외에도 치안 유지 임무를 수행하고 수비대에 복무했을 수 있으며, 주로 맨발에 투구 없이 활이나 창을 휘두르는 아람 부족민으로 구성되었을 것이다. 또한 이 그룹에는 엘람에서 고용된 숙련된 궁수들도 포함되었을 것이다. 중보병은 주로 궁수나 창병이었지만, 특징적인 뾰족한 투구와 방패를 장비했으며, 아슈르바니팔 시대 이전에는 갑옷이 없었다. 중갑보병은 창병, 궁수, 투석병을 포함했으며, 장화, 뾰족한 투구, 둥근 방패, 어린갑을 착용했다. 전투에서는 밀집 대형으로 싸웠다. 군대에 징집된 외국 징집병은 부조에서 종종 독특한 머리장식으로 구별할 수 있다.

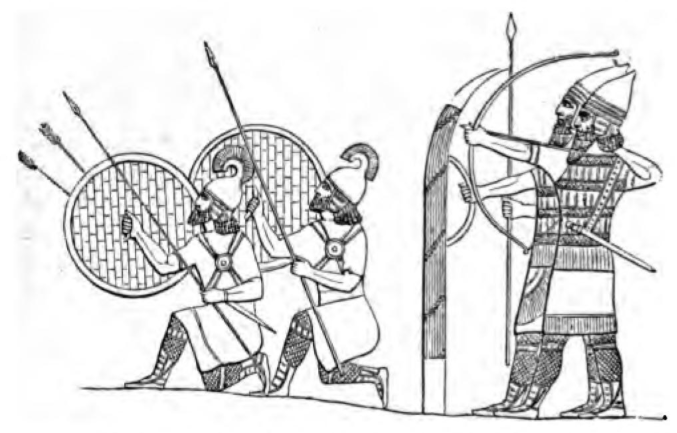
팔랑크스 대형을 이루는 신아시리아 병사들을 묘사한 신아시리아 부조의 선화

신아시리아 기병대(ša pētḫalli)는 아시리아 본토 북부에서 사육된 작은 말을 사용했다. 기병대는 rab muggi ša pētḫalli라는 칭호를 가진 장군이 지휘했다. 기병대는 어느 시점에 궁수(ṣāb qašti)와 창기병(ṣāb kabābi)의 두 가지 뚜렷한 그룹으로 나뉘었고, 이들 모두는 자신들의 무기 외에 검도 장비했다. 군대에는 아시리아와 우라르투가 종종 전쟁 중이었음에도 불구하고 우라르투 출신의 외국 기병도 포함되었다. 기병의 역할은 신아시리아 시대에 걸쳐 변화했다. 초기에는 기병대가 두 명씩 짝을 이루어 한 명은 화살을 쏘고 다른 한 명은 방패로 궁수를 보호했다. 나중에는 충격 기병이 도입되었다. 아슈르바니팔 시대에는 말에 가죽 갑옷과 머리에 청동판이 장착되었고, 기수는 비늘 갑옷을 입었다. 전차는 계속해서 의례적으로 사용되었고, 원정 시 왕들이 자주 사용했지만, 신아시리아 시대에는 군대의 주요 요소로서 기병으로 대체되었다.
원정 시 군대는 통역사(targumannu)와 안내자(rādi kibsi)를 적극적으로 활용했는데, 둘 다 아시리아에 재정착된 외국인들 중에서 선발되었을 것이다. 신아시리아 군대가 사용한 혁신적인 공성전 기술과 공성 무기에는 터널링, 강물 돌리기, 기아를 유발하기 위한 봉쇄, 공성탑, 사다리, 경사로, 충차가 포함되었다. 또 다른 혁신은 원정 시 군대가 세운 진지였는데, 접이식 가구와 텐트를 사용하여 신속하게 건설하고 해체할 수 있도록 신중하게 설계되었다.

## 사회

### 인구

#### 사회 계층, 위계 및 경제

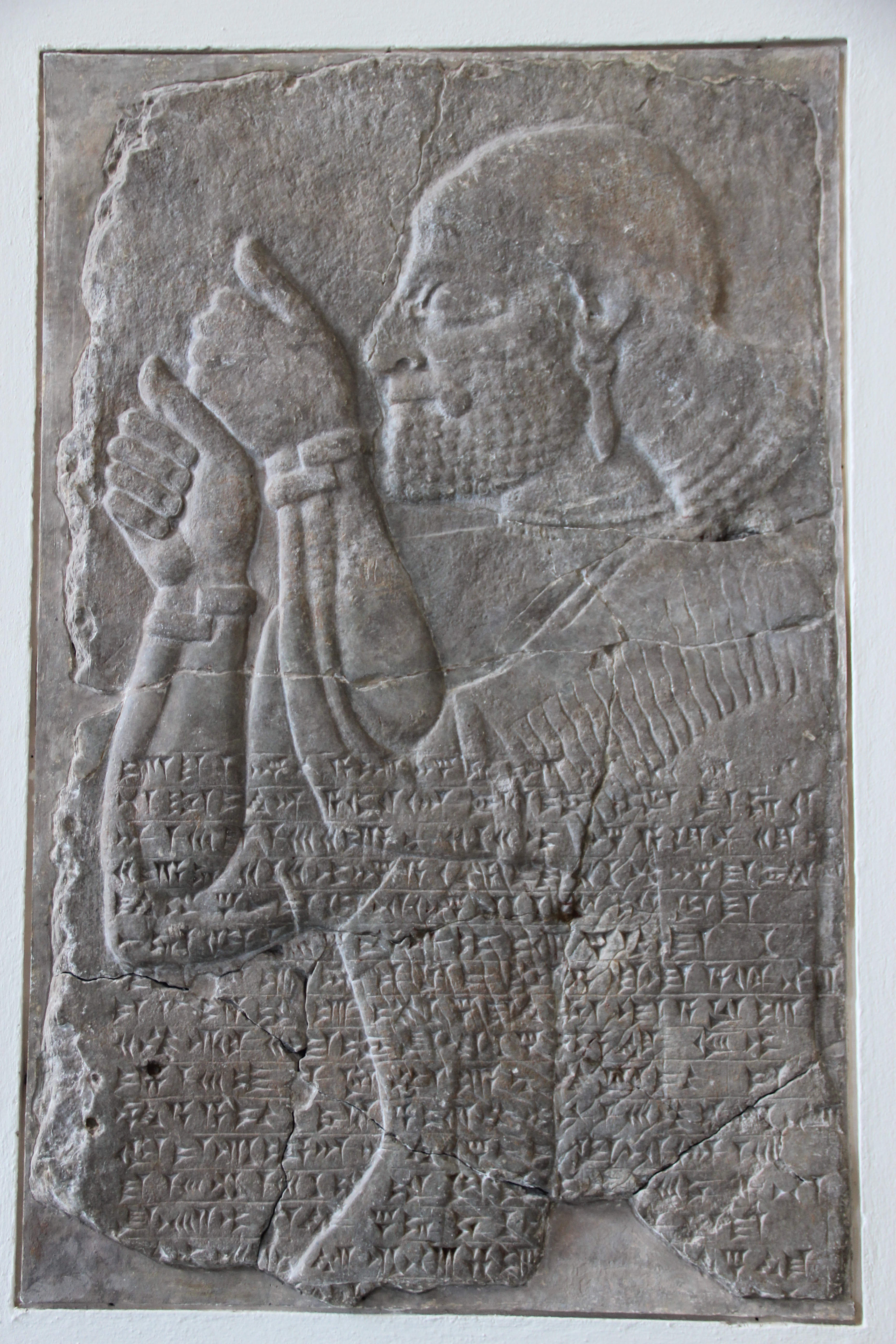
님루드 궁전에서 발견된 조공 바치는 사람을 묘사한 신아시리아 부조

신아시리아 사회의 최정점에는 왕이 있었다. 신아시리아 사회의 상위 계층에 속하지만 왕 아래에는 (명예와 권력의 내림차순으로) 왕세자, 나머지 왕족, 왕실 궁정, 행정관, 군 장교가 있었다. 아슈르나시르팔 2세가 님루드를 제국의 새로운 수도로 지정한 시점부터 환관들은 신아시리아 사회에서 매우 높은 지위를 차지했다. 시민 행정부와 군대의 최고 직책은 일반적으로 의도적으로 불분명하고 미천한 출신의 환관들이 차지했는데, 이는 그들이 왕에게 충성하도록 보장하기 위함이었다. 왕실 궁정의 구성원들은 종종 환관들에 의해 도시 엘리트 중에서 직접 선발되었다.
상위 계층 아래에는 아시리아 "시민", 반자유 노동자(보통 대부분 추방자로 구성됨), 그리고 노예가 있었다. 노예의 수는 크게 많지 않았으며, 전쟁 포로와 빚을 갚지 못해 부채 속박 상태가 된 아시리아인으로 구성되었다. 많은 경우, 아시리아 가족 집단, 즉 "씨족"은 제국 내에서 부족으로 불리는 큰 인구 집단을 형성했다. 꾸준히 아시리아 국가 관료에 봉사함으로써 가족이 사회적 지위를 상승시키는 것이 가능했다. 어떤 경우에는 한 개인이 탁월한 업적을 수행하여 그 가족의 지위를 여러 세대 동안 높이기도 했다. 외국인들이 신아시리아 제국에서 매우 높은 지위에 오를 수 있었던 것은 분명하며, 기원전 8세기 말에는 아람어 이름의 개인들이 고위직에 있었음이 입증되었다. 현존하는 대부분의 자료는 신아시리아 사회의 상위 계층에 대한 통찰만 제공하지만, 제국 인구의 압도적 다수는 가족 소유의 토지에서 일하는 농부였을 것이다.
가족과 부족은 농지 근처나 인접한 마을과 다른 정착지에 함께 살았다. 각 지역 정착지가 지역 시장(판결을 내리는 사람이라기보다는 관련된 당사자들에게 조언하는 의미에서)이 이끌고 국가 관료 내에서 정착지를 대표하는 것 외에 내부적으로 어떻게 조직되었는지는 명확하지 않다. 시장이 지역 문제를 국가에 전달할 책임이 있었을 가능성이 있다. 신아시리아 시대에는 일반 백성(지방 총독과 고위 관리들만 해당)에 의한 반란이 알려진 바가 없다. 모든 생산수단은 국가 소유였지만, 제국 내에는 활기찬 사적 경제 부문도 있었으며, 개인의 재산권은 정부에 의해 보장되었다. 모든 기념비적인 건설 프로젝트는 지방 총독으로부터 자재와 인력을 징집하여 국가가 수행했지만, 때때로 민간 계약업체의 도움을 받기도 했다.
민간 투자로 창출된 부는 국가의 부에 비하면 미미했으며, 국가는 제국에서 가장 큰 고용주였고 농업, 제조 및 광물 채굴에 대한 명백한 독점권을 가졌다. 제국 경제는 주로 엘리트에게 이득을 주었는데, 잉여 부가 정부로 흘러 들어가 제국 전역의 국가 유지에 사용되도록 구조화되어 있었기 때문이다.

#### 재정착 정책

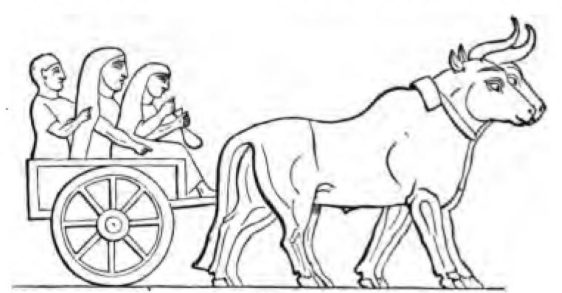
포로가 된 바빌로니아 도시를 소달구지에 싣고 떠나는 추방자 가족을 묘사한 신아시리아 부조의 선화

신아시리아 시대 초기의 아시리아 재정복 시기부터 아시리아인들은 점점 더 복잡한 추방 및 재정착 시스템을 광범위하게 사용했다. 대규모 재정착 프로젝트는 최근 패배한 적대 국가 및 도시에서 수행되었는데, 이는 지역 정체성을 파괴하여 지역 주민들이 아시리아에 대항하여 봉기할 위험을 줄이고, 사람들을 특정 저개발 지역에 정착시켜 자원을 더 잘 경작하도록 함으로써 제국의 자원을 최대한 활용하기 위함이었다. 비록 재정착된 인구에게는 감정적으로 파괴적일 수 있었고, 그들이 이주해 온 지역에게는 경제적으로 파괴적일 수 있었지만, 이 정책은 재정착된 사람들을 죽이는 것을 포함하지 않았으며, 오직 제국을 보호하고 유지를 효율화하기 위한 것이었다. 총 재정착된 개인의 수는 150만에서 450만 명으로 추정된다.

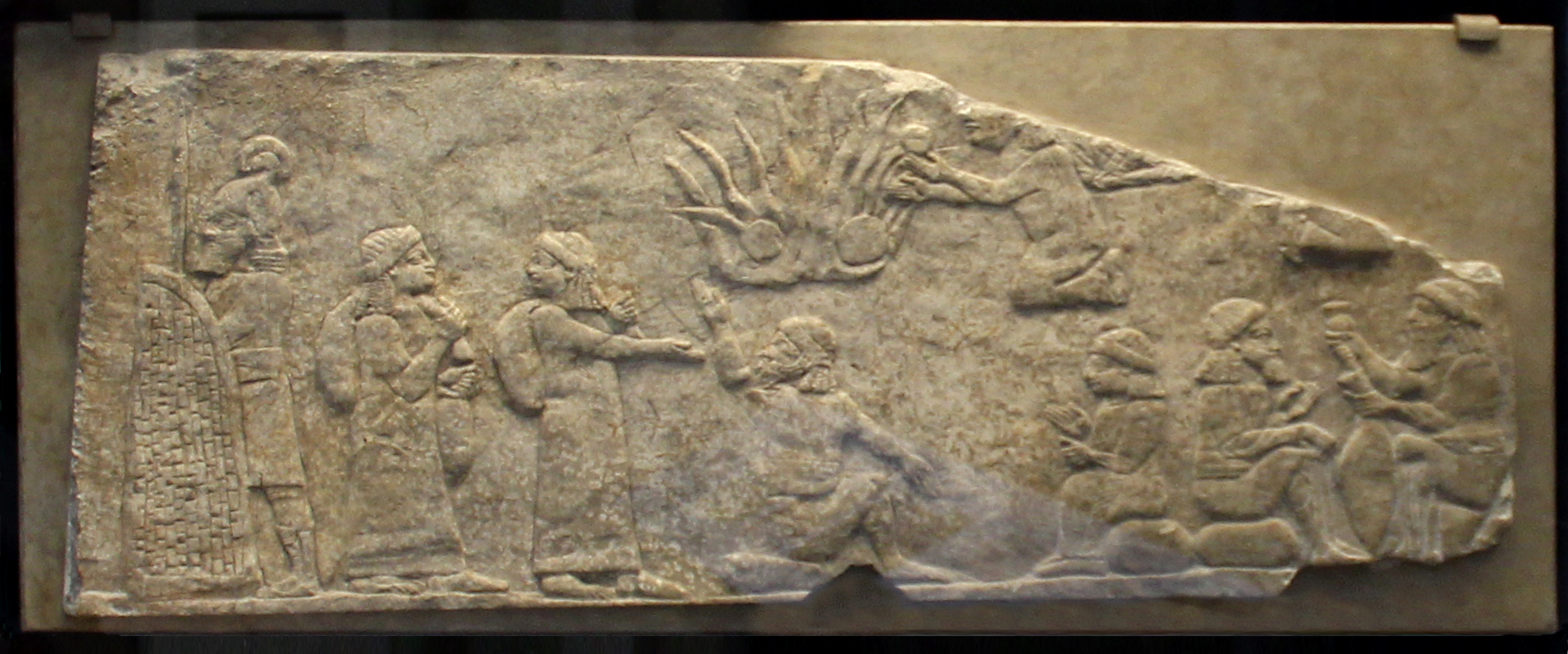
아슈르바니팔 시대의 부조, 아시리아 수비대 아래의 바빌로니아 포로들을 묘사

신아시리아 국가는 추방자들을 그들의 노동력과 능력 때문에 매우 귀중하게 여겼다. 재정착의 가장 중요한 이유 중 하나는 아시리아에서 개발된 농업 기술을 모든 지방에 도입함으로써 제국의 농업 기반 시설을 발전시키는 것이었다. 이 정책의 경제적 효과는 엄청났으며, 제국의 많은 지역에서 관개와 번영 면에서 상당한 개선을 경험했다. 아시리아 국가에 재정착된 사람들의 본질적인 가치 때문에, 재정착은 신중하게 계획되고 조직되었다. 추방자들의 여행은 일반적으로 가능한 한 편안하고 안전하게 재배치되었다. 재정착된 사람들은 소유물을 가져오고, 가족과 함께 정착하여 살 수 있었으며, 새로운 고향에서 자유롭게 생활할 수 있었다. 그들은 또한 더 이상 외국인으로 간주되지 않고 아시리아인으로 간주되었는데, 이는 시간이 지남에 따라 아시리아 국가에 대한 충성심을 높이는 데 기여했다. 이러한 아시리아인으로서의 인정은 이름뿐만이 아니었다. 문서적 증거는 새로운 정착민들이 수세대 동안 같은 지역에 살았던 옛 주민들과 아시리아 국가에 의해 전혀 다르게 대우받지 않았음을 증명한다. 아시리아인들은 재정착을 처벌보다는 매력적인 기회로 여겼던 것으로 보이는데, 재정착될 사람들은 복잡한 선택 과정을 통해 신중하게 선택되었고, 비교적 편안하게 운송되었으며, 가족과 함께 계속 살았기 때문이다. 그들의 원래 거주지는 아시리아와의 전쟁으로 인해 많은 경우 황폐화되었거나 파괴되었을 가능성이 있다.
재정착의 결과이자 캐런 래드너가 "아시리아 제국의 가장 지속적인 유산"이라고 말한 것은 근동의 문화적 다양성을 희석시켜 이 지역의 민족언어적 구성을 영원히 변화시키고 아람어가 지역 링구아 프랑카로 부상하는 데 기여했다. 아람어는 서기 14세기 일 칸국과 티무르 제국 아래에서 기독교인들에 대한 탄압이 있기까지 이 지역의 링구아 프랑카로 남아 있었다.

### 언어

#### 아카드어

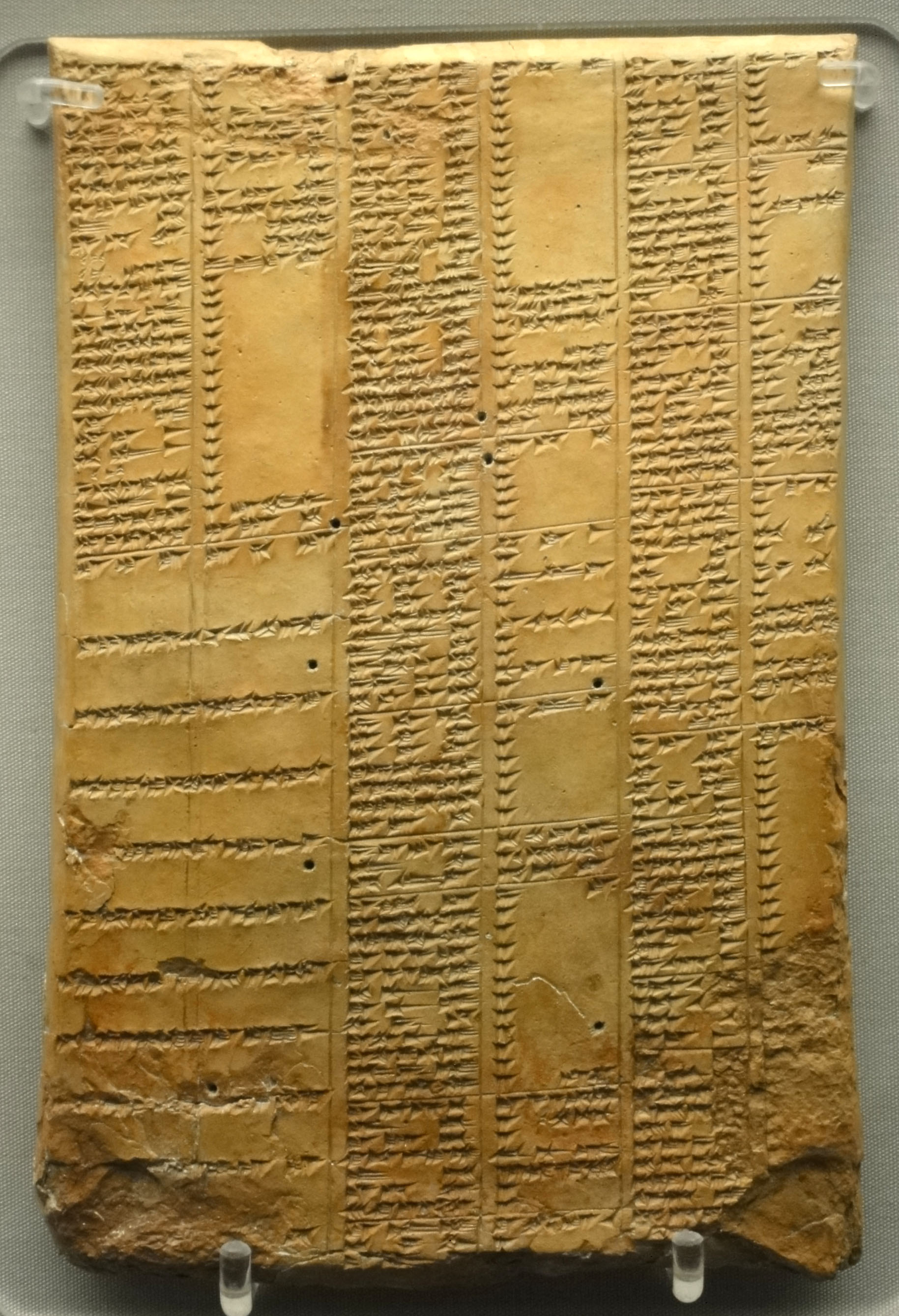
아슈르바니팔 도서관에서 발견된 신아시리아 쐐기 문자 점토판, 동의어 목록을 포함하고 있다

고대 아시리아인들은 주로 셈어파에 속하는 아시리아어를 말하고 썼는데 (즉, 현대 히브리어 및 아랍어와 관련이 있음), 남부 메소포타미아에서 사용되던 바빌로니아어와 밀접하게 관련되어 있다. 아시리아어와 바빌로니아어는 모두 현대 학자들에 의해 아카드어의 뚜렷한 방언으로 일반적으로 간주된다. 이는 현대적인 관습으로, 동시대 고대 저자들은 아시리아어와 바빌로니아어를 두 개의 별개 언어로 간주했다. 바빌로니아어만이 akkadûm으로 불렸으며, 아시리아어는 aššurû 또는 aššurāyu로 불렸다. 둘 다 쐐기 문자로 쓰였지만, 글자들은 상당히 다르게 생겼고 비교적 쉽게 구별할 수 있다. 신아시리아 제국은 행정의 모든 수준에서 전통적인 아카드어 쐐기 문자 쓰기를 후원한 마지막 국가였다. 그 결과, 고대 메소포타미아의 문자 전통과 쓰기 관행은 신아시리아 시대에 전례 없는 수준으로 번성했다. 쐐기 문자 문서는 전통적인 아카드어 사용 지역인 아시리아 본토와 바빌로니아뿐만 아니라, 제국 전역의 관리와 서기들에 의해 작성되었다. 신아시리아 제국 전성기에는 오늘날 이스라엘, 레바논, 튀르키예, 시리아, 요르단, 이란과 같은 나라에 속하는 지역에서 쐐기 문자 문서가 작성되었는데, 이 지역들은 수세기 동안 쐐기 문자 기록을 생산하지 않았고, 어떤 경우에는 이전에는 전혀 쐐기 문자 기록을 생산한 적이 없었다.
신아시리아 제국에서는 아카드어의 세 가지 뚜렷한 버전, 즉 방언이 사용되었다. 표준 바빌로니아어, 신아시리아어, 신바빌로니아어였다. 표준 바빌로니아어는 기원전 1500년경에 사용되던 고대 바빌로니아어의 고도로 체계화된 버전으로, 고급 문화 언어로서 거의 모든 학술 문서, 문학 및 시에 사용되었다. 신아시리아 엘리트의 문화는 남부 바빌로니아의 강한 영향을 받았다. 그리스 문명이 고대 로마에서 존경받고 영향을 미쳤던 것과 유사하게, 아시리아인들은 바빌론과 그 고대 문화에 대해 많은 존경심을 가지고 있었다. 바빌로니아와 아시리아 중앙 정부 사이의 정치적 관계는 가변적이고 불안정했지만, 남부에 대한 문화적 존경은 신아시리아 시대 내내 꾸준했다. 표준 바빌로니아어로 작성된 많은 문서는 원래 남부 메소포타미아 출신이었으나 북부에서 고용된 서기들에 의해 작성되었다. 아카드어의 신아시리아 및 신바빌로니아 형태는 모국어였으며, 각각 북부 및 남부 메소포타미아 사람들의 주요 구어였다.

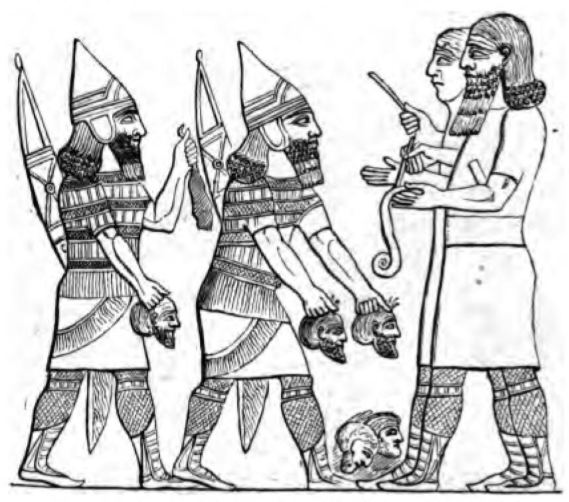
병사들이 죽인 적의 수를 기록하는 신아시리아 서기관들을 묘사한 부조의 선화

신아시리아어는 현존하는 시가 포함된 일부 점토판과 왕실 서신에 더 두드러지게 사용되었다. 제국의 다언어적 특성 때문에 신아시리아 시대 동안 아시리아어에 유입된 많은 차용어가 확인된다. 현존하는 쐐기 문자 문서의 수는 아슈르바니팔 통치 후반에 상당히 줄어드는데, 이는 아마도 가죽 두루마리나 파피루스 같은 부패하기 쉬운 재료에 자주 쓰여진 아람어 사용 증가 때문일 것이다. 그러나 신아시리아 아카드어는 후기 제국 후기까지도 완전히 사라지지 않았다.

#### 아람어
신아시리아 제국의 제국주의는 여러 면에서 후대 제국들과 달랐다. 아마도 가장 큰 차이점은 신아시리아 왕들이 어떤 시점에도 아시리아 본토 밖에서 정복한 외국 민족들에게 자신들의 종교나 언어를 강요하지 않았다는 것이다. 아시리아의 국가 신 아슈르는 북부 메소포타미아 밖에는 중요한 신전이 없었으며, 신아시리아어는 지방 총독들이 사용하는 공식 언어였음에도 불구하고 정복된 민족들에게 강요되지 않았다. 외국어에 대한 이러한 억압의 부족과 중아시리아 및 초기 신아시리아 시대에 아람어 사용자들이 제국으로 유입되는 증가 추세는 아람어 확산을 촉진했다. 아람어는 셈어족(제국 전역에서 사용되는 많은 언어를 포함하는 언어군)에서 가장 널리 사용되고 상호 이해 가능한 언어였기 때문에, 신아시리아 시대 내내 중요성이 커졌고, 심지어 아시리아 본토 내에서도 신아시리아어를 점차 대체했다. 기원전 9세기부터 아람어는 신아시리아 제국의 데 팍토 링구아 프랑카가 되었고, 신아시리아어와 다른 형태의 아카드어는 정치 엘리트의 언어로 전락했다.

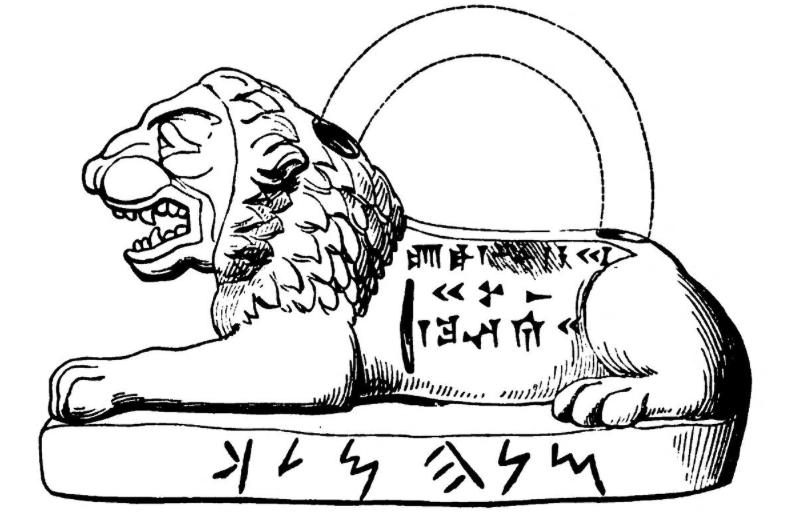
샬마네세르 5세(기원전 727년~722년)의 것이었던 아시리아 사자 무게추의 선화. 무게추의 비문은 아카드어(몸체)와 아람어(바닥)로 되어 있다.

성장에도 불구하고 신아시리아 시대의 아람어 현존 사례는 아카드어 기록보다 훨씬 적은데, 이는 대부분 아람어 서기관들이 기록을 위해 부패하기 쉬운 재료를 주로 사용했기 때문이다. 비문에서 아람어 기록이 다소 부족한 것은 이 언어가 낮은 지위를 가졌다는 것을 반영하지 않는다. 왕실 비문은 거의 항상 고도로 체계화되고 확립된 방식으로 작성되었기 때문이다. 일부 아람어 돌 비문이 알려져 있으며, 심지어 아카드어와 아람어로 같은 텍스트가 작성된 이중 언어 비문의 몇 가지 사례도 있다.
신아시리아 제국이 아카드어를 장려했음에도 불구하고 아람어는 널리 사용되는 모국어로 성장했으며, 샬마네세르 3세 통치 초기에 이미 공식적인 국가 관련 용도로 사용되기 시작했다. 그가 님루드에 건설한 궁전에서 아람어 문서의 일부 예가 발견된 것으로 보아 알 수 있다. 그러나 아카드어와 아람어의 관계는 다소 복잡했다. 사르곤 2세는 왕실 서신에 부적합하다고 명시적으로 아람어를 거부했지만, 아람어는 그의 전임자 샬마네세르 5세 아래에서 공식적으로 인정된 언어였음이 분명하다. 샬마네세르 5세는 사자 무게추 한 세트를 소유하고 있었는데, 여기에는 아카드어와 아람어로 텍스트가 새겨져 있었다. 사르곤 2세 시대에 왕실 서신에 아람어 사용 문제가 제기된 것 자체가 중요한 발전이었다. 티글라트-필레세르 3세부터 아슈르바니팔까지의 왕들이 건설한 궁전의 부조에는 아카드어와 아람어로 쓰는 서기들이 나란히 묘사되어 있는데, 이는 아람어가 제국 행정부에서 사용되는 공식 언어의 지위로 상승했음을 확인시켜준다.

#### 기타 언어
신아시리아 제국은 매우 다국어적이었다. 팽창주의를 통해 제국은 근동 전역에 걸쳐 광활한 땅을 지배하게 되었으며, 이 지역에서는 다양한 언어가 사용되었다. 이러한 언어에는 다양한 셈어족 언어(페니키아어, 히브리어, 아랍어, 우가리트어, 모압어, 에돔어 포함)뿐만 아니라 많은 비셈어족 언어, 예를 들어 인도유럽어족 언어(루위아어 및 메디아어 포함), 후르리어족 언어(우라르투어 및 슈프리아어 포함), 아프리카아시아어족(이집트어), 그리고 고립어(만네아어 및 엘람어 포함)가 있었다. 비록 더 이상 사용되지는 않았지만, 신아시리아 시대의 일부 학술 텍스트는 고대 수메르어로도 작성되었다. 필요했음에도 불구하고 신아시리아 텍스트에는 통역사(번역사)(targumānu)에 대한 언급이 거의 없다. 통역사는 아시리아인들이 비셈어족 언어 사용자들과 소통할 때만 언급된다.

### 학술 및 공학

#### 문학

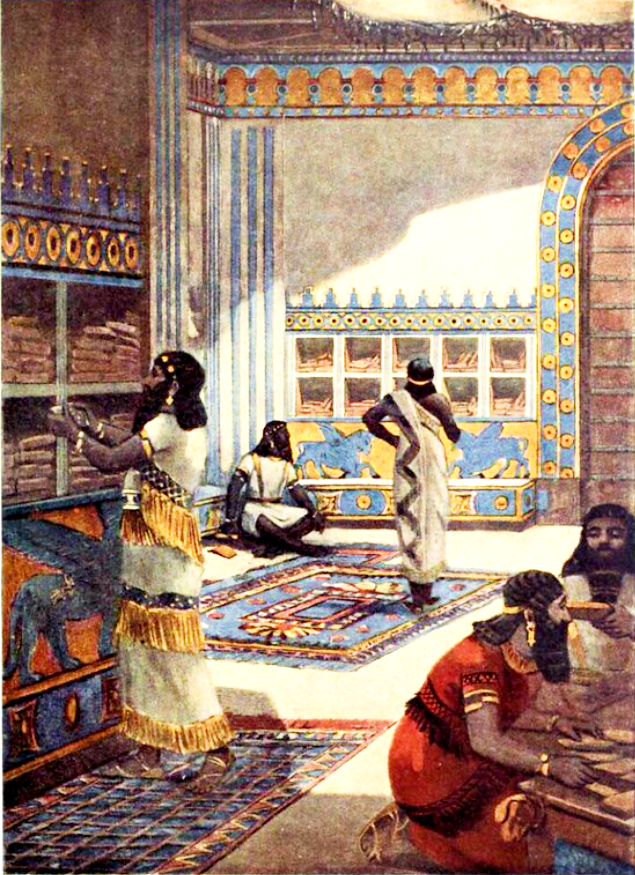
아슈르바니팔 도서관 재건 모형

아시리아 학문의 시작은 관습적으로 중아시리아 제국 초기인 기원전 14세기경으로 잡는다. 이때 아시리아인들은 바빌로니아 학문에 활발한 관심을 보이기 시작했고, 이를 자신들의 학문 전통으로 발전시켰다. 학문의 지위 상승은 왕들이 지식을 축적하는 것을 권력을 강화하는 방법으로 여기기 시작한 것과 관련이 있을 수 있다. 신아시리아 시대에는 학문에 대한 왕실의 태도에 현저한 변화가 있었다. 이전에는 지식 보존이 신전과 개인의 책임으로 여겨졌지만, 점점 더 왕 자신의 책임으로도 간주되었다. 신아시리아 학문의 역사는 이미 기원전 9세기 투쿨티-닌우르타 2세 시대에 시작된 것으로 보인다. 그는 수석 학자 직책이 처음으로 입증된 아시리아 왕이기 때문이다. 투쿨티-닌우르타 시대에는 이 직책을 후대의 영향력 있는 조언가 및 서기관 가문의 조상인 가부-일라니-에레시가 맡았다.
도서관은 서기관 문화와 학문을 유지하고 과거의 지식을 보존하기 위해 건설되었다. 이러한 도서관은 신전과 왕실 궁전에만 한정되지 않고, 개별 학자들이 직접 만들고 보관한 사립 도서관도 있었다. 신아시리아 도서관에서 발견된 텍스트는 예언 텍스트, 예언 보고서, 환자 치료법(의학적 또는 마법적), 의례 텍스트, 주문, 기도문 및 찬송가, 학교 텍스트, 문학 텍스트 등 다양한 장르에 걸쳐 있다. 메소포타미아 역사상 가장 크고 중요한 왕실 도서관은 아슈르바니팔 도서관이었는데, 아슈르바니팔이 아시리아와 바빌로니아 도서관에서 점토판을 수집하는 야심찬 프로젝트였다. 이 도서관의 텍스트는 제국 전역에서 기존 점토판을 모으는 것과 함께 서기들에게 기존 작품을 자신들의 도서관에서 복사하여 왕에게 보내도록 의뢰(즉, 비용을 지불)함으로써 수집되었다. 총 아슈르바니팔 도서관에는 3만 점 이상의 문서가 포함되어 있었다. 아마도 신아시리아 왕들이 대규모 왕실 도서관을 만든 이유 중 하나는 그들이 점술가들이 수행하는 점술만으로는 충분하지 않다고 여겼고, 대신 관련 참고 문헌에 직접 접근하기를 원했기 때문에 관련 텍스트가 담긴 쐐기 문자 점토판을 수집했던 것일 수 있다 (비록 도서관 내용의 대부분이 점술 텍스트는 아니었지만).

#### 시민 기술

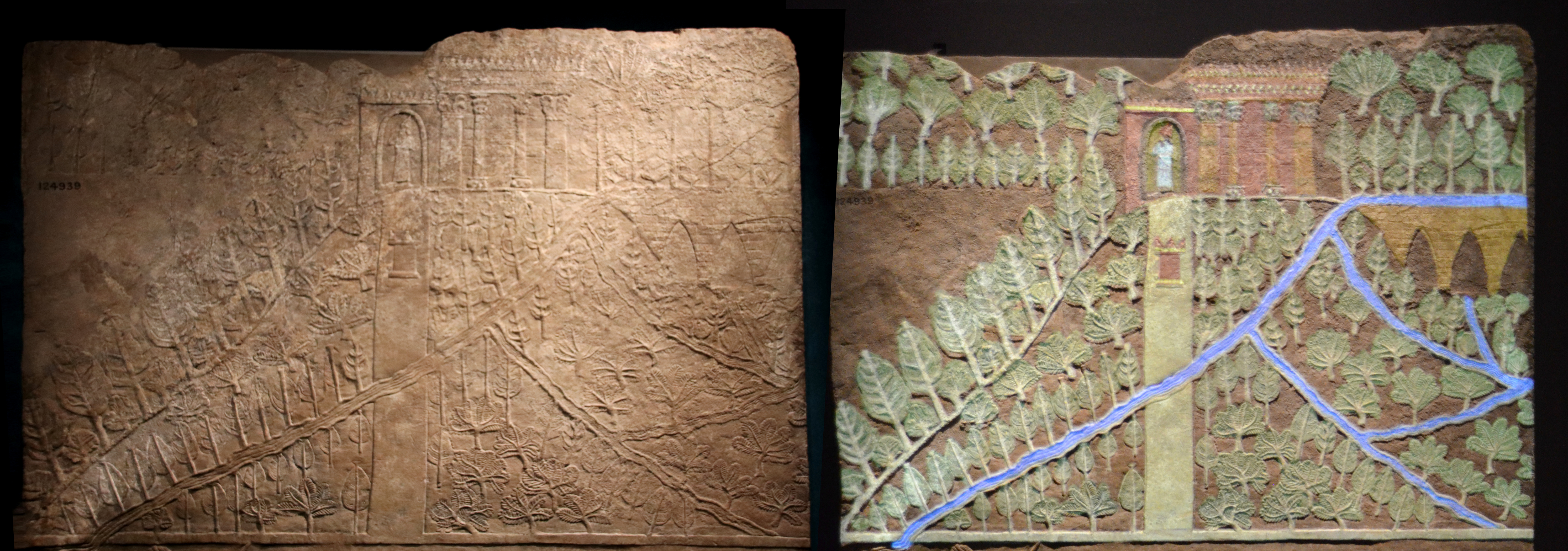
니네베에 있는 아슈르바니팔의 정원(왼쪽)과 채색 복원도(오른쪽)를 묘사한 부조. 부조의 오른쪽에서 볼 수 있듯이, 정원은 정교한 관개 용수로를 특징으로 한다.

신아시리아 제국은 여러 복잡한 기술 프로젝트를 수행했는데, 이는 정교한 기술 지식을 보여준다. 신아시리아 문헌에는 시팀갈루("수석 건축가"), 셀라파유("건축가"), 에틴누("주택 건축가"), 구갈루("수로 검사관")와 같은 직책을 가진 개인들이 공학적 작업을 수행했음이 증명된다.
신아시리아 시대의 가장 인상적인 공학 및 건설 프로젝트 중에는 새로운 수도(님루드, 두르샤루킨, 니네베)의 반복적인 건설 및 개조가 있었다. 이 유적지에서의 건설 작업을 기념하는 왕실 비문 덕분에 건축 과정은 비교적 잘 알려져 있다. 아시리아 공학의 정교함 수준은 대형 건물 전체에 걸친 조명, 화장실, 지붕, 안뜰의 수로화와 같은 기술 문제에 대한 해결책에서 분명히 드러난다. 기념비적인 건물의 기초, 벽, 테라스와 같은 모든 부분은 건설 시작 전에 인력과 재료를 모아야 했기 때문에 정확하게 계획되어야 했다. 흔한 과제는 대형 방의 지붕을 건설하는 것이었는데, 아시리아인들은 목재 빔만을 사용하여 지붕을 지탱해야 했다. 그 결과, 대형 대표실은 종종 폭보다 훨씬 길었다. 왕들이 전임자들을 능가하려는 일반적인 경향이 있었다. 센나케립의 니네베 궁전은 사르곤 2세의 궁전보다 상당히 컸고, 사르곤 2세의 궁전은 샬마네세르 3세의 궁전보다 상당히 컸다. 모든 신아시리아 수도는 대규모 공원으로 조성되었는데, 이는 신아시리아 시대의 새로운 혁신이었다. 공원은 먼 나라에서 가져온 이국적인 식물을 전시할 뿐만 아니라 인공 언덕과 연못, 정자 및 기타 작은 건물을 추가하여 경관을 수정하는 등 복잡한 공학 작업이었다.

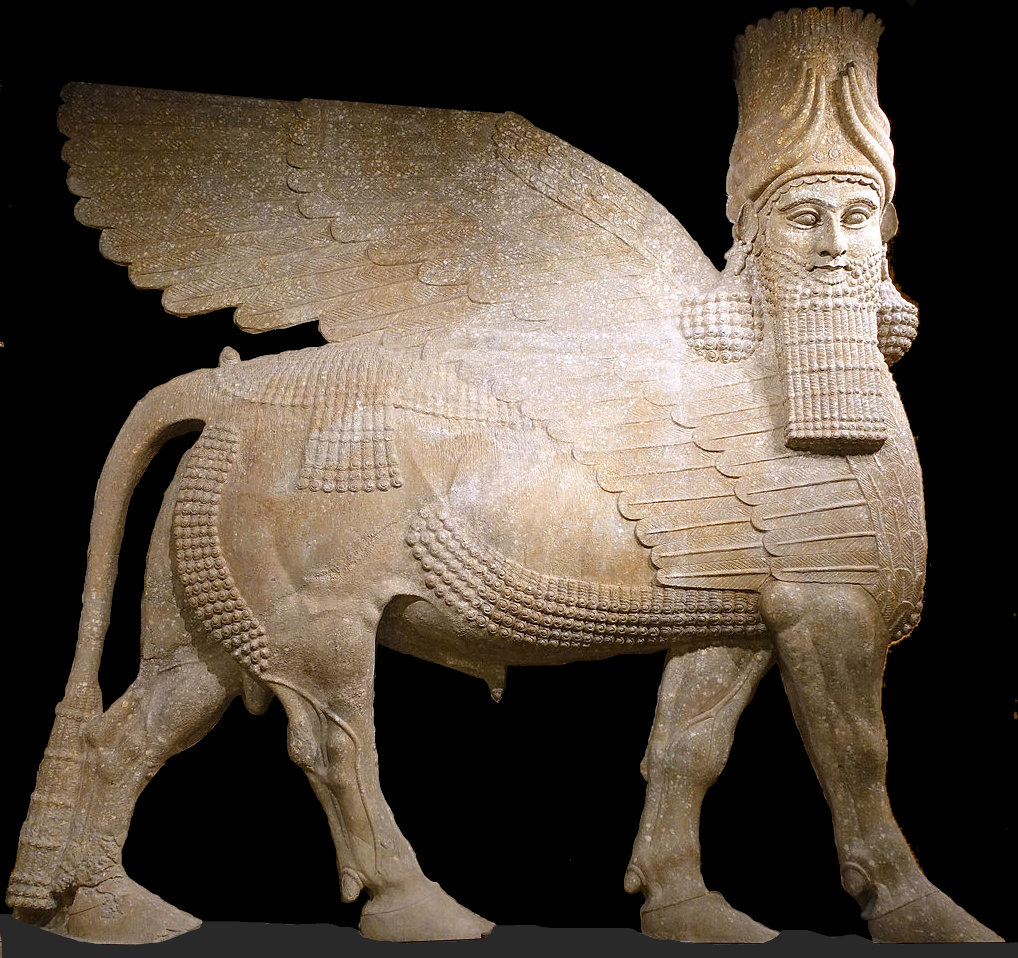
두르샤루킨에 있는 사르곤 2세 궁전의 거대한 라마수

새로 건설되거나 개조된 도시에 물을 공급하기 위해 아시리아인들은 동쪽과 북쪽의 먼 산악 지역에서 물을 끌어오고 운반하는 고도로 발전된 수리 시설을 건설했다. 바빌로니아에서는 일반적으로 티그리스강에서 물을 단순히 끌어왔지만, 아시리아에서는 강 수위와 주변 지형의 차이, 그리고 수위 변화 때문에 그렇게 하기가 어려웠다. 가뭄 기간이 종종 아시리아의 건조 농업을 위협했기 때문에, 여러 신아시리아 왕들은 새로운 운하를 파는 등 대규모 관개 프로젝트도 수행했다. 신아시리아 시대의 가장 야심찬 수리 공학 프로젝트는 센나케립이 니네베를 개조하는 동안 착수되었다. 그의 건설 프로젝트의 일환으로, 총 150km(93.2마일) 이상을 덮는 4개의 대규모 운하 시스템이 네 개의 다른 방향에서 도시와 연결되었다. 이 시스템에는 운하뿐만 아니라 터널, 보, 용수로, 그리고 자연적인 수도도 포함되었다. 중요하지만 더 작은 수리 시설에는 궁전과 사원뿐만 아니라 개인 주택의 하수 및 배수 시스템도 포함되어 폐수를 처리하고 마당, 지붕, 화장실을 효율적으로 배수할 수 있었다.
또 다른 공학적 과제는 먼 곳에서 물품과 자재, 때로는 매우 무거운 짐을 운반하는 것이었다. 예를 들어, 목재는 아시리아 본토에서는 상대적으로 부족했기 때문에 먼 곳의 숲에서 수집하여 중요한 건축 자재로 사용하기 위해 뗏목이나 배로 아시리아로 운반해야 했다. 가장 어려운 유형의 운송은 다양한 건축 프로젝트에 필요한 큰 돌 블록의 운송이었다. 여러 아시리아 왕들은 특히 자신들의 궁전을 위한 거대한 라마수(인간의 머리와 날개, 황소의 몸을 가진 보호용 돌 조각상)를 만드는 데 필요한 단일 거대한 돌 블록의 운송에 수반되는 어려움을 왕실 비문에 언급한다. 돌은 수도에서 수 킬로미터 떨어진 채석장에서 운반해야 했고, 일반적으로 배로 운송되었기 때문에 어려운 과정이었고 도중에 여러 배가 침몰했다. 센나케립 시대에 들어서야 티그리스 강 좌안에 새로운 채석장이 열렸는데, 이는 돌을 완전히 육로로 운송할 수 있게 했으며, 이는 더 안전하지만 여전히 많은 노동력을 필요로 하는 프로젝트였다. 육로로 운송할 때, 거대한 돌들은 감독관이 감독하는 4개의 작업 팀에 의해 목재 판자나 롤러를 사용하여 이동되었다.

## 유산

### 문화적 영향과 유산

#### 문학 및 종교적 전통

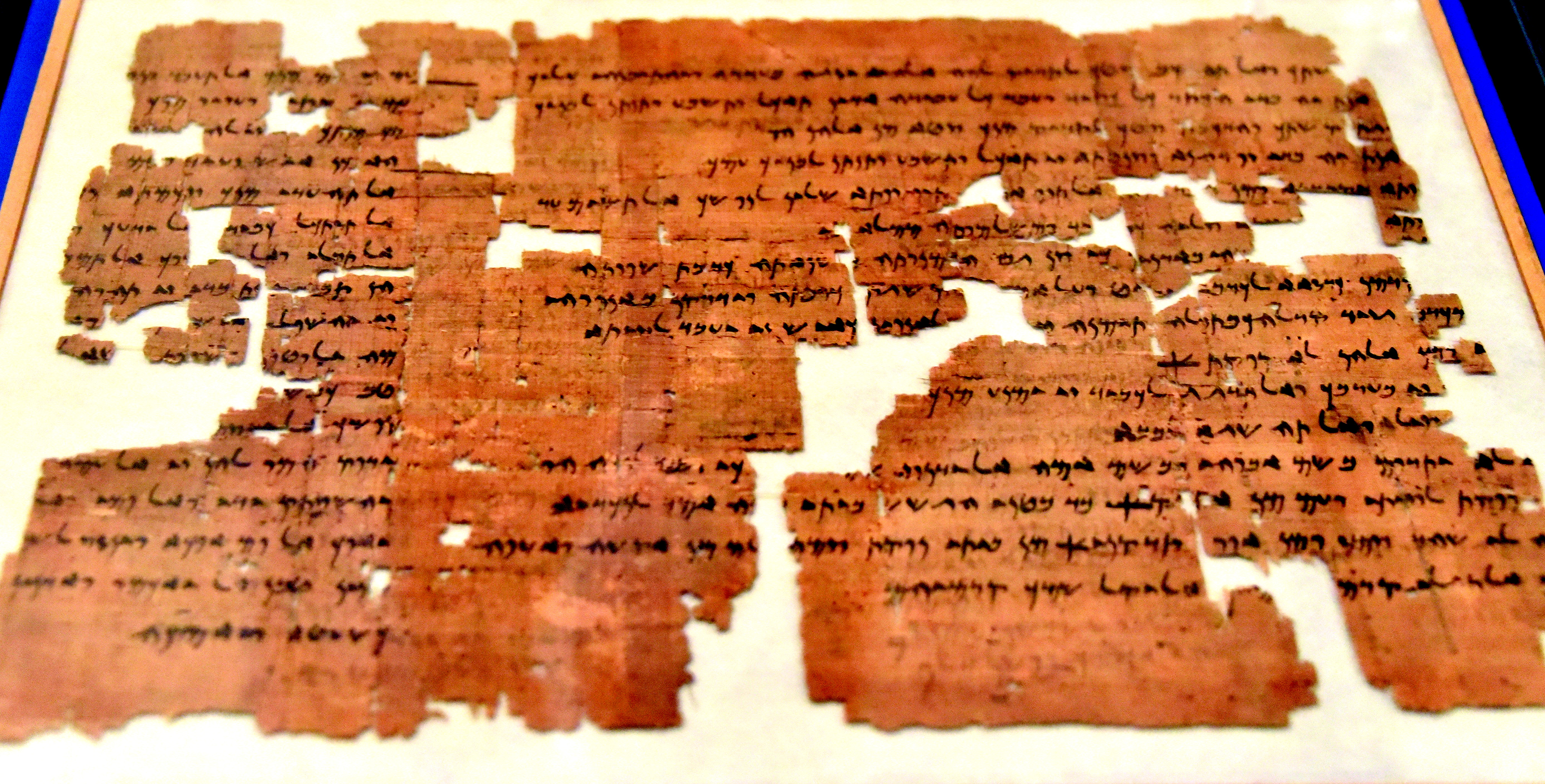
c. 기원전 500년경 이집트 엘레판티네섬에서 발견된 아히카르 이야기가 담긴 이집트 파피루스

신아시리아 제국은 엄청난 문화적 유산을 남겼다. 북부 메소포타미아 사람들은 자신들의 고대 문명에 대한 기억을 계속 유지했으며, 사산 제국 시대까지 쓰여진 지역 역사서에서 아시리아 제국과 긍정적으로 연결시켰다. 사르곤 2세, 센나케립, 에사르하돈, 아슈르바니팔, 샤마시-슈마-우킨과 같은 인물들은 오랫동안 지역 민속과 문학 전통에 등장했다. 사산 제국 시대와 그 이후 시대의 이야기들은 대체로 고대 아시리아 역사에 기반을 두었지만, 지역적이고 현재적인 풍경에 적용된 창작된 이야기들이었다. 중세 시대에 아람어(또는 시리아어)로 쓰여진 이야기들은 대체로 센나케립을 가족 불화의 일환으로 암살당한 전형적인 이교도 왕으로 묘사하며, 그의 자녀들은 기독교로 개종한다. 4세기를 배경으로 하지만 그 이후 훨씬 뒤에 쓰여진 베흐남과 사라와 40 순교자들의 전설은 센나케립을 신하립이라는 이름으로 그들의 왕실 아버지로 묘사한다. 베흐남이 기독교로 개종한 후, 신하립은 그의 처형을 명령하지만, 나중에 위험한 병에 걸리고, 아수르에서 사도 마태오에게 세례를 받아 치료된다. 감사하는 마음에 신하립은 기독교로 개종하고 모술 근처에 마르 베흐남 수도원이라는 중요한 수도원을 세운다.

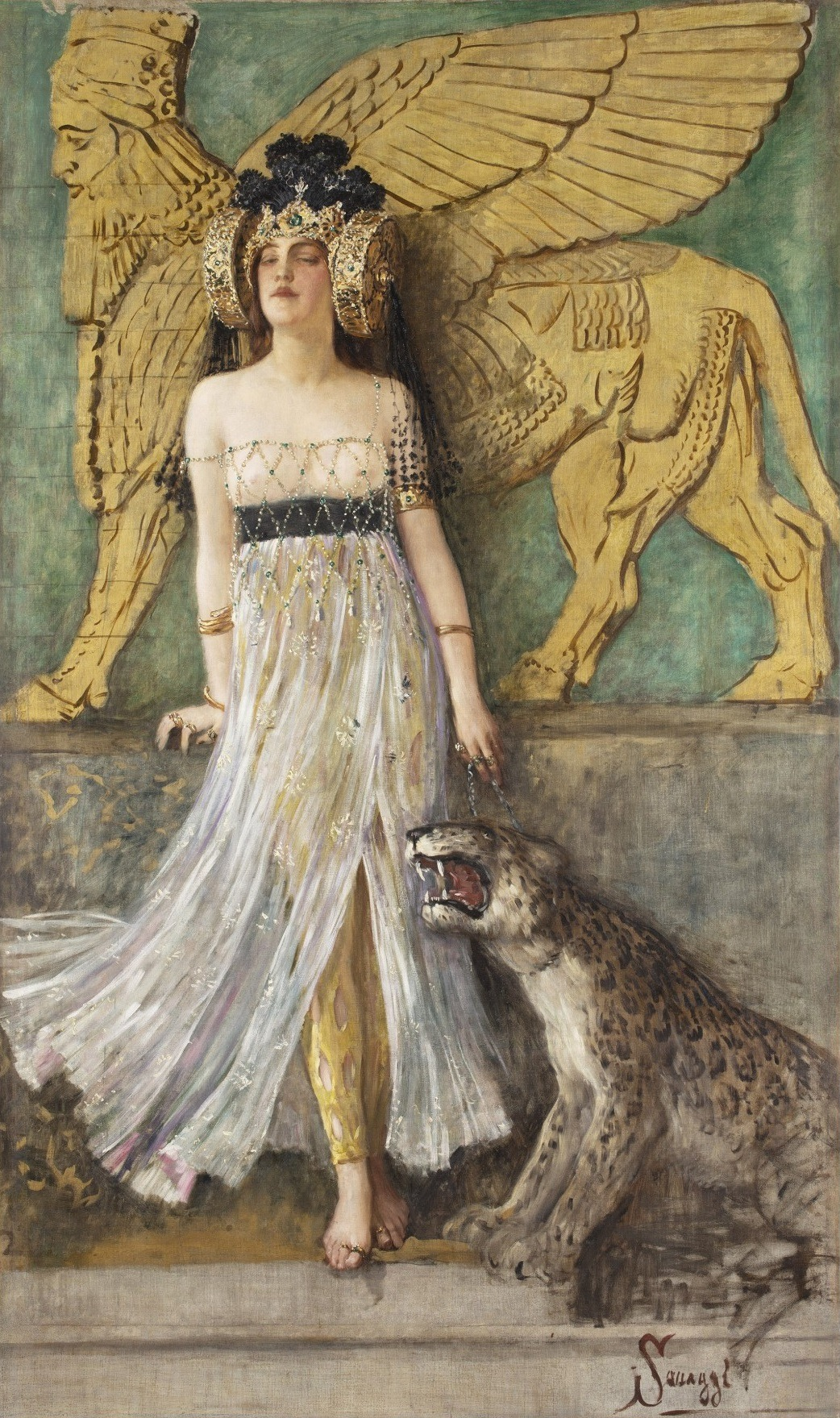
체사레 사카기의 《위대한 세미라미스, 아시리아의 여왕》

일부 아람어 이야기들은 북부 메소포타미아를 훨씬 넘어 퍼져나갔다. 아히카르 이야기는 센나케립과 에사르하돈의 전설적인 왕실 고문인 아히카르를 다루며  기원전 500년c.경 이집트 엘레판티네섬의 파피루스에서 처음으로 확인되었다. 이 이야기는 인기를 얻어 여러 언어로 번역되었다. 이집트의 다른 이야기로는 에사르하돈의 이집트 침공에 맞서 싸운 이집트 영웅 이나로스의 허구화된 이야기와 아슈르바니팔과 샤마시-슈마-우킨 사이의 내전을 다루는 이야기가 있다. 일부 이집트 이야기에는 샴무라마트를 바탕으로 한 것으로 보이는 세르폿이라는 아마조네스 여왕이 등장한다. 그리스-로마 문헌에는 아시리아의 몇 가지 전설이 알려져 있는데, 전설적인 인물 니누스에 의한 아시리아 제국과 니네베의 건국에 대한 허구적인 이야기, 그리고 니누스의 강력한 아내 세미라미스에 대한 이야기(샴무라마트의 또 다른 허구화된 버전)가 포함된다. 또한 제국의 몰락에 대한 전설적인 기록도 쓰여졌는데, 이는 여성적인 사르다나팔루스(아슈르바니팔의 허구화된 버전)의 통치와 잘못 연결되었다.

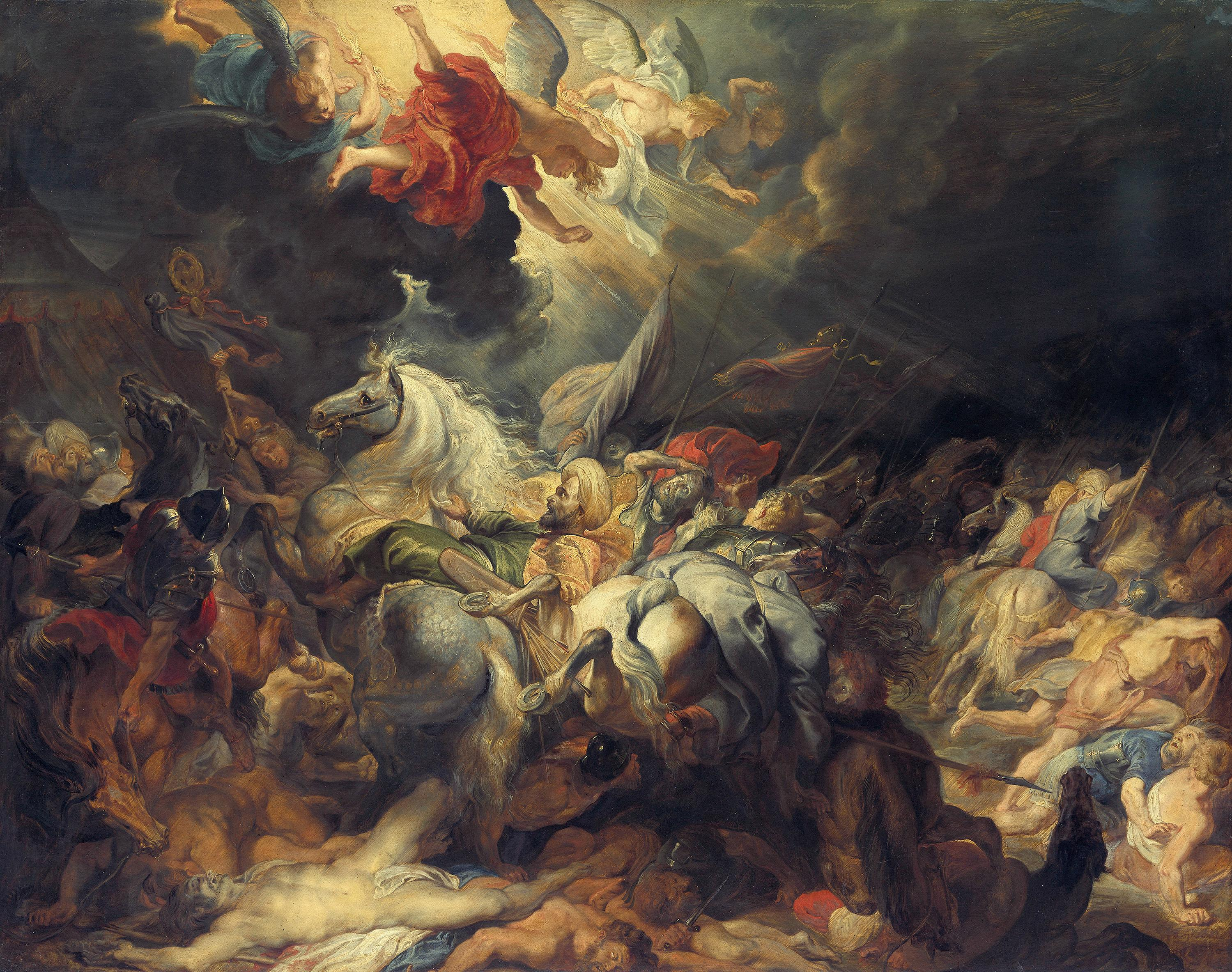
페테르 파울 루벤스의 《센나케립의 패배》

신아시리아 제국은 강제적인 종교 개종을 강요하지 않았지만, 거대한 제국주의 국가로서의 존재 자체는 주변 사람들의 종교적 견해를 변화시켰는데, 특히 히브리 왕국인 이스라엘과 유다에서 두드러졌다. 성경에는 아시리아가 약 150번 언급되는데, 히브리인들과 관련된 여러 중요한 사건, 가장 두드러지게 센나케립의 히즈키야에 대한 전쟁이 언급되며, 티글라트-필레세르 3세, 샬마네세르 5세, 사르곤 2세, 센나케립, 에사르하돈, 그리고 아마도 아슈르바니팔을 포함한 여러 신아시리아 왕들이 언급된다. 아시리아에 대한 일부 긍정적인 연관성도 포함되어 있지만, 성경은 일반적으로 신아시리아 제국을 제국주의적 침략자로 묘사한다. 비록 원래 역사적 자료에 기반을 둔 것으로 보이지만, 아시리아에 대한 성경적 서술은 다소 변경되었으므로 대부분 신뢰할 수 있는 역사적 기록으로 간주될 수 없다. 가장 두드러진 변경은 센나케립이 단순히 집으로 돌아간 것이 아니라 예루살렘 밖에서 천사에 의해 패배한 것으로 묘사되었다는 점이다. 유대 신학은 신아시리아 제국의 영향을 받았다. 성경의 신명기는 아시리아의 봉신 조약에 나타난 충성 맹세와 강한 유사성을 보이지만, 아시리아 왕에 대한 절대적인 충성이 아브라함의 신에 대한 절대적인 충성으로 대체되었다. 또한 성경의 일부 이야기는 아시리아 역사의 사건들에서 적어도 부분적으로 유래한 것으로 보인다. 요나와 고래 이야기는 이전의 샴무라마트에 관한 이야기에서 유래했을 수 있고, 요셉 이야기는 아마도 에사르하돈의 왕위 등극에서 적어도 부분적으로 영감을 받았을 것이다.
아마도 신아시리아 제국이 후대 아브라함 종교 전통에 미친 가장 큰 영향은 히브리인들 사이에서 새로운 종교적, "국가적" 정체성의 출현이 아시리아 제국주의가 제기한 정치적, 지적 도전의 직접적인 반응이었을 수 있다는 점이다. 신아시리아 제국 시대와 거의 일치하는 기간 동안 히브리 신학의 가장 중요한 혁신은 야훼를 유일신으로 격상시키고 나중에 유대교, 기독교 및 이슬람교를 특징지을 일신교의 시작이었다. 이러한 발전은 아슈르 신에 대한 아시리아인들의 준일신교 또는 아시리아 왕들의 독재적이고 보편적인 제국 통치에 대한 경험 이후에만 이루어졌다는 주장이 제기되었다.

#### 고고학적 재발견

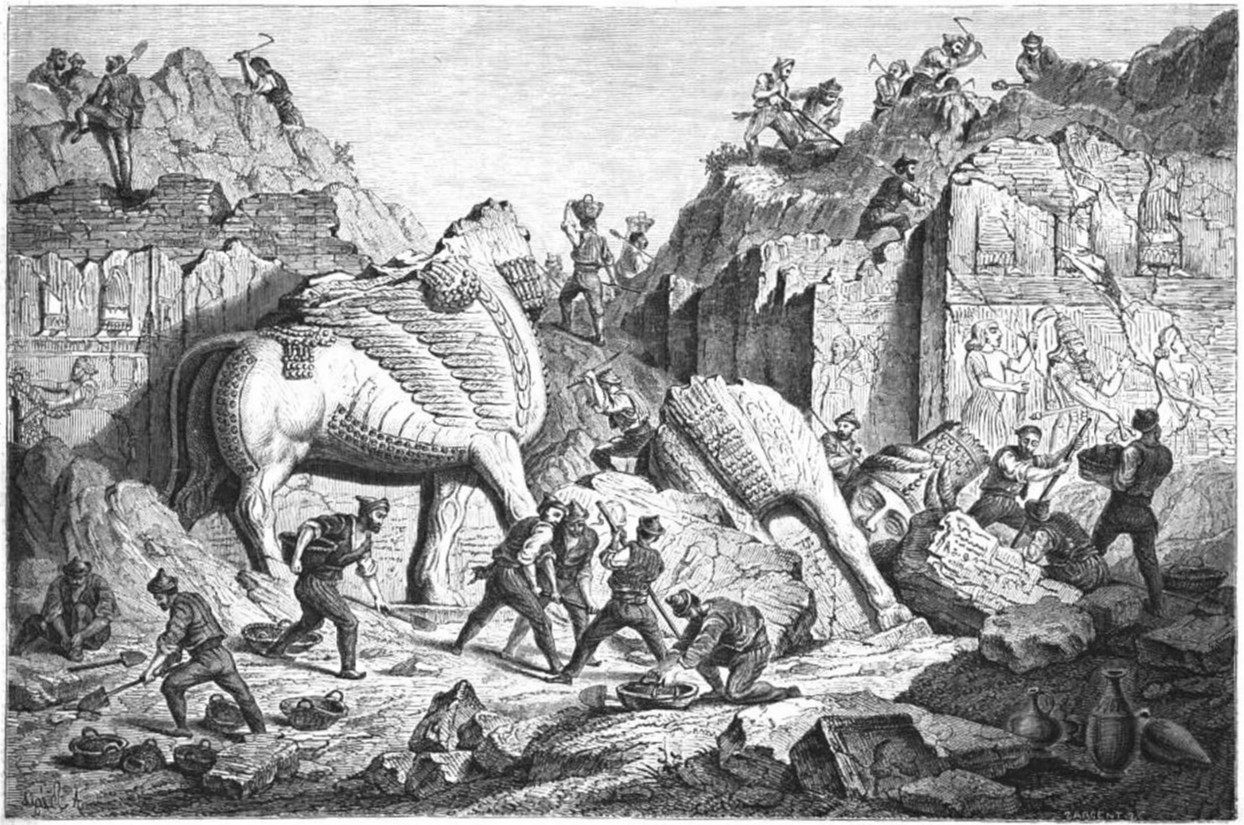
외젠 플랑댕이 1861년에 그린 두르샤루킨 유적 발굴 삽화

메디아인과 바빌로니아인들이 아시리아 본토를 정복했을 때, 그들은 아시리아의 위대한 기념물, 궁전, 신전, 도시들을 불태웠다. 아시리아인들은 흩어졌고, 대도시들은 오랫동안 거의 버려졌다. 비록 아시리아는 후기 제국 후기에, 주로 셀레우코스와 파르티아 아래에서 부흥을 경험했지만, 이 지역은 서기 3세기 사산 제국의 부상으로 다시 한번 황폐화되었다. 신아시리아 제국 시대부터 현재까지 도시 중심지로 계속 거주된 유일한 고대 아시리아 도시는 아르빌로 알려진 아르벨라이다.
북부 메소포타미아의 현지 주민들은 신아시리아 제국과 그 위대한 수도들의 위치를 결코 잊지 않았지만, 서방 세계에 아시리아에 대한 지식은 주로 성경의 끔찍한 기록과 고전 작가들의 고대 제국 묘사를 통해 수세기 동안 전해졌다. 다른 고대 문명들과 달리, 아시리아와 다른 메소포타미아 문명들은 지상에 웅장한 유적을 남기지 않았다. 남아있는 것은 평원 위에 풀로 덮인 거대한 언덕들뿐이었고, 여행자들은 때때로 이를 단순히 자연적인 지형으로 여겼다.

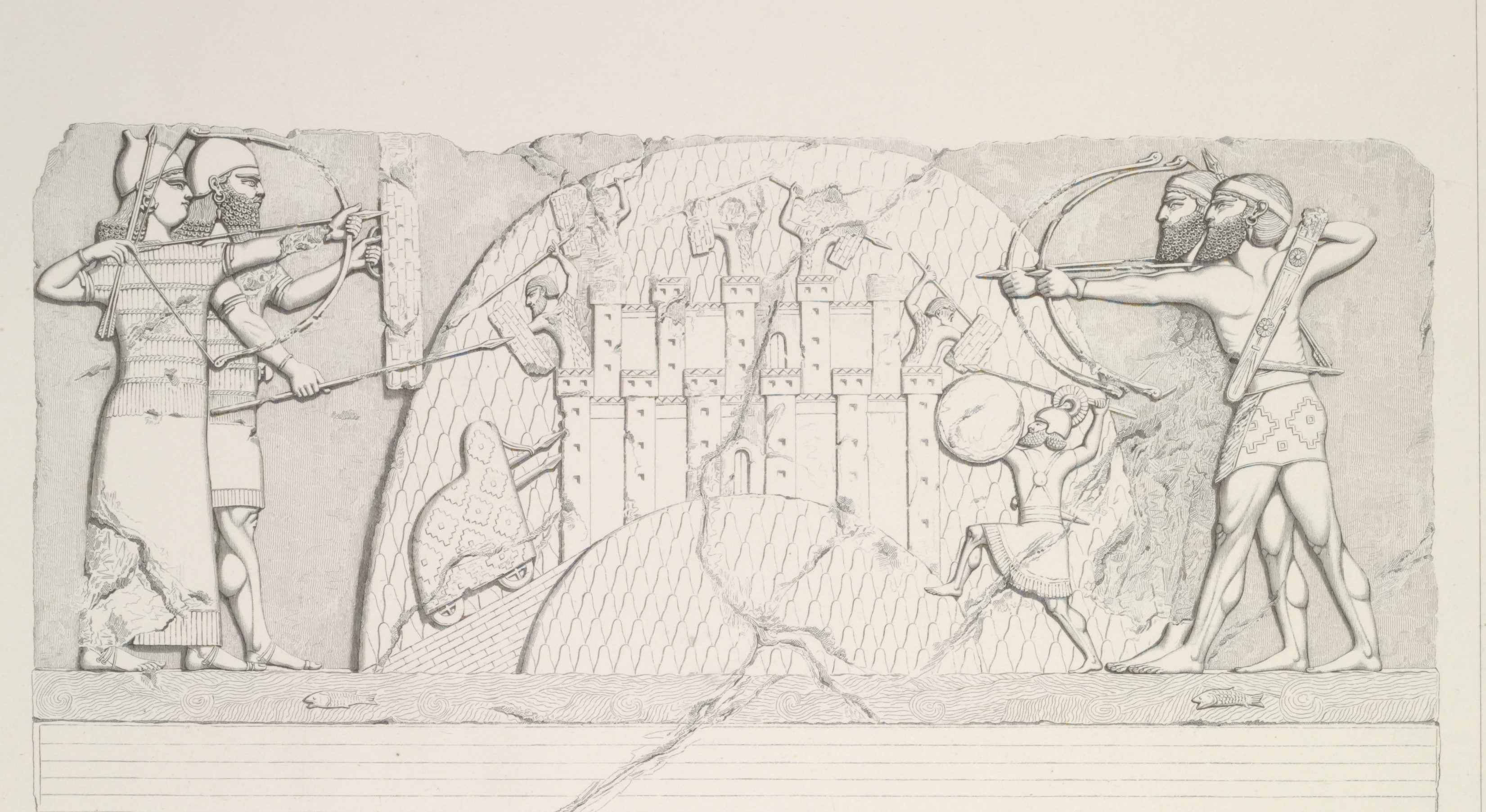
외젠 플랑댕이 1849년에 그린 두르샤루킨 부조 삽화

19세기 초, 유럽 탐험가와 고고학자들은 고대 언덕을 조사하기 시작했다. 아시리아 고고학의 중요한 초기 인물 중 한 명은 영국 사업가 클라우디우스 리치(1787년~1821년)로, 1820년 니네베 유적지를 방문하여 현지인들과 유물을 거래하고 언덕을 정밀하게 측정했다. 결국 대영박물관에 소장된 리치의 소장품과 저술은 프랑스 아시아 학회의 비서인 줄리우스 폰 모흘(1800년~1876년)에게 영감을 주어 프랑스 당국이 모술에 프랑스 영사직을 신설하고 니네베에서 발굴을 시작하도록 설득했다. 1841년에 임명된 첫 영사는 폴-에밀 보타(1802년~1870년)였다. 보타는 모흘이 확보한 자금으로 니네베에서 광범위한 발굴을 수행했는데, 특히 거대한 쿠윤지크 언덕에 집중했다. 니네베의 고대 유적은 후대 정착지와 농업 활동의 층 아래 너무 깊이 숨겨져 있었기 때문에 보타의 발굴은 결코 그곳에 도달하지 못했다. 현지인들이 아시리아 유적을 발굴했다는 소식을 듣고 보타는 북동쪽으로 20킬로미터 떨어진 코르사바드 유적지로 시선을 돌렸고, 그곳에서 발굴을 통해 고대 궁전의 유적을 빠르게 발견했다. 보타는 사르곤 2세의 수도였던 고대 도시 두르샤루킨을 발견했지만, 그는 아직 그것을 알지 못했다. 그의 초기 저술에서 그는 그 유적지를 단순히 "기념물"이라고 불렀다. 쐐기 문자 체계는 10년이 지나서야 해독될 것이었다. 보타의 감독 아래 발견된 위대한 예술 작품에는 거대한 부조와 돌 라마수가 포함되었다. 이 발견은 파리의 모흘에 의해 학계에 신속하게 전달되었다. 1847년, 아시리아 조각에 대한 최초의 전시회가 루브르 박물관에서 열렸다. 1840년대 후반에 유럽으로 돌아온 후, 보타는 예술가 외젠 플랑댕(1809년~1889년)이 만든 수많은 부조 그림을 포함한 발견물에 대한 상세한 보고서를 편찬했다. 1849년에 출판된 이 보고서는 아시리아 미술과 건축의 웅장함을 보여주었고 엄청난 관심을 끌었다. 일부 19세기 역사가들은 아마도 성경에 묘사된 아시리아의 끔찍한 모습 때문에 아시리아인들이 예술적 재능이 부족하다고 여겼으며, 아시리아 조각상을 고대 그리스 조각상에 비해 괴물 같고 추상성이 결여되었다고 보았다.

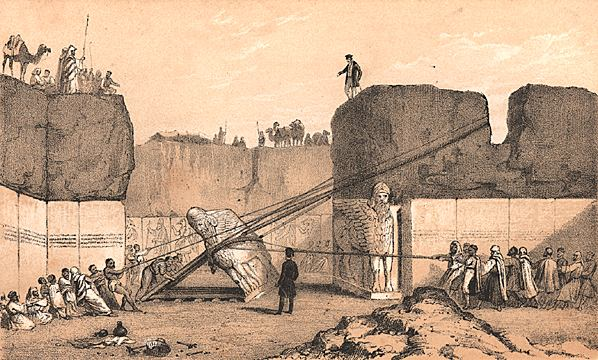
오스텐 헨리 레어드가 1852년에 그린 니네베 발굴 삽화

또 다른 초기 탐험가이자 광범위한 발굴을 감독한 사람은 오스텐 헨리 레어드(1817년~1894년)였다. 레어드는 고대 아시리아 유적지에 감탄하며 "사막 한가운데에 있는 거대한 유적들은 그 황량함과 불분명한 형태로 여행자의 묘사를 거부한다"고 썼다. 레어드의 주된 영감은 모흘과 마찬가지로 클라우디우스 리치의 작품이었다. 레어드는 1845년 11월 님루드(그는 이곳을 니네베 유적지로 믿었지만)에서 오스만 당국의 발굴 허가 없이 개인 자격으로 활동을 시작했다. 그는 처음에는 사냥 여행 중이라고 주장하며 현지 파샤를 속이려 했다. 이 탐험은 전적으로 오스만 제국 주재 영국 대사인 스트랫퍼드 캐닝(1786년~1880년)이 자금을 지원했다. 님루드에서 레어드는 아슈르나시르팔 2세의 고대 북서 궁전을 포함하여 수많은 궁전 유적을 발견했는데, 많은 벽이 부조로 덮여 있었다. 레어드가 자신의 발견을 담은 삽화가 있는 두 권짜리 책 《니네베와 그 유적》은 1849년에 출판되어 엄청난 성공을 거두었다. 《니네베와 그 유적》은 발견 자체에 대한 정보뿐만 아니라 발굴에 대한 기록과 레어드 자신의 중동 여행 및 현지인들과의 교류 경험도 포함했다. 이 책은 수많은 언어로 번역되어 레어드를 유명인사로 만들었다. 영국 정치인이자 작가인 프랜시스 에거튼은 이 책을 "우리 시대의 가장 위대한 업적"이라고 불렀다. 더 많은 자금을 위탁받은 레어드는 두 번째 탐험을 수행하여 쿠윤지크 언덕으로 관심을 돌렸다. 그곳에서 그는 센나케립이 건설한 궁전을 발견하는 등 중요한 발견을 했다.

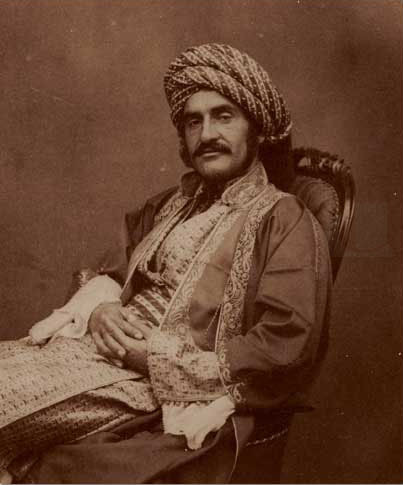
아시리아 고고학자 호르무즈드 라삼의 c. 1854년 초상화

1852년, 프랑스인들은 코르사바드에서 발굴을 계속했으며, 모술의 새로운 영사인 빅토르 플라스(1818년~1875년)는 "가능한 한 가장 많은" 아시리아 유물을 확보하도록 지시받았다. 루브르 박물관과 대영박물관 간의 경쟁은 아시리아 유적지 초기 탐사 및 발굴의 강도에 중요한 역할을 했다. 레어드가 1851년 메소포타미아를 떠났지만, 대영박물관은 그의 가까운 조수이자 아시리아인인 호르무즈드 라삼(1826년~1910년)을 임명하여 이 지역에서 발굴 프로젝트를 계속 유지하도록 했다. 라삼과 플라스는 모두 아수르 유적지에서 발굴을 수행했지만, 그들은 이곳이 고대 수도의 유적지라는 것을 알지 못했고, 유적지의 복잡성을 다룰 수 없어 주요 발견을 하지 못했다. 누가 어디를 발굴해야 하는지에 대한 합의에도 불구하고, 라삼과 플라스는 치열한 경쟁 관계를 발전시켰다. 니네베 발굴 중 어느 날 밤, 라삼은 발굴팀을 보내 어둠을 틈타 프랑스 구역을 파헤치게 했다. 이 발굴자들은 결국 아슈르바니팔의 고대 궁전을 발견했으며, 그곳에서 라삼은 여러 가지 장엄한 발견을 했다. 플라스의 노력은 재앙으로 끝났다. 그가 발견한 가장 장엄한 유물들(부조와 조각상 포함) 중 일부를 운반하기 위해 만든 뗏목이 바그다드 남쪽의 늪에 침몰하여 고고학적 발견물들이 유실되었다. 1853년 크림 전쟁이 발발한 후, 아시리아 고고학은 오랫동안 침체되었지만, 20세기 초에 다시 발굴이 시작되어 현재까지 계속되고 있다.

### 세계 제국으로서의 신아시리아 제국
일부 학자들은 아카드 제국(c. 기원전 2334년~2154년)이나 이집트 제18왕조(c. 기원전 1550년~1290년)를 지적하지만, 많은 연구자들은 신아시리아 제국을 역사상 최초의 세계 제국으로 간주한다. 비록 신아시리아 제국은 140만에서 170만 제곱킬로미터(0.54~0.66백만 제곱마일; 지구 육지 면적의 1퍼센트를 약간 넘는)를 차지했지만, "세계 제국" 또는 "보편 제국"이라는 용어는 실제적인 세계 지배를 의미하는 것으로 받아들여져서는 안 된다. 신아시리아 제국은 전성기에 역사상 형성된 제국 중 가장 큰 제국이었으며, 아시리아인들이 알고 있던 세계 전체의 대부분을 지배한다는 의미에서 이데올로기적으로 세계 지배를 달성했다. 아시리아인들에게 세계는 메소포타미아, 북동쪽의 산맥, 남서쪽의 사막, 그리고 이 모든 것을 둘러싸는 전 지구적 대양으로 구성되어 있었는데, 그들은 이 대양을 서쪽에서는 지중해("상해"), 동쪽에서는 페르시아만("하해")으로 경험했다. 두 바다 사이의 땅을 아우르는 광대한 제국의 정복은 아시리아인들 자신과 동시대인들에게는 그들의 제국을 "보편적"으로 만들었다고 여겨졌다. 왜냐하면 아라비아 사막과 자그로스산맥의 고원과 같이 그들의 지배 밖에 남아 있는 땅들은 단순히 "빈" 땅으로, 문명 밖에 속하는 미개인들이 거주하는 곳으로 치부될 수 있었기 때문이다.
"세계 제국"은 경쟁자가 없는 제국 국가로 해석될 수도 있다. 신아시리아 시대에 고대 근동에는 다른 상당한 규모의 왕국들이 있었지만, 특히 북부의 우라르투, 서부의 이집트, 동부의 엘람은 아시리아에 실존적인 위협이 아니었고, 전쟁 시 자신들을 방어하는 것 외에는 거의 할 수 없었다. 아시리아 군대는 이러한 왕국들의 본토를 일상적으로 약탈하고 원정을 벌였지만, 아시리아 본토는 신아시리아 제국이 멸망할 때까지 침략당하지 않았다. 그럼에도 불구하고, 다른 조직화된 왕국들의 존재는 아시리아인들이 보편적 통치자라는 개념을 훼손했다. 이러한 이유 때문에 대규모 군사 작전은 이러한 왕국들을 정복하고 세계를 지배한다는 이데올로기적 사명을 완수하는 명시적인 목표를 가지고 수행되었다. 에사르하돈과 아슈르바니팔 아래 신아시리아 제국 전성기에는 이집트가 정복되고 엘람이 파괴되고 황폐해졌으므로 우라르투만이 남아 있었다.

#### 후대 제국에 대한 이념적 영향
이념적으로 신아시리아 제국은 중동의 후대 제국들의 제국주의 이념에서 중요한 부분을 차지했다. 연속적인 제국들 간의 연속성 사상(나중에 translatio imperii라고 불리는 현상)은 메소포타미아에서 오랜 전통으로, 수메르 왕명표에서 계승되고 때로는 경쟁하는 왕조와 왕국들을 선행자와 후계자로 연결한 것에서 유래한다. 과거에는 제국들 간의 계승 사상이 이신 왕조가 우르 제3왕조의 후계자라는 주장이나, 바빌로니아가 아카드 제국의 후계자라는 주장으로 이어졌다. Translatio imperii 사상은 어느 시점에 단 하나의 "진정한" 제국만이 존재하며, 제국의 권력과 통치권은 한 제국에서 다음 제국으로 상속된다고 가정하는데, 아시리아는 일반적으로 최초의 제국으로 간주된다.
헤로도토스와 크테시아스와 같은 고대 그리스 역사가들은 아시리아인에서 메디아인, 아케메네스인으로 세계 지배권이 연속적으로 이양되었다고 보았다. 키루스 2세를 비롯한 여러 아케메네스 왕들의 비문은 그들의 제국이 신아시리아 제국의 후계자임을 암시한다. 알렉산드로스 대왕이 페르시아를 정복한 직후, 그의 마케도니아 제국은 네 번째 제국으로 여겨지기 시작했다. 수세기 후 메소포타미아가 셀레우코스 제국의 지배를 받게 되었을 때 쓰여진 신바빌로니아 시대 문헌들은 더 긴 계보를 지지했으며, 제국의 권력이 아시리아인에서 바빌로니아인으로, 다시 아케메네스인으로, 그리고 최종적으로 마케도니아인에게 이양되었으며, 셀레우코스 제국은 알렉산더의 제국과 동일한 제국으로 간주되었다. 후대 전통은 제국들의 순서에 다소 혼란을 겪었으며, 일부는 아시리아와 바빌로니아를 단일 제국으로 혼동했지만, 여전히 마케도니아인/셀레우코스인들을 네 번째 제국으로 세었다 (바빌로니아와 메디아인들을 동시대인으로 세었음에도 불구하고). 성경의 다니엘서는 신바빌로니아 왕 네부카드네자르 2세의 꿈을 묘사하는데, 금 머리, 은 가슴, 청동 배, 철 다리, 철/점토 발을 가진 동상이 등장한다. 이 동상은 translatio imperii의 표현으로 해석되며, 네부카드네자르의 제국(신바빌로니아 제국; 금)을 첫 번째 제국으로, 메디아 제국(은)을 두 번째, 아케메네스 제국(청동)을 세 번째, 그리고 알렉산드로스 대왕의 마케도니아 제국(철)을 네 번째로 놓는다.
고대의 제국 계승 사상은 셀레우코스 제국의 멸망으로 끝나지 않았다. 전통은 대신 후대 제국들을 이 순서에 포함하도록 조정되었다. 로마 제국이 기원전 63년에 셀레우코스 제국의 마지막 잔재를 정복한 직후, 문학 전통은 로마 제국을 다섯 번째 세계 제국으로 여기기 시작했다. 로마 제국은 자신들의 후계자 주장을 낳았다. 동방에서는 동로마 제국이 뒤를 이었고, 이로부터 러시아와 오스만 제국이 계승을 주장했다. 서방에서는 프랑크와 결국 신성 로마 제국이 로마의 후계자로 자처했다. 후대 학자들은 때때로 중동에 더 초점을 맞춘 세계 제국의 순서를 제시하기도 했다. 영국 학자 조지 롤린슨의 1862~67년 저서 《고대 동방의 다섯 위대한 군주국》에서는 다섯 동양 제국이 칼데아(이러한 제국은 존재하지 않았으므로 오류임), 아시리아, 바빌로니아, 메디아, 페르시아로 간주된다. 롤린슨은 1876년 자신의 저서 《고대 동방의 일곱 위대한 군주국》에서 파르티아 제국과 사산 제국을 포함하여 순서를 확장했다. 비록 광범위한 translatio imperii 계보는 현대 연구에서는 거의 중요하게 다루어지지 않지만, 오늘날 학자들은 여전히 신아시리아 제국에서 신바빌로니아 제국, 그리고 아케메네스 제국으로 이어지는 기본적인 제국 계승 순서를 인정한다.

#### 후대 제국에 대한 행정적 영향
신아시리아 제국이 확립한 정치 구조는 그 뒤를 이은 후대 제국들의 모델이 되었다. 신바빌로니아 제국의 여러 핵심 구성 요소는 신아시리아 제국을 기반으로 했다. 현존하는 자료가 부족하여 신바빌로니아 제국의 정확한 행정 구조는 알려져 있지 않으며, 따라서 신아시리아 제국의 오래된 지방 구분과 행정이 어느 정도 계속 사용되었는지는 불분명하지만, 신바빌로니아 왕들 아래 중앙 궁정 관료 조직은 기존 바빌로니아 모델이 아닌 신아시리아 제국을 기반으로 했다. 또한, 네부카드네자르 2세의 바빌론 대규모 확장과 같은 신바빌로니아 건설 프로젝트는 아시리아 전통을 따랐다. 신아시리아 왕들이 새로운 수도에서 했던 것처럼, 네부카드네자르는 자신의 궁전을 성벽을 가로지르는 높은 테라스 위에 배치하고, 내부 도시는 직사각형 계획을 따랐다. 중아시리아 시대에 처음 만들어진 정교한 아시리아 도로 시스템은 계속 사용되었으며, 신바빌로니아와 아케메네스 제국의 정교한 도로 시스템의 모델이 되었다.

### 잔혹성 논란
나는 도시 문 맞은편에 기둥을 세우고, 반란을 일으킨 모든 족장들의 가죽을 벗겨 기둥을 그들의 가죽으로 덮었다. 일부는 기둥에 말뚝으로 꿰뚫고, 다른 이들은 기둥 주위에 말뚝에 묶었다. 반란을 일으킨 장교들의 사지를 잘랐다. 많은 포로들을 불태웠고, 많은 이들을 살아있는 포로로 잡았다. 일부는 코, 귀, 손가락을 잘랐고, 많은 이들은 눈을 뽑았다. 산 자의 기둥을 하나 세우고, 머리의 기둥을 다른 하나 세워, 그들의 머리를 도시 주변의 나무 기둥에 묶었다. 그들의 젊은 남자와 여자는 불태워 죽였다. 나머지 전사들은 유프라테스 사막에서 갈증으로 죽게 했다.— 아슈르나시르팔 2세(r. 883–859 BC)의 비문 발췌

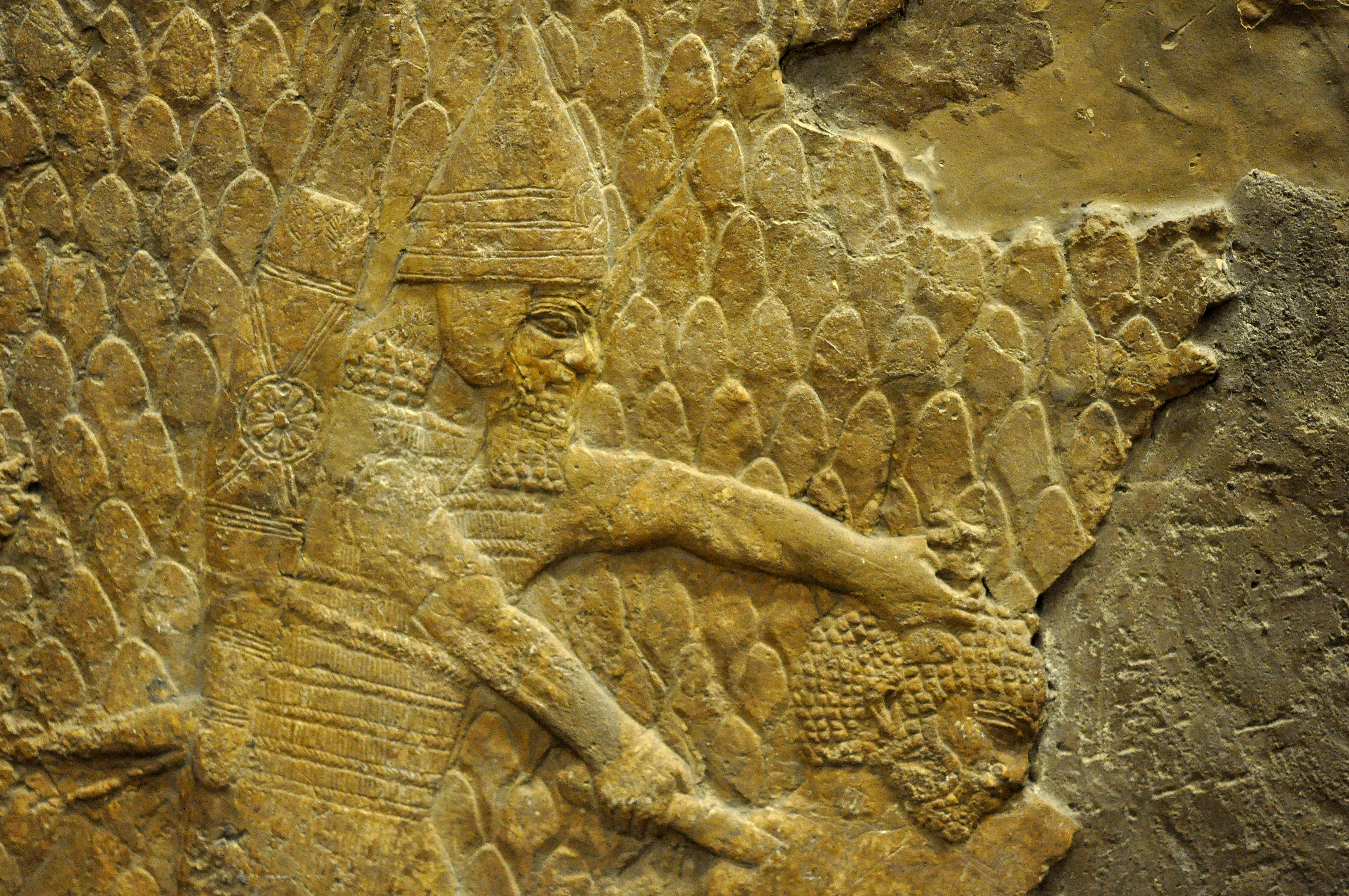
센나케립의 부조, 아시리아 병사가 라키시 도시의 포로를 참수하는 모습을 묘사

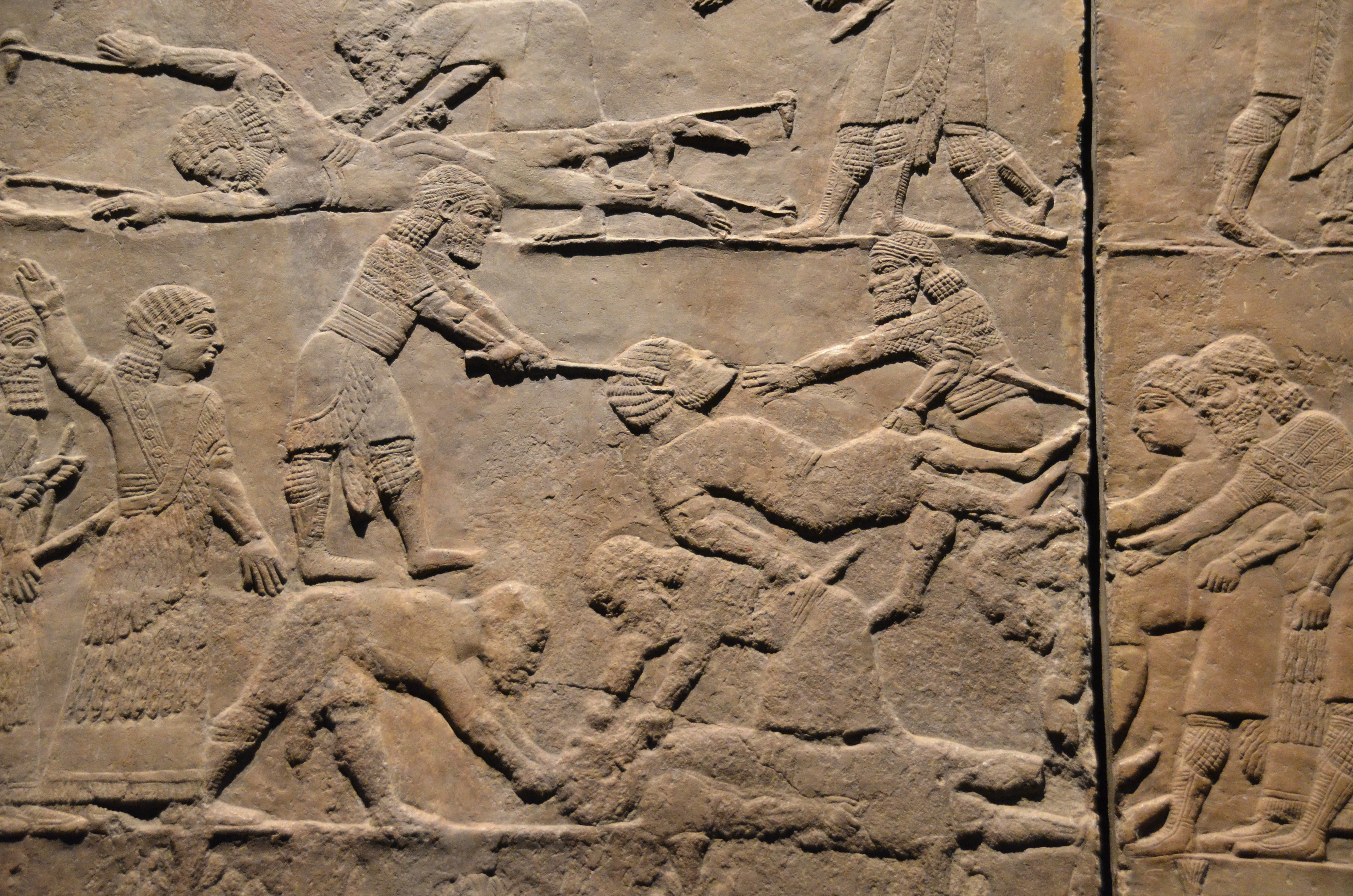
아슈르바니팔의 부조, 엘람 족장들의 혀가 뽑히고 산채로 가죽이 벗겨지는 모습을 묘사

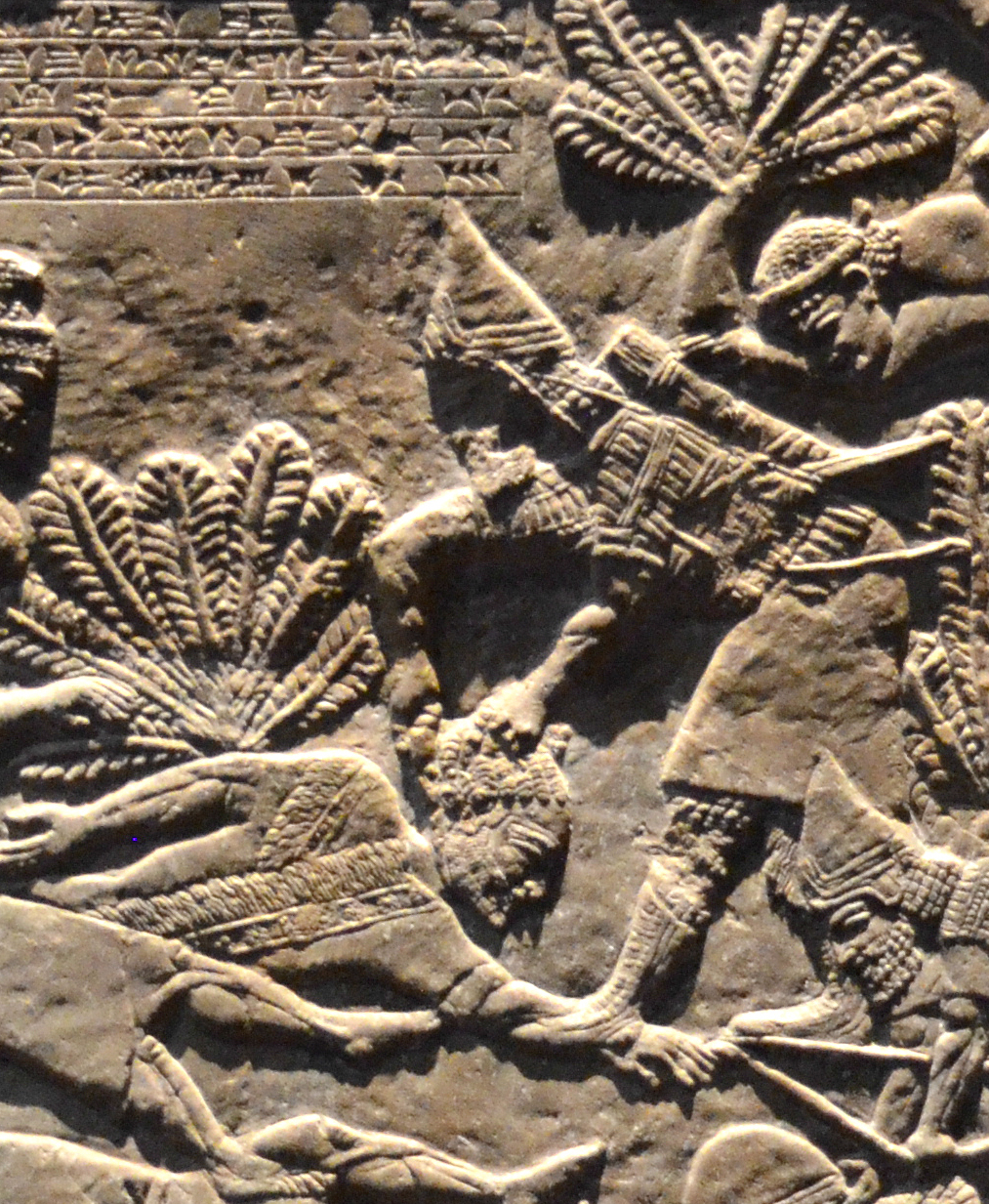
아슈르바니팔의 부조, 엘람 왕 테움만의 참수형을 묘사

신아시리아 제국은 아마도 신아시리아 군대의 맹렬함과 잔혹성으로 가장 두드러지게 기억된다. 신아시리아 비문과 예술 작품은 다양한 잔학 행위를 묘사하는 데 있어 "끔찍한 사실성"으로 유례없이 노골적이다. 아시리아 왕실 비문에서 잔학 행위를 상세하게 묘사한 것은 주로 신아시리아 시대부터이다. 비록 특정 중아시리아 왕들도 적대 국가와 민족에 대해 다양한 잔학 행위를 저질렀지만 말이다. 이는 중아시리아 제국 시대에 권력이 쇠퇴한 후 정복된 영토를 두려움과 공포를 통해 통제하려 했던 신아시리아 왕들의 의도 때문일 수 있다.
성경 및 기타 역사적 기록에 나타난 아시리아의 잔혹성에 대한 언급은 19세기 고대 예술 및 비문의 발견과 더불어 이를 발견한 역사가 및 고고학자들이 아시리아와 오스만 제국 사이에 좋지 않은 비교를 함으로써 강화되었다. 오늘날, 고대 아시리아 문화의 다양성에도 불구하고, 군사 및 잔학 행위 장면은 그 독특한 특성 때문에 아시리아에 대한 박물관 전시를 지배하고 있다.
현대 학자들은 신아시리아 정부가 잔인했다는 사실을 부정하지 않지만, 신아시리아 비문과 예술 작품이 실제 잔학 행위를 어느 정도 반영하는지는 논쟁 중이다. 일부는 비문과 예술이 모든 끔찍한 세부 사항을 포함하지 않거나 모든 사례를 기록하지 않았기 때문에 아시리아인들이 묘사된 것보다 더 잔인했다고 믿는다. 반면 다른 이들은 아시리아 왕들이 잔혹 행위에 대한 과장된 묘사를 선전 및 심리전의 도구로 사용했다고 믿는다.

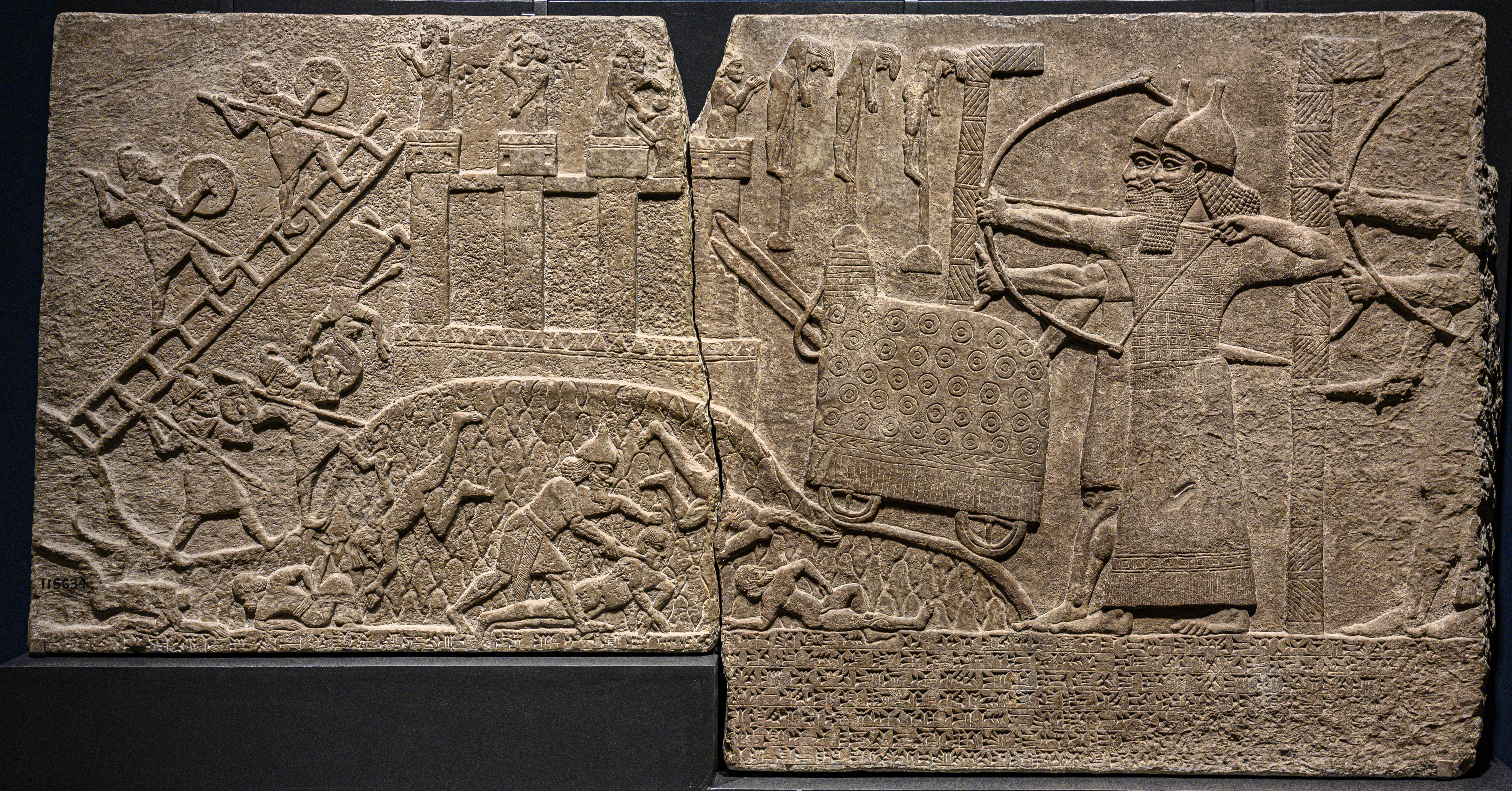
티글라트-필레세르의 님루드 궁전 부조, 아시리아인들이 도시를 포위하는 모습을 묘사

신아시리아 예술은 특히 잔혹하지만, 실제 전쟁 행위는 다른 문화권과 유사했을 가능성이 높다. 다만, 관료 조직의 수준이 높았기 때문에 더 효과적이고 광범위한 영향을 미쳤을 수 있다. 궁전 벽화에 대한 상세한 분석에 따르면, 잔혹성은 일반적으로 외국인과 봉신들을 아시리아 지배에 맞서 싸우지 못하도록 위협하고 단념시키기 위한 것이었다. 묘사된 잔혹 행위의 대다수는 아시리아 적국의 병사와 귀족들을 대상으로 했으며, 민간인들은 거의 잔혹하게 다뤄지지 않았다. 이는 신아시리아 통치의 대부분 기간 동안 문화적 한계와 제약이 있었음을 시사한다.

## 같이 보기
- 아시리아 민족주의
- 메소포타미아의 역사
- 메소포타미아 왕조 목록

## 내용주
1. ↑  드물게 후기 아시리아 제국[2] 또는 신 아시리아 제국[3]이라고도 불린다.
2. ↑  아다드-니라리 2세의 즉위는 신아시리아 제국의 관습적인 시작일이다.[4] 일부 역사가들은 그의 전임자인 아슈르-단 2세의 통치도 포함하여 신아시리아 시대를 기원전 934년에 시작된 것으로 본다.[5]
3. ↑  세계 제국으로서의 신아시리아 제국 섹션 참조
4. ↑  예를 들어, 이 시기에 발전한 히브리 일신교는 아슈르에 대한 아시리아인들의 준일신교나 신아시리아 왕들의 독재적 제국 통치 경험의 결과일 수 있다는 주장이 제기되었다.[16]
5. ↑  아슈르나시르팔 2세는 자신의 비문에서 민간인을 학살했다고 주장한 아시리아 왕 4명 중 한 명이자 어린 아이들을 죽이고 불태웠다고 주장한 유일한 왕이다. 잔혹 행위의 다양성과 심각성 면에서 그는 후대의 아슈르바니팔만이 경쟁할 수 있다.[35]
6. ↑  더 나은 용어가 없어서 사용된 용어; 고대 아시리아어에는 해당하는 용어나 명확하게 정의된 법적 지위가 없었다.[166]
7. ↑  현대의 아시리아 부족과 혼동해서는 안 된다
8. ↑  사르곤의 편지 중 하나는 바빌로니아의 우르에서 온 관리가 아람어로 왕에게 편지를 쓰고 싶어 한 것에 대한 답변으로, "왜 아카드어로 메시지를 써서 보내지 않는가? 진정으로, 당신이 쓰는 메시지는 바로 이런 방식으로 작성되어야 한다. 이것이 확정된 규정이다!"라고 쓰여 있었다.[190]

### 참고 문헌
- Aberbach, David (2003). 《Major Turning Points in Jewish Intellectual History》. New York: Palgrave MacMillan. ISBN 978-1-4039-1766-9.
- Ahmed, Sami Said (2018). 《Southern Mesopotamia in the time of Ashurbanipal》. Berlin: Walter de Gruyter. ISBN 978-3-11-103358-7.
- Bagg, Ariel (2016). 〈Where is the Public? A New Look at the Brutality Scenes in Neo-Assyrian Royal Inscriptions and Art〉.   Battini, Laura. 《Making Pictures of War: Realia et Imaginaria in the Iconology of the Ancient Near East》. Archaeopress Ancient Near Eastern Archaeology. Oxford: Archaeopress. doi:10.2307/j.ctvxrq18w.12. ISBN 978-1-78491-403-5.
- Bagg, Ariel (2017). 〈Assyrian Technology〉.   E. Frahm. 《A Companion to Assyria》. Hoboken: John Wiley & Sons. ISBN 978-1-118-32524-7.
- Beaulieu, Paul-Alain (2017). 〈Assyria in Late Babylonian Sources〉.   E. Frahm. 《A Companion to Assyria》. Hoboken: John Wiley & Sons. ISBN 978-1-118-32524-7.
- Beaulieu, Paul-Alain (2018). 《A History of Babylon, 2200 BC – AD 75》. Pondicherry: Wiley. ISBN 978-1-4051-8899-9.
- Bedford, Peter R. (2009). 〈The Neo-Assyrian Empire〉.   Morris, Ian; Scheidel, Walter. 《The Dynamics of Ancient Empires: State Power from Assyria to Byzantium》. Oxford: Oxford University Press. ISBN 978-0-19-537158-1.
- Brinkman, J. A. (1973). 《Sennacherib's Babylonian Problem: An Interpretation》. 《Journal of Cuneiform Studies》 25. 89–95쪽. doi:10.2307/1359421. JSTOR 1359421. S2CID 163623620.
- Chen, Fei (2020). 《Study on the Synchronistic King List from Ashur》. Leiden: BRILL. ISBN 978-90-04-43091-4.
- Cogan, Mordechai (2017). 《Restoring the Empire》. 《Israel Exploration Journal》 67. 151–167쪽. JSTOR 26740626. 2022년 4월 2일에 원본 문서에서 보존된 문서. 2022년 1월 28일에 확인함.
- Dalley, Stephanie (2017). 〈Assyrian Warfare〉.   E. Frahm. 《A Companion to Assyria》. Hoboken: John Wiley & Sons. ISBN 978-1-118-32524-7.
- Davenport, T. L. (2016). 《Situation and Organisation: The Empire Building of Tiglath-Pileser III (745-728 BC)》 (PDF) (학위논문). University of Sydney. 2021년 6월 6일에 원본 문서 (PDF)에서 보존된 문서. 2022년 1월 28일에 확인함.
- Dewar, Ben (2021). 《The Burning of Captives in the Assyrian Royal Inscriptions, and Early Neo-Assyrian Conceptions of the Other》. 《Studia Orientalia Electronica》 9. 67–81쪽. doi:10.23993/store.88852. S2CID 245632242. 2022년 9월 22일에 원본 문서에서 보존된 문서. 2022년 1월 28일에 확인함.
- Düring, Bleda S. (2020). 《The Imperialisation of Assyria: An Archaeological Approach》. Cambridge: Cambridge University Press. ISBN 978-1-108-47874-8.
- Elayi, Josette (2017). 《Sargon II, King of Assyria》. SBL Press. ISBN 978-1-62837-177-2.
- Elayi, Josette (2018). 《Sennacherib, King of Assyria》. Atlanta: SBL Press. ISBN 978-0-88414-317-8.
- Fincke, Jeanette C. (2017). 〈Assyrian Scholarship and Scribal Culture in Kalḫu and Nineveh〉.   E. Frahm. 《A Companion to Assyria》. Hoboken: John Wiley & Sons. ISBN 978-1-118-32524-7.
- Fink, Sebastian (2020). 〈Invisible Mesopotamian royal women?〉.   Carney, Elizabeth D.; Müller, Sabine. 《The Routledge Companion to Women and Monarchy in the Ancient Mediterranean World》. London: Routledge. 137–148쪽. doi:10.4324/9780429434105-15. ISBN 978-0-429-43410-5. S2CID 224979097.
- Filoni, Fernando (2017). 《The Church in Iraq》. Washington, D.C.: The Catholic University of America Press. ISBN 978-0-8132-2965-2.
- Frahm, Eckart (2014). 〈Family Matters: Psychohistorical Reflections on Sennacherib and His Times〉.   Kalimi, Isaac; Richardson, Seth. 《Sennacherib at the Gates of Jerusalem: Story, History and Historiography》. Leiden: BRILL. ISBN 978-90-04-26561-5.
- Frahm, Eckart (2017). 〈The Neo-Assyrian Period (ca. 1000–609 BCE)〉.   E. Frahm. 《A Companion to Assyria》. Hoboken: John Wiley & Sons. ISBN 978-1-118-32524-7.
- Frahm, Eckart (2017). 〈Assyria in the Hebrew Bible〉.   E. Frahm. 《A Companion to Assyria》. Hoboken: John Wiley & Sons. ISBN 978-1-118-32524-7.
- Gansell, Amy Rebecca (2018). 〈In Pursuit of Neo-Assyrian Queens: An Interdisciplinary Methodology for Researching Ancient Women and Engendering Ancient History〉.   Svärd, Saana; Garcia-Ventura, Agnès. 《Studying Gender in the Ancient Near East》. University Park, Pennsylvania: Eisenbrauns. ISBN 978-1-57506-770-4.
- Garfinkle, Steven J. (2007). 〈The Assyrians: A New Look at an Ancient Power〉.   Rubio, Gonzalo; Garfinkle, Steven J.; Beckman, Gary; Snell, Daniel C.; Chavalas, Mark W. 《Current Issues and the Study of the Ancient Near East》. Publications of the Association of Ancient Historians. Claremont: Regina Books. ISBN 978-1-930053-46-5.
- Grayson, A. Kirk (1982). 〈Assyria: Ashur-dan II to Ashur-Nirari V (934–745 B.C.)〉.   Boardman, John; Edwards, I. E. S.; Hammond, N. G. L.; Sollberger, E. 《The Cambridge Ancient History: Volume 3, Part 1: The Prehistory of the Balkans, the Middle East and the Aegean World, Tenth to Eighth Centuries BC》 2판. Cambridge: Cambridge University Press. ISBN 978-1-139-05428-7. 2021년 12월 11일에 원본 문서에서 보존된 문서. 2022년 1월 28일에 확인함.
- Grayson, A. Kirk (2002). 《Assyrian Rulers of the Early First Millennium BC: II (858–745 BC)》. Toronto: University of Toronto Press. ISBN 978-0-8020-0886-2.
- Hauser, Stefan R. (2017). 〈Post-Imperial Assyria〉.   E. Frahm. 《A Companion to Assyria》. Hoboken: John Wiley & Sons. ISBN 978-1-118-32524-7.
- Heeßel, Nils P. (2017). 〈Assyrian Scholarship and Scribal Culture in Ashur〉.   E. Frahm. 《A Companion to Assyria》. Hoboken: John Wiley & Sons. ISBN 978-1-118-32524-7.
- Jakob, Stefan (2017). 〈The Middle Assyrian Period (14th to 11th Century BCE)〉.   E. Frahm. 《A Companion to Assyria》. Hoboken: John Wiley & Sons. ISBN 978-1-118-32524-7.
- Jakob, Stefan (2017). 〈Economy, Society, and Daily Life in the Middle Assyrian Period〉.   E. Frahm. 《A Companion to Assyria》. Hoboken: John Wiley & Sons. ISBN 978-1-118-32524-7.
- Jursa, Michael (2007). 《Die Söhne Kudurrus und die Herkunft der neubabylonischen Dynastie》 [The Sons of Kudurru and the Origins of the New Babylonian Dynasty]. 《Revue d'assyriologie et d'archéologie orientale》 (독일어) 101. 125–136쪽. doi:10.3917/assy.101.0125. 2022년 9월 22일에 원본 문서에서 보존된 문서. 2022년 1월 28일에 확인함.
- Kalimi, Isaac; Richardson, Seth (2014). 〈Sennacherib at the Gates of Jerusalem: Story, History and Historiography: An Introduction〉.   Kalimi, Isaac; Richardson, Seth. 《Sennacherib at the Gates of Jerusalem: Story, History and Historiography》. Leiden: Brill Publishers. ISBN 978-90-04-26561-5.
- Kertai, David (2013). 《The Queens of the Neo-Assyrian Empire》. 《Altorientalische Forschungen》 40. 108–124쪽. doi:10.1524/aof.2013.0006. S2CID 163392326.
- Kessler, Karlheinz (1997). 〈"Royal Roads" and other questions of the Neo-Assyrian communication system〉 (PDF).   S. Parpola; R. Whiting. 《Assyria 1995》. Helsinki: Neo-Assyrian Text Corpus Project. 129–136쪽.
- Levin, Yigal (2002). 《Nimrod the Mighty, King of Kish, King of Sumer and Akkad》. 《Vetus Testamentum》 52. 350–366쪽. doi:10.1163/156853302760197494.
- Levine, Louis D. (1982). 《Sennacherib's Southern Front: 704-689 B.C.》. 《Journal of Cuneiform Studies》 34. 28–58쪽. doi:10.2307/1359991. JSTOR 1359991. S2CID 163170919. 2021년 12월 8일에 원본 문서에서 보존된 문서. 2022년 1월 28일에 확인함.
- Lipschits, Oled (2005). 《The Fall and Rise of Jerusalem: Judah under Babylonian Rule》. Winona Lake: Eisenbrauns. ISBN 978-1-57506-095-8.
- Liverani, Mario (2013). 《The Ancient Near East: History, Society and Economy》. Routledge. ISBN 978-0-415-67906-0.
- Liverani, Mario (2017). 〈Thoughts on the Assyrian Empire and Assyrian Kingship〉.   E. Frahm. 《A Companion to Assyria》. Hoboken: John Wiley & Sons. ISBN 978-1-118-32524-7.
- Luckenbill, Daniel David (1924). 《The Annals of Sennacherib》. Chicago: 시카고 대학교 출판부. OCLC 506728. 2019년 5월 2일에 원본 문서에서 보존된 문서. 2022년 1월 28일에 확인함.
- Luckenbill, Daniel David (1927). 《Ancient Records of Assyria and Babylonia Volume 2: Historical Records of Assyria From Sargon to the End》. Chicago: 시카고 대학교 출판부. OCLC 926853184. 2016년 6월 3일에 원본 문서에서 보존된 문서. 2022년 1월 28일에 확인함.
- Luukko, Mikko; Van Buylaere, Greta (2017). 〈Languages and Writing Systems in Assyria〉.   E. Frahm. 《A Companion to Assyria》. Hoboken: John Wiley & Sons. ISBN 978-1-118-32524-7.
- MacGinnis, John (2010). 《Mobilisation and Militarisation in the Neo-Babylonian Empire》. 《Studies on War in the Ancient Near East, AOAT 372》. 153–163쪽. 2022년 1월 17일에 원본 문서에서 보존된 문서. 2022년 1월 28일에 확인함.
- Mark, Joshua J. (2009). “Ashurbanipal”. 《세계사 백과사전》. 2022년 9월 23일에 원본 문서에서 보존된 문서. 2019년 11월 28일에 확인함.
- Mark, Joshua A. (2014). “Ashurnasirpal II”. 《세계사 백과사전》. 2022년 4월 22일에 원본 문서에서 보존된 문서. 2022년 1월 13일에 확인함.
- Mark, Joshua A. (2020). “The Greatest Party Ever Thrown: Ashurnasirpal II's Kalhu Festival”. 《세계사 백과사전》. 2022년 4월 23일에 원본 문서에서 보존된 문서. 2022년 1월 22일에 확인함.
- Melville, Sarah C. (2011). 〈The Last Campaign: the Assyrian Way of War and the Collapse of the Empire〉.   Lee, Wayne E. 《Warfare and Culture in World History》. New York: New York University Press. ISBN 978-0-8147-5278-4. 2022년 9월 20일에 원본 문서에서 보존된 문서. 2022년 1월 28일에 확인함.
- Melville, Sarah C. (2012). 〈Zakutu (Naqi'a)〉. 《The Encyclopedia of Ancient History》. London: Wiley-Blackwell. OCLC 785860275.
- Melville, Sarah C. (2014). 〈Women in Neo-Assyrian texts〉.   Chavalas, Mark W. 《Women in the Ancient Near East: A Sourcebook》. London: Routledge. ISBN 978-0-415-44855-0.
- Merrill, Eugene; Rooker, Mark F.; Grisanti, Michael A (2011). 《The World and the Word: An Introduction to the Old Testament》. Nashville, Tennessee: B&H Publishing Group. ISBN 978-0-8054-4031-7.
- Na'aman, Nadav (1991). 《Chronology and History in the Late Assyrian Empire (631—619 B.C.)》. 《Zeitschrift für Assyriologie》 81. 243–267쪽. doi:10.1515/zava.1991.81.1-2.243. S2CID 159785150. 2022년 9월 20일에 원본 문서에서 보존된 문서. 2022년 1월 28일에 확인함.
- Oates, Joan (1992). 〈The fall of Assyria (635–609 BC)〉. 《The Cambridge Ancient History Volume 3 Part 2: The Assyrian and Babylonian Empires and Other States of the Near East, from the Eighth to the Sixth Centuries BC》. Cambridge University Press. ISBN 978-3-11-103358-7.
- Parker, Bradley J. (2011). 《The Construction and Performance of Kingship in the Neo-Assyrian Empire》. 《Journal of Anthropological Research》 67. 357–386쪽. doi:10.3998/jar.0521004.0067.303. JSTOR 41303323. S2CID 145597598.
- Parpola, Simo (2004). 《National and Ethnic Identity in the Neo-Assyrian Empire and Assyrian Identity in Post-Empire Times》 (PDF). 《Journal of Assyrian Academic Studies》 18. 5–22쪽. 2020년 11월 19일에 원본 문서 (PDF)에서 보존된 문서. 2022년 1월 28일에 확인함.
- Payne, Richard (2012). 〈Avoiding Ethnicity: Uses of the Ancient Past in Late Sasanian Northern Mesopotamia〉.   Pohl, Walter; Gantner, Clemens; Payne, Richard. 《Visions of Community in the Post-Roman World: The West, Byzantium and the Islamic World, 300–1100》. Farnham: Ashgate Publishing. ISBN 978-1-4094-2709-4.
- Radner, Karen (2003). 《The Trials of Esarhaddon: The Conspiracy of 670 BC》. 《ISIMU: Revista sobre Oriente Próximo y Egipto en la antigüedad》 6. 165–183쪽. 2020년 8월 13일에 원본 문서에서 보존된 문서. 2022년 1월 28일에 확인함.
- Radner, Karen (2012). 〈The King's Road – the imperial communication network〉. 《Assyrian empire builders》. 유니버시티 칼리지 런던.
- Radner, Karen (2013). “Royal marriage alliances and noble hostages”. 《Assyrian empire builders》. 2022년 9월 22일에 원본 문서에서 보존된 문서. 2019년 11월 26일에 확인함.
- Radner, Karen (2015). 《Ancient Assyria: A Very Short Introduction》. Oxford: 옥스퍼드 대학교 출판부. ISBN 978-0-19-871590-0.
- Radner, Karen (2015). 〈Royal pen pals: the kings of Assyria in correspondence with officials, clients and total strangers (8th and 7th centuries BC)〉 (PDF).   S. Prochazka; L. Reinfandt; S. Tost. 《Official Epistolography and the Language(s) of Power》. Austrian Academy of Sciences Press.
- Radner, Karen (2016). 〈Revolts in the Assyrian Empire: Succession Wars, Rebellions Against a False King and Independence Movements〉.   Collins, John J.; Manning, Joseph Gilbert. 《Revolt and Resistance in the Ancient Classical World and the Near East: In the Crucible of Empire》. Leiden: BRILL. ISBN 978-90-04-33017-7.
- Radner, Karen (2017). 〈Economy, Society, and Daily Life in the Neo-Assyrian Period〉.   E. Frahm. 《A Companion to Assyria》. Hoboken: John Wiley & Sons. ISBN 978-1-118-32524-7.
- Radner, Karen (2019). 《Last Emperor or Crown Prince Forever? Aššur-uballiṭ II of Assyria according to Archival Sources》. 《State Archives of Assyria Studies》 28. 135–142쪽. 2022년 9월 21일에 원본 문서에서 보존된 문서. 2021년 11월 2일에 확인함.
- Radner, Karen (2021). 〈Diglossia and the Neo-Assyrian Empire's Akkadian and Aramaic Text Production〉.   Jonker, Louis C.; Berlejung, Angelika; Cornelius, Izak. 《Multilingualism in Ancient Contexts: Perspectives from Ancient Near Eastern and Early Christian Contexts》. Stellenbosch: African Sun Media. ISBN 978-1-991201-16-4.
- Reade, J. E. (1998). 《Assyrian eponyms, kings and pretenders, 648–605 BC》. 《Orientalia (NOVA Series)》 67. 255–265쪽. JSTOR 43076393.
- Spurrier, Tracy L. (2017). 《Finding Hama: On the Identification of a Forgotten Queen Buried in the Nimrud Tombs》. 《Journal of Near Eastern Studies》 76. 149–174쪽. doi:10.1086/690911. S2CID 164734557. 2022년 6월 17일에 원본 문서에서 보존된 문서. 2022년 1월 28일에 확인함.
- Svärd, Saana (2015). 《Changes in Neo-Assyrian Queenship》. 《State Archives of Assyria Bulletin》 XXI. 157–171쪽.
- Taagepera, Rein (1978). 《Size and duration of empires: Systematics of size》 (PDF). 《사회 과학 연구》 (영어) 7. 111쪽. doi:10.1016/0049-089X(78)90007-8. ISSN 0049-089X. 2020년 7월 7일에 원본 문서 (PDF)에서 보존된 문서. 2020년 7월 7일에 확인함.
- Teppo, Saana (2007). 《Agency and the Neo-Assyrian Women of the Palace》. 《Studia Orientalia Electronica》 101. 381–420쪽. 2022년 4월 19일에 원본 문서에서 보존된 문서. 2022년 1월 28일에 확인함.
- Trolle Larsen, Mogens (2017). 〈The Archaeological Exploration of Assyria〉.   E. Frahm. 《A Companion to Assyria》. Hoboken: John Wiley & Sons. ISBN 978-1-118-32524-7.
- Turchin, Peter; Adams, Jonathan M.; Hall, Thomas D. (2006). 《East-West Orientation of Historical Empires》 (PDF). 《세계 시스템 연구 저널》 12. 222–223쪽. ISSN 1076-156X. 2020년 7월 7일에 원본 문서 (PDF)에서 보존된 문서. 2020년 7월 7일에 확인함.
- Watanabe, Kazuko (1999). 〈Seals of Neo-Assyrian Officials〉.   Watanabe, Kazuko. 《Priests and Officials in the Ancient Near East》. Universitätsverlag C. Winter. ISBN 978-3-8253-0533-8.
- Yamada, Shiego (2000). 《The Construction of the Assyrian Empire: A Historical Study of the Inscriptions of Shalmanesar III (859–824 B.C.) Relating to His Campaigns to the West》. Leiden: BRILL. ISBN 978-90-04-11772-3.
- Yamada, Keiko; Yamada, Shiego (2017). 〈Shalmaneser V and His Era, Revisited〉.   Baruchi-Unna, Amitai; Forti, Tova; Aḥituv, Shmuel; Ephʿal, Israel; Tigay, Jeffrey H. 《"Now It Happened in Those Days": Studies in Biblical, Assyrian, and Other Ancient Near Eastern Historiography Presented to Mordechai Cogan on His 75th Birthday》 2. Winona Lake, Indiana: Eisenbrauns. ISBN 978-1-57506-761-2. 2022년 2월 9일에 원본 문서에서 보존된 문서. 2022년 1월 28일에 확인함.
- Zaia, Shana (2019). 《Going Native: Šamaš-šuma-ukīn, Assyrian King of Babylon》. 《IRAQ》 81. 247–268쪽. doi:10.1017/irq.2019.1. S2CID 200251092. 2022년 1월 22일에 원본 문서에서 보존된 문서. 2022년 1월 28일에 확인함.
- Zawadzki, Stefan (1994). 《The Revolt of 746 B.C and the Coming of Tiglath-pileser III to the Throne》 (PDF). 《State Archives of Assyria Bulletin》 8. 53–54쪽. 2020년 7월 12일에 원본 문서 (PDF)에서 보존된 문서. 2022년 1월 28일에 확인함.